# Cinema italiano

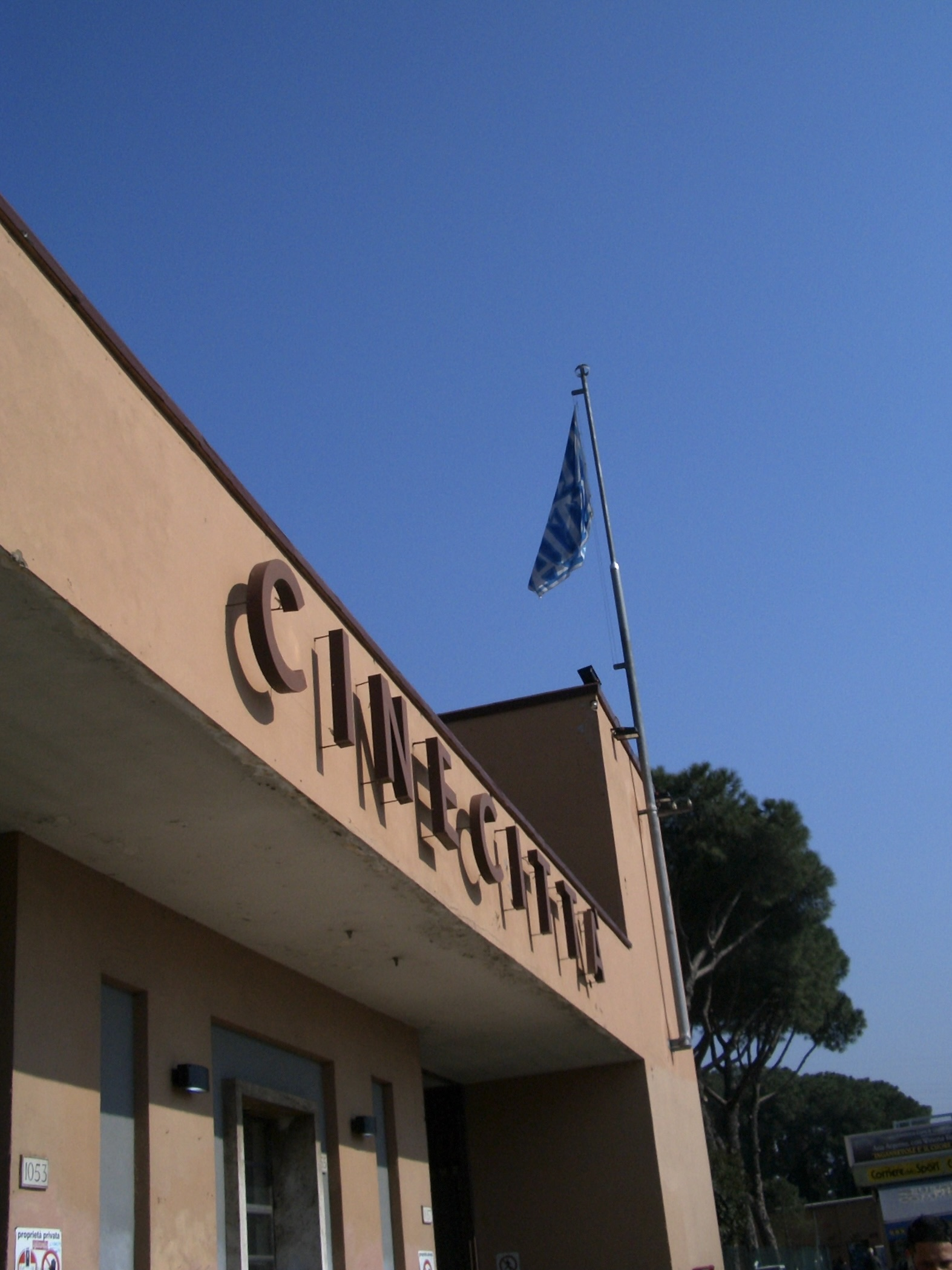
L'ingresso agli stabilimenti di Cinecittà

Il cinema italiano è attivo sin dall'epoca dei fratelli Lumière. I primi filmati risalgono al 1896 e sono stati realizzati nelle principali città della penisola. Questi brevi esperimenti suscitarono fin da subito la curiosità del ceto popolare, spingendo gli operatori a produrre nuove pellicole e gettando così le basi per una vera industria cinematografica. Nei primi anni del novecento si sviluppa il cinema muto che avrà il merito di portare alla ribalta numerosi divi italiani e che troverà una battuta d'arresto alla fine della Prima guerra mondiale.
Negli anni trenta, con l'avvento del sonoro e la nascita di Cinecittà, il cinema italiano entra in una nuova fase produttiva, sotto il controllo politico e finanziario del ” regime fascista. Una nuova stagione inizia alla fine della seconda guerra mondiale con la nascita del cinema neorealista che raggiunge per tutto il dopoguerra un vasto consenso di pubblico e critica. Dalla metà degli anni cinquanta fino alla fine degli anni settanta, grazie al cinema d'autore, alla commedia all'italiana, ed a molti altri generi, il cinema italiano raggiunge una posizione di grande prestigio sia nazionale che estera. A partire dagli anni ottanta, a causa di molteplici fattori, la produzione italiana attraversa una profonda crisi che non ha impedito la realizzazione di pellicole di qualità, premiate e apprezzate in tutto il mondo.

Un fotogramma del più antico documentario italiano tuttora visibile che ritrae re Umberto I

Tra i primi fotogrammi impressi su pellicola e prodotti in Italia sono documentari della durata di pochi minuti dedicati a regnanti, imperatori, papi e a scorci di alcune città. Il primo operatore di rilevanza storica è Vittorio Calcina, autore di cortometraggi sia in forma documentaria che a soggetto. Tra le sue "vedute" più celebri va ricordata la ripresa della visita a Monza di re Umberto I e della regina Margherita di Savoia, girata su commissione per conto dei fratelli Lumière.
In poco tempo altri pionieri si fanno strada. A mettersi in luce è il regista e inventore Filoteo Alberini, che già a partire dal 1895 perfeziona un apparecchio di ripresa non dissimile da quello dei Lumière. Sono attivi anche Italo Pacchioni, Arturo Ambrosio, Giovanni Vitrotti, Roberto Omegna e Raffaello Lucarelli.
Il successo di questi "quadri in movimento" è immediato. Il cinematografo affascina per la sua capacità di mostrare con inedita precisione realtà geografiche lontane e, viceversa, di immortalare momenti quotidiani senza storia. Vengono ripresi eventi sportivi, avvenimenti locali, intensi traffici stradali, l'arrivo di un treno, visite di personaggi famosi, ma anche disastri e calamità naturali.
Per dare una sommaria idea del tipo di riprese effettuate, alcuni quadri del tempo riportano i seguenti titoli: Arrivo del treno alla Stazione di Milano (1896), La battaglia di neve (1896), la gabbia dei matti (1896), Ballo in famiglia (1896), Il finto storpio al Castello Sforzesco (1896) e La Fiera di Porta Genova (1898), tutti girati da Italo Pacchioni, anch'egli inventore di una macchina da presa con effetto stereoscopico conservata presso la Cineteca Italiana di Milano.
Se la risposta delle classi popolari è entusiasta, la novità tecnologica sarà trattata con riserva dalla stampa e da una parte del mondo intellettuale. Nonostante le iniziali diffidenze, nell'arco di soli due anni il cinema scala le gerarchie della società incuriosendo le classi più abbienti. Il 28 gennaio 1897 i principi Vittorio Emanuele e Elena di Montenegro assistono a una proiezione organizzata da Vittorio Calcina, in una sala di Palazzo Pitti a Firenze. Decisi a sperimentare il nuovo mezzo, si lasceranno riprendere in S.A.R. il Principe di Napoli e la Principessa Elena visitano il battistero di S. Giovanni a Firenze e il giorno del loro matrimonio in Dimostrazione popolare alle LL. AA. i Principi sposi (al Pantheon - Roma).

## Cinema ambulanti e nascita dell'industria cinematografica

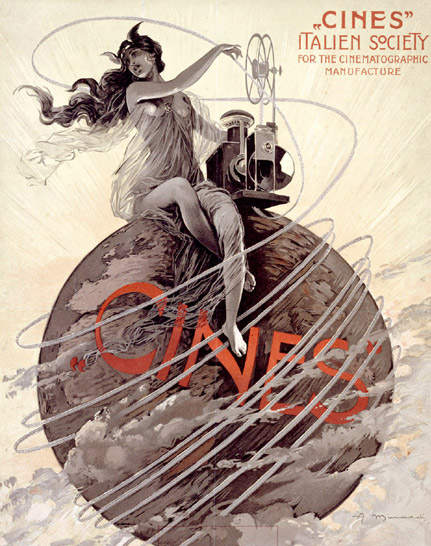
Uno dei tanti loghi della Cines

Nei primi anni del Novecento sorse a Napoli, nel quartiere Vomero, la prima casa cinematografica italiana, ossia la Titanus (originariamente Monopolio Lombardo). Fondata da Gustavo Lombardo nel 1904, è la più grande e probabilmente celebre casa cinematografica del paese.
Il primo cortometraggio si deve a Roberto Troncone che girò nel 1900 Il ritorno delle carrozze da Montevergine; filmò con grande successo popolare l'eruzione del Vesuvio e proiettò nel 1907 nella Sala Elgè di via Poerio Il delitto delle Fontanelle, considerato il primo film prodotto a Napoli.
Nei primi anni del XX secolo si sviluppa in tutta Italia il fenomeno dei cinema ambulanti che provvedono all'alfabetizzazione del mezzo visivo. Tale innovativa forma di spettacolo esaurisce, in breve tempo, una quantità di attrazioni ottiche (lanterne magiche, cineografi, stereoscopi, panorami, diorami...) che avevano alimentato l'immaginazione europea e favorito la circolazione di un comune mercato delle immagini.
Prima il chinetoscopio di Edison (1º giugno 1895), e a seguire il kinetrografo e il kinematografo, a Palermo avverranno le prime rappresentazioni sullo schermo dell'Isola. Nel 1905 sorge a Palermo la Lucarelli Film, la prima casa di produzione siciliana fondata da Raffaello Lucarelli e consorziata con la francese Pathé, che durante la sua attività produsse sedici film a soggetto sino alla metà degli anni Venti del Novecento. Contestualmente, la prima sala cinematografica siciliana è l'Edison Saal, ufficialmente fondata dallo stesso Lucarelli nell'ottobre del 1905. Nel capoluogo siciliano furono fondate al contempo la Azzurri Film da Paolo Azzurri, e la Lumen Film, Casa italo-elvetica, da Albert Roth-de-Markus, alle quali si aggiunsero la Gloria-Sicula e la Dore Film.
Tra il 1903 e il 1909 il cinema ambulante prende consistenza assumendo i caratteri di un'autentica industria. Centinaia di case di produzione sorgono in tutto il paese: Cines, Milano Film, Itala Film, Caesar Film, Società Anonima Ambrosio, Partenope Film, Pasquali Film, Lucarelli Film, Lombardo Film (divenuta in seguito Titanus) e innumerevoli altre sigle, destinate a durare il tempo della lavorazione di un film. Contemporaneamente si organizza nei centri urbani una rete sempre più capillare di sale cinematografiche (il Cinema Lumière di Pisa inizia le proiezioni già nel 1899, il Cinema Sivori di Genova addirittura dal 1896). Questa trasformazione porterà alla produzione dei film a soggetto, che per gran parte del periodo muto affiancheranno il documentario fino a sostituirlo quasi completamente all'inizio della prima guerra mondiale.
La scoperta delle potenzialità spettacolari del mezzo cinematografico favorisce lo sviluppo di un cinema di grandi ambizioni, capace di inglobare tutte le suggestioni culturali e storiche del paese. La formazione scolastica è fonte inesauribile di idee e spunti facilmente assimilabili non solo da un pubblico colto ma anche da quello popolare. Decine di personaggi incontrati sui libri di testo e di storia fanno il loro ingresso sul grande schermo: il conte di Montecristo, Giordano Bruno, Giuditta e Oloferne, Francesca da Rimini, Lorenzino de' Medici, Rigoletto, San Francesco d'Assisi, il Conte Ugolino e innumerevoli altri ancora. Dal punto di vista iconografico i riferimenti principali sono i grandi artisti rinascimentali e neoclassici, nonché i simbolisti e le illustrazioni popolari.
Nel 1905 la Cines inaugura il genere del film storico, che negli anni dieci darà larga fortuna a molti cineasti italiani. Questa contingenza porterà alla nascita di uno dei primi film a soggetto recante il titolo La presa di Roma (1905), della durata di dieci minuti e realizzato da Filoteo Alberini. L'operatore impiega per la prima volta attori di provenienza teatrale, sfruttando l'argomento storico in chiave divulgativa e pedagogica. Il film, assimilando la lezione manzoniana di rendere verosimile la finzione storica, ricostruisce la presa di Roma del 20 settembre 1870, con annesse le notorie vicende della Breccia di Porta Pia.
Nel 1906 a Napoli i quotidiani cittadini, di fronte al successo del cinema, testimoniato dalle ventisette sale cinematografiche, parlano di "epidemia": l'inaugurazione del Cinema Internazionale provocò disordini sedati dalla polizia e si pensò di allargare Piazza Carità per risolvere i problemi della circolazione provocati dalla presenza di tale sala. Nel 1908 sei delle sette riviste cinematografiche pubblicate in Italia erano partenopee e la rivista «Lux» di Gustavo Lombardo era diffusa anche all'estero.

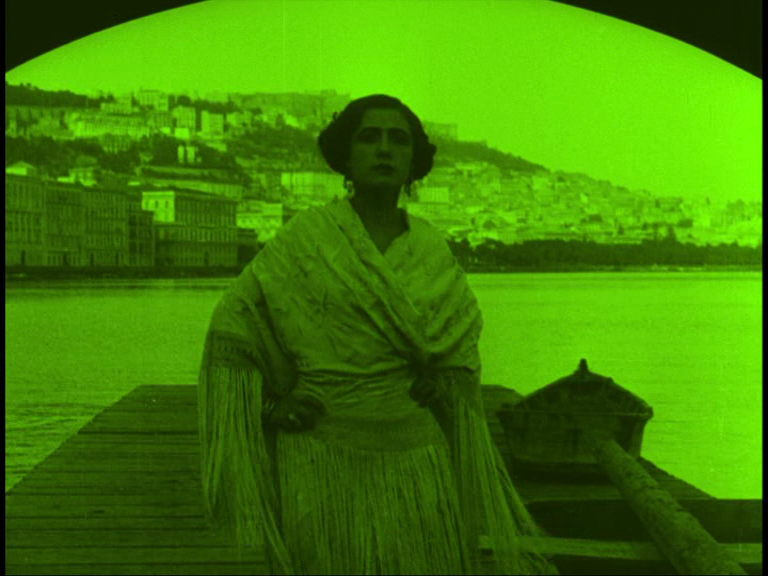
Francesca Bertini in Assunta Spina (1915), da lei codiretto con Gustavo Serena

Nel 1907, con La dea del mare di Salvatore di Giacomo, debutta al cinema Francesca Bertini, definita da Melania G. Mazzucco «Regina incontrastata del cinema muto italiano»: toscana di nascita ma di padre napoletano si trasferisce nel capoluogo partenopeo da piccola imparandone la lingua: viene considerata la prima diva del cinema e all'epoca la sua fama era tale che la corrispondenza le arrivava specificando solo la città dove abitava; fu anche sceneggiatrice con lo pseudonimo di Frank Bert.

## Il periodo aureo
Nei primi anni dieci l'industria cinematografica italiana conosce un rapido sviluppo.

Intorno al 1913 venne fondata ufficialmente la Polifilms di Giuseppe Di Luggo. A differenza delle altre, definite 
()
essa costituì un «salto di qualità». Essendo in difficoltà economiche, la casa produttrice, con sede in via Cimarosa, cedette nel 1919 i suoi impianti e teatri di posa a Gustavo Lombardo: questi, oltre al lavoro nell'editoria del settore, alla distribuzione all'estero di pellicole e alla fondazione della Titanus, portò in Italia i primi film di Charlie Chaplin nel 1915 ed Intolerance di D.W. Griffith nel 1916. Gian Piero Brunetta lo definisce un'eccezione laddove 
()

Intorno al 1909 nasce la Film Dora, successivamente diventata Dora Film, con Elvira Notari al lavoro come regista, sceneggiatrice e produttrice, del cui lavoro la Library of Congress conserva alcune copie di A Piedigrotta, aprendo nel 1925 a New York la Dora Film of America, per il pubblico costituito dagli emigranti che li potranno vedere con i titoli di Mary the Crazy Woman, Blood and Duty, The Orphan of Naples e From Piave to Trieste. Brunetta definisce i suoi film 
()
Casa di produzione a conduzione familiare, dopo aver iniziato a colorare le pellicole passa a produrre, con Elvira Notari alla conduzione, film tratti da drammi di Federico Stella e Crescenzo Di Maio, puntando, secondo il ricordo del figlio Eduardo, a fare «'o cinema de' napulitane»
Nel 1912, l'anno della massima espansione, vengono prodotti a Torino 569 film, a Roma 420 ed a Milano 120. Nei tre anni che precedono la prima guerra mondiale, mentre la produzione si consolida, vengono esportati in tutto il mondo film mitologici, comici e drammatici. Nel frattempo, in ambito attoriale, nasce il fenomeno del divismo che per alcuni anni conoscerà un successo inarrestabile. Con la fine del decennio Roma si impone definitivamente come principale centro produttivo; tale resterà, nonostante le crisi che periodicamente scuoteranno l'industria, fino ai nostri giorni.

### I kolossal storici

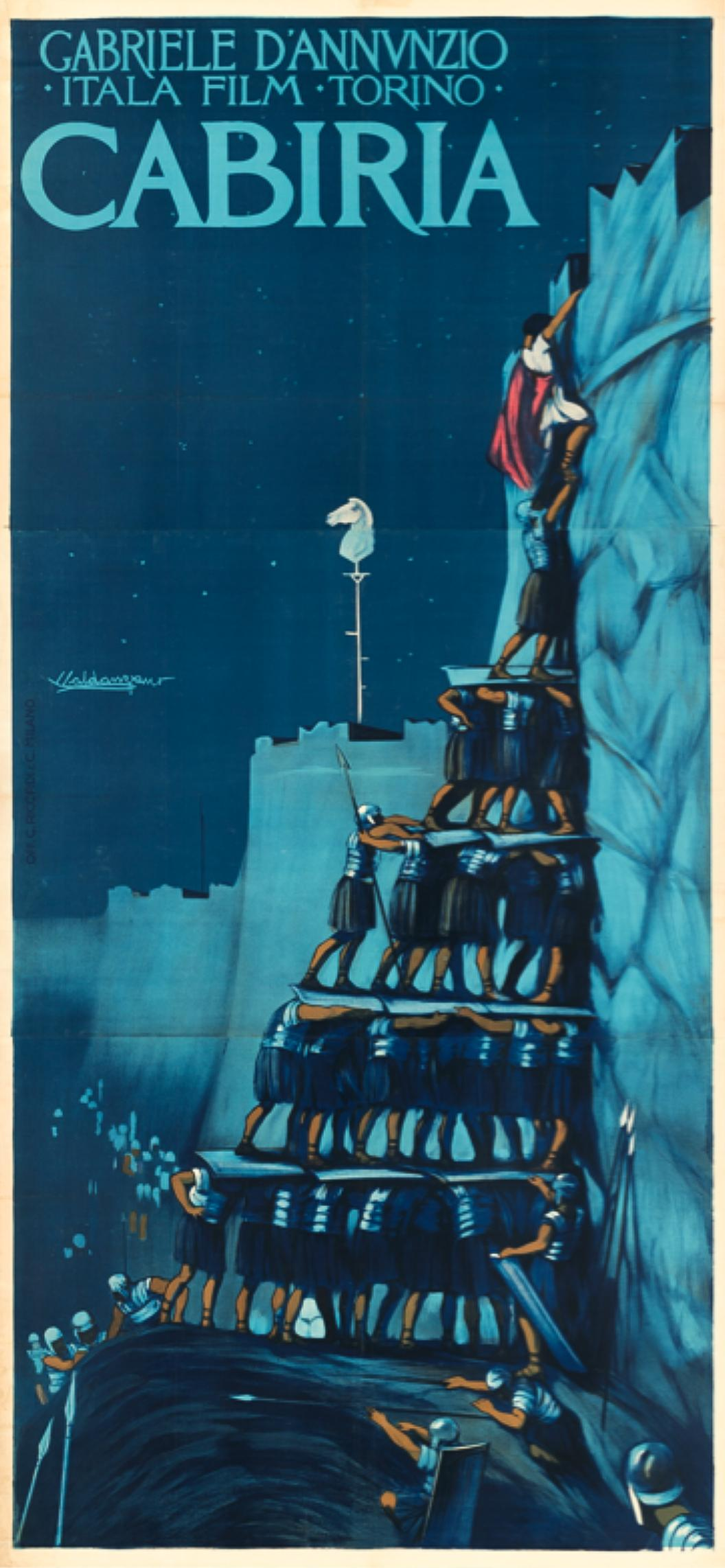
Locandina di Cabiria (1914) di Giovanni Pastrone

Nel momento di massimo accrescimento produttivo, il genere storico perde il suo carattere pedagogico e illustrativo a favore di quello più spettacolare. I kolossal presentati nei primi anni del novecento mostrano tutte le ambizioni dell'Italia giolittiana che celebra sul grande schermo avvenimenti dell'antichità, con aspirazioni proprie di una potenza internazionale. Prima ancora dell'avvento del fascismo, questi film rievocano i trionfi degli antichi imperi romani, di cui si rivendica con orgoglio la discendenza culturale. La conquista della Libia segna l'avvicinamento definitivo tra il sostrato nazionalista di questi film e la politica imperialista.
Gli archetipi del filone sono Gli ultimi giorni di Pompei (1908), di Arturo Ambrosio e Luigi Maggi e Nerone (1909), dello stesso Maggi e Arrigo Frusta. Quest'ultima pellicola si ispira all'opera di Pietro Cossa che si rifà iconograficamente alle acqueforti di Bartolomeo Pinelli, al neoclassicismo e allo spettacolo Nero, or the Destruction of Rome rappresentato dal circo Barnum. Seguono Marin Faliero, doge di Venezia (1909), di Giuseppe De Liguoro, Otello (1909), di Yambo e Odissea (1911), di Bertolini, Padovan e De Liguoro. Il loro L'Inferno (1911), prima ancora che un adattamento della cantica dantesca, è una traduzione cinematografica delle incisioni di Gustave Doré che sperimenta l'integrazione tra effetti ottici e azione scenica, mentre Gli ultimi giorni di Pompei (1913), di Eleuterio Rodolfi, ricorre a innovativi effetti speciali.
Il primo regista a sfruttare pienamente questo enorme apparato spettacolare è Enrico Guazzoni, già pittore e scenografo di fama. Nel suo Quo vadis? (1913) i personaggi e lo spazio scenico creano rapporti finora inediti, esaltando la dialettica tra individuo e massa che sarà al centro dei futuri film storici. La storia rimane sullo sfondo, mentre in primo piano si agitano drammi personali derivanti dal melodramma. Il successo internazionale del film segna la maturazione del genere e permette a Guazzoni di realizzare film sempre più spettacolari come Cajus Julius Caesar (1913) e Marcantonio e Cleopatra (1913). Dopo Guazzoni vengono Emilio Ghione, Febo Mari, Carmine Gallone, Giulio Antamoro e tanti altri che contribuiscono all'espansione del genere.
Giovanni Pastrone è il regista più interessato alla ricerca di soluzioni scenografiche inedite. Già in La caduta di Troia (1911) sperimenta originali costruzioni prospettiche, ma è con il titanico Cabiria (1914) che la sua filmografia e l'intero genere raggiungono l'apice. Concepito come un autentico film-evento (anche grazie alla collaborazione di Gabriele D'Annunzio), la pellicola colpisce il pubblico per la sua ambizione, supportata da finanziamenti e costi produttivi senza precedenti. Le innovazioni tecniche (tra cui l'uso dei carrelli e del primo piano), la complessità della trama, l'uso espressivo del trucco, dell'illuminazione e l'opulenza scenografica contribuiscono alla sua fama di "oggetto d'arte" capace di superare i limiti del mezzo cinematografico. Negli anni a venire, pellicole come Intolerance (1916) di David W. Griffith o Metropolis (1927) di Fritz Lang saranno debitrici del film di Pastrone.
Dopo il grande successo di Cabiria, con il mutare dei gusti del pubblico e le prime avvisaglie della crisi industriale, il genere comincia a mostrare segni di stanchezza. Il progetto di Pastrone di adattare la Bibbia con migliaia di comparse resta irrealizzato. Il Christus (1916) di Antamoro e La Gerusalemme liberata (1918) di Guazzoni restano notevoli per la complessità iconografica ma non offrono novità sostanziali. Nonostante sporadici tentativi di riallacciarsi al grandeur del passato, il filone dei kolossal storici si interrompe all'inizio degli anni venti.

### Il protogiallo
Sebbene vi fosse un malcelato pregiudizio morale rispetto alle tematiche giallo-poliziesche, nel primo e secondo decennio del Novecento nasce una prolifica produzione cinematografica volta a contenuti investigativi e del mistero, supportata da una letteratura italiana e straniera ben assortita che ne favorisce la trasposizione in pellicola. Ciò che più tardi avrebbe assunto la sintesi del giallo italiano, nei fatti, viene prodotto e distribuito già dopo i primi vagiti della settima arte in Italia. Le case di produzione più prolifiche negli anni '10 saranno la Cines, la S.A. Ambrosio, la Itala Film, la Aquila Films, la Milano Films e molte altre, mentre titoli come Il delitto del magistrato (1907), Il cadavere misterioso (1908), Il piccolo Sherlock Holmes (1909), L'abisso (1910) e Alibi atroce (1910), solo per citarne alcuni, fanno breccia nell'immaginario dei primi fruitori del cinematografo che ne reclamano, ottenendola, una maggiore offerta. Il consenso popolare è notevole al punto d'incoraggiare la manifattura cinematografica ad investire ulteriori risorse produttive, giacché tali pellicole sono distribuite anche sul mercato francese ed anglosassone. Così registi tra i più prolifici in quest'ambito come Oreste Mentasti, Luigi Maggi, Arrigo Frusta e Ubaldo Maria Del Colle, insieme a molti altri meno noti, dirigono parecchie decine di film dove elementi narrativi classici del protogiallo muto (mistero, reato, indagine investigativa e colpo di scena finale) costituiscono gli aspetti strutturali della rappresentazione cinematografica.
Elvira Notari, prima regista in assoluto in Italia e una delle prime della storia del cinema mondiale, dirige Carmela, la sartina di Montesanto (1916), mentre a Palermo, la Lucarelli Film produrrà La cassaforte n. 8 (1914) e Ipnotismo (1914), la Azzurri Film La regina della notte (1915) e la Lumen Film Il romanzo fantastico del Dr. Mercanton o il giustiziere invisibile (1915) e Profumo mortale (1915), tutte pellicole ascrivibili al protogiallo che si moltiplicheranno nei decenni successivi, divenendo propedeutiche alla successiva nascita del giallo all'italiana.

### Il divismo
Tra il 1913 e il 1920 si assiste all'ascesa, allo sviluppo e al declino del fenomeno del divismo cinematografico, nato con l'uscita di Ma l'amor mio non muore (1913), di Mario Caserini. Il film ha un successo di pubblico enorme e codifica l'impostazione e l'estetica del divismo femminile. La recitazione di Lyda Borelli esercita una grandissima influenza per tutto il decennio e contribuisce a rinnovare l'immaginario romantico con influenze melodrammatiche, decadenti e simboliste.
Francesca Bertini è, dopo Lyda Borelli, la seconda grande diva del cinema italiano. Dotata di una maggiore versatilità rispetto alle dive contemporanee, passa dalla commedia al dramma passionale ricoprendo vari ruoli sociali e comunicando con efficacia un'ampia gamma di sentimenti. In Assunta Spina (1915), di Gustavo Serena si allontana dalle influenze liberty per avvicinarsi a una recitazione più naturalistica che ne favorisce la forza espressiva.
Nel giro di pochi anni si affermano: Pina Menichelli, Rina De Liguoro, Leda Gys, Hesperia, Vittoria Lepanto, Mary Cleo Tarlarini ed Italia Almirante Manzini. Film come Fior di male (1914), di Carmine Gallone, Il fuoco (1915), di Giovanni Pastrone, Rapsodia satanica (1917), di Nino Oxilia e Cenere (1917), di Febo Mari, arrivano a modificare il costume nazionale, imponendo canoni di bellezza, modelli di comportamento e oggetti del desiderio. Questi modelli, fortemente stilizzati secondo le tendenze culturali e artistiche dell'epoca, si allontanano dal naturalismo a favore della recitazione melodrammatica, del gesto pittorico e della posa teatrale; il tutto favorito dall'impiego incessante del primo piano che amplifica ulteriormente il bagaglio espressivo dell'attrice.
.
Nonostante la diversità delle interpreti e dei film, il modello femminile che emerge dal cinema di questo periodo è sostanzialmente riconducibile al modello melodrammatico, anche se contaminato dal decadentismo dannunziano e dalle teorie di Lombroso: «ora innocenti e pure, ora deliranti e in preda al "déreglement de tous les sens", ora madri dolcissime a cui viene negata la maternità, ora donne capaci di amare oltre la stessa morte». Soltanto negli anni venti, con la crisi produttiva e il tramonto delle dive, sarà possibile l'emergere di una figura femminile più realistica, priva dell'aura divina e più accessibile allo spettatore.
Nel medesimo lasso di tempo, il fenomeno del divismo si sviluppa anche sul fronte maschile, in virtù dell'affermazione di svariati attori teatrali, che, in molti dei casi, fungevano contemporaneamente anche da registi delle pellicole che li vedevano protagonisti: Amleto Novelli, Ermete Novelli, Alberto Capozzi, Luigi Maggi, Emilio Ghione, Ermete Zacconi, Febo Mari, Ubaldo Maria Del Colle, Carlo Campogalliani e Mario Bonnard. Si ricorda, infine, la figura di Bartolomeo Pagano, un ex camallo del porto di Genova, salito alla ribalta per le numerose interpretazioni in vari kolossal del momento, tra cui il già citato Cabiria (1914).

### Le comiche
Nonostante un discreto successo nel primo decennio del secolo, le comiche mute non sono mai diventate un genere di rilievo. Il tratto rilevante di questa produzione, che conta centinaia di film (quasi tutti cortometraggi), è la capacità di assimilare varie forme di spettacolo popolare, dal teatro di piazza al vaudeville. Costruiti attorno a esili trame con spunti umoristici e catastrofici, questi brevi film fungono da semplice accompagnamento a pellicole più ambiziose.
Il comico di maggior successo in Italia è André Deed, più noto come Cretinetti, protagonista di innumerevoli corti per la Itala Film. Il suo successo apre la strada a Marcel Fabre (Robinet), Ernesto Vaser (Fricot) e tanti altri. L'unico attore di una certa sostanza è però Ferdinand Guillaume, che diverrà famoso con il nome d'arte di Polidor.
L'interesse storico di questi film sta nella loro capacità di rivelare le aspirazioni e le paure di una società piccolo-borghese divisa tra il desiderio di affermazione e le incertezze del presente. È significativo che i protagonisti delle comiche italiane non si pongano mai in aperto contrasto con la società né incarnino desideri di rivalsa sociale (come accade per esempio con Charlie Chaplin), ma cerchino piuttosto di integrarsi in un mondo fortemente desiderato.

### Il cinema futurista

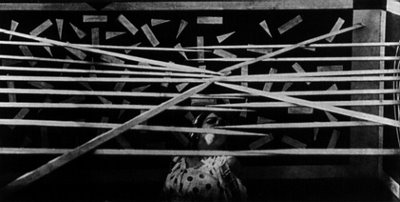
Un fotogramma di Thaïs (1917) di Anton Giulio Bragaglia

Anche se in modo marginale, l'avanguardia futurista ha effetti sul cinema del periodo e soprattutto ne è influenzata. Con il suo interesse per la rapidità e la violenza espressiva, il futurismo trova nel cinema un'arte giovane, meno compromessa con la retorica passatista e soprattutto aperta ai futuri sviluppi tecnologici. Nel Manifesto della cinematografia futurista (1916) Filippo Tommaso Marinetti, Bruno Corra, Emilio Settimelli, Arnaldo Ginna e Giacomo Balla descrivono il cinema come l'arte capace di sintetizzare tutte le tendenze sperimentali dell'epoca. Così facendo, rivendicano l'uso di "drammi di oggetti", "sinfonie di linee e colori" e "giochi delle proporzioni" per superare i limiti del naturalismo ottocentesco. Il cinema che auspicano è "antigrazioso, deformatore, impressionista, sintetico, dinamico, parolibero".
Al di là della dichiarazione d'intenti, il futurismo non riuscirà a far proprio il nuovo mezzo di espressione, né sarà in grado di lasciare un segno duraturo nella sua evoluzione. L'influenza opera piuttosto in senso contrario: sarà il cinema a condizionare la produzione artistica del movimento, con il montaggio dei materiali più disparati, i primi piani e i dettagli, il taglio eccentrico delle immagini, l'uso di didascalie, stacchi e dissolvenze.
I film riconducibili al movimento sono pochissimi. Oltre a quelli astratti dipinti su pellicola da Bruno Corra e Arnaldo Ginna, andati perduti, le opere più significative sono soltanto due. La prima, Vita futurista (1916), di Arnaldo Ginna, è una sorta di verifica pratica delle tesi esposte nel Manifesto: ironico e intenzionalmente provocatorio, il film ricorre a numerosi effetti speciali (parti colorate a mano, viraggi, inquadrature eccentriche, montaggio anti-naturalistico) per stimolare le reazioni emotive dello spettatore. La seconda, Thaïs (1917), di Anton Giulio Bragaglia, nasce sulla base del trattato estetico Fotodinamismo futurista (1911), redatto dello stesso autore. La pellicola, costruita attorno a una vicenda melodrammatica e decadente, rivela in realtà molteplici influenze artistiche diverse dal futurismo marinettiano; le scenografie secessioniste, l'arredamento liberty, e i momenti astratti e surreali contribuiscono a creare un forte sincretismo formale. Nello stesso periodo Bragaglia realizza altre opere come Perfido incanto, Il mio cadavere e il cortometraggio Dramma nell'Olimpo, tutte andate perdute.

## La grande crisi e l'avvento del sonoro (1920-1930)

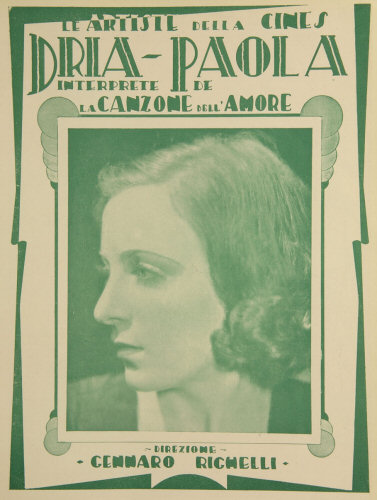
Locandina del film La canzone dell'amore (1930) di Gennaro Righelli, primo film sonoro italiano ad essere distribuito nelle sale

Con la fine della Grande guerra il cinema italiano attraversa un periodo di crisi dovuto a molti fattori: disorganizzazione produttiva, aumento dei costi, arretratezza tecnologica, perdita dei mercati esteri e incapacità di far fronte alla concorrenza internazionale, in particolare quella hollywoodiana. Tra le cause principali va segnalata la mancanza di un ricambio generazionale con una produzione ancora dominata da autori e produttori di formazione letteraria, incapaci di far fronte alle sfide della modernità. La prima metà degli anni venti segna un netto riflusso produttivo: dai 350 film prodotti nel 1921 si passa ai 60 del 1924.
Letteratura e teatro sono ancora le fonti narrative privilegiate. Resistono i feuilleton, perlopiù ripresi da testi classici o popolari e diretti da specialisti come Roberto Roberti ed i kolossal religiosi di Giulio Antamoro. Sulla scorta dell'ultima generazione di dive, si diffonde un cinema sentimentale al femminile, incentrato su figure ai margini della società che, invece di lottare per emanciparsi (come accade nel contemporaneo cinema hollywoodiano), attraversano un autentico calvario allo scopo di preservare la propria virtù. La protesta e la ribellione da parte delle protagoniste femminili sono fuori discussione. È un cinema fortemente conservatore, legato a regole sociali sconvolte dalla guerra e in via di dissoluzione in tutta Europa. Un caso esemplare è quello di La storia di una donna (1920), di Eugenio Perego, che usa una costruzione narrativa originale per proporre con toni melodrammatici una morale ottocentesca. Un filone particolare è quello di ambientazione verista, grazie all'opera della prima regista donna del cinema italiano, Elvira Notari, che dirige numerosi film influenzati dal teatro popolare e tratti da famose sceneggiate, canzoni napoletane, romanzi d'appendice oppure ispirati a fatti di cronaca. Altra pellicola di ambientazione verista è Sperduti nel buio (1914), del regista siciliano Nino Martoglio, considerata da certa critica come un primo esempio di cinema neorealista.
In realtà la produzione italiana di questo periodo è marginale e il mercato è dominato dai film hollywoodiani. L'unico produttore capace di adeguarsi alla situazione è Stefano Pittaluga, destinato a esercitare un controllo quasi assoluto sui film italiani fino agli anni trenta. Tra i registi in grado di misurarsi con le produzioni europee troviamo Lucio D'Ambra, Carmine Gallone e soprattutto Augusto Genina. Realizzatore versatile e attento ai gusti del pubblico, Genina si dedica con facilità alla commedia brillante, ai melodrammi e ai film d'avventura, ottenendo spesso grandi successi al botteghino. Dalla seconda metà degli anni trenta presterà la sua regia a specifici film bellici, voluti e organizzati dalla propaganda fascista.
Si dovrà aspettare la fine del decennio per trovare pellicole di maggior respiro. In questo periodo un gruppo di intellettuali vicini al quindicinale cinematografo e guidati da Alessandro Blasetti lancia un programma semplice quanto ambizioso. Consapevoli dell'arretratezza culturale italiana, decidono di rompere ogni legame con la tradizione precedente attraverso una riscoperta del mondo contadino, fino ad allora praticamente assente nel cinema italiano. Sole (1929) di Alessandro Blasetti mostra l'evidente influenza delle avanguardie sovietiche e tedesche nel tentativo di rinnovare la cinematografia italiana in accordo con gli interessi del regime fascista. Rotaie (1930) di Mario Camerini fonde il genere tradizionale della commedia con il kammerspiel e il film realista, rivelando l'abilità del regista nel tratteggiare i caratteri della media borghesia.
Pur non essendo paragonabili ai risultati più alti del cinema internazionale del periodo, i lavori di Alessandro Blasetti e Mario Camerini testimoniano un avvenuto passaggio generazionale tra i registi e gli intellettuali italiani, e soprattutto un'emancipazione dai modelli letterari e un avvicinamento ai gusti del pubblico.
Nella prima metà degli anni trenta, il mercato cinematografico mondiale attraversa un vero e proprio sconvolgimento provocato dall'avvento del sonoro. Lo scetticismo iniziale nei confronti del nuovo mezzo coinvolge produttori e cineasti di molti paesi, restii fin da subito a cimentarsi con la relativa ideazione. Tale invenzione stravolge le regole della grammatica cinematografica e viene vista come una minaccia per la distribuzione internazionale, potenzialmente soggetta (tramite il doppiaggio) a qualsiasi tipo di manipolazione. Il sonoro arriva in Italia nel 1930, tre anni dopo l'uscita de Il cantante di jazz (1927), e porta immediatamente a un dibattito sulla validità del cinema parlato e i suoi rapporti con il teatro.
Alcuni registi affrontano con entusiasmo la nuova sfida. Il primo film sonoro italiano è La canzone dell'amore (1930), di Gennaro Righelli, che risulta essere un grande successo di pubblico. Anche Alessandro Blasetti sperimenta l'uso di una pista ottica per il suono nella pellicola Resurrectio (1930), girata prima della Canzone dell'amore ma distribuita alcuni mesi più tardi. Simile al film di Righelli è Gli uomini, che mascalzoni... (1932), di Mario Camerini, che ha il merito di far debuttare sugli schermi Vittorio De Sica.
Con il passaggio al cinema parlato la maggior parte degli attori italiani del cinema muto, ancora legata alla stilizzazione teatrale, si ritrova squalificata. L'epoca delle dive, dei dandy e dei forzuti, sopravvissuti a stento agli anni venti, è definitivamente conclusa. Anche se alcuni interpreti passeranno alla regia o alla produzione, l'arrivo del sonoro favorisce il ricambio generazionale e la conseguente modernizzazione delle strutture.

## L'industria cinematografica nel periodo fascista (1922-1945)

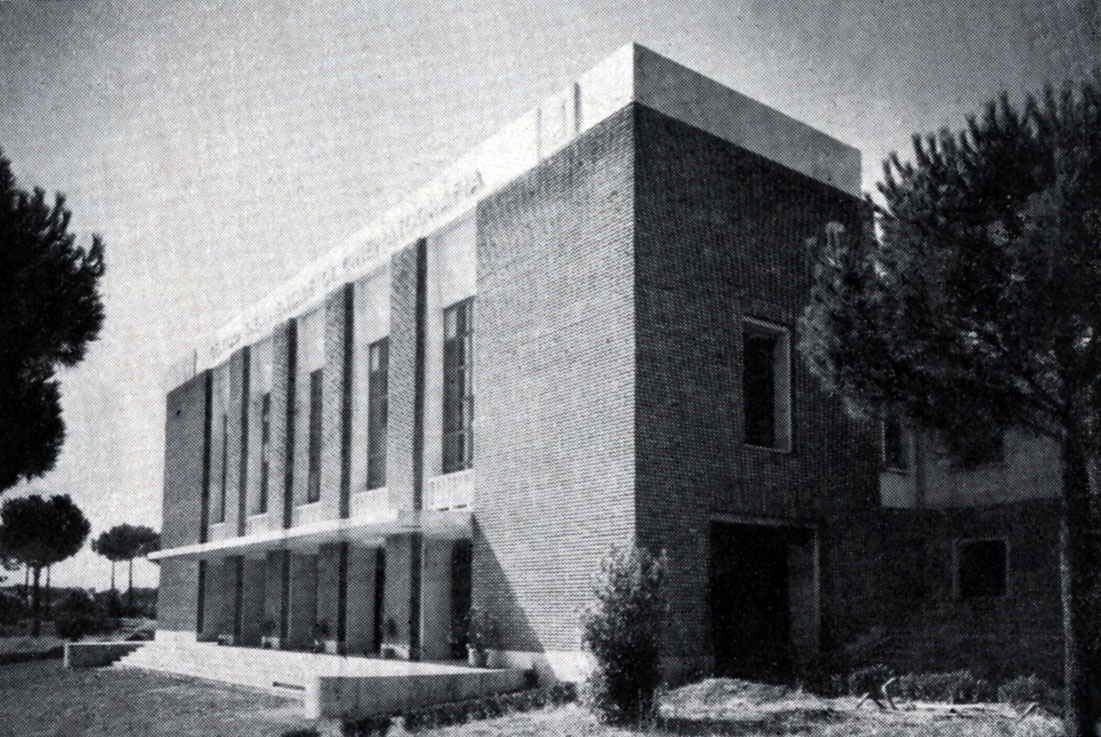
Il Centro sperimentale di cinematografia di Roma

Consapevole dell'importanza del cinema nella gestione del consenso sociale, il regime fascista si preoccupa fin da subito di rilanciare una cinematografia in declino. Nel 1924 viene fondata l'Unione Cinematografica Educativa Luce, una società di produzione e distribuzione a controllo statale, mentre a livello internazionale è creato l'L'Istituto per la cinematografia educativa collegato alla Società delle Nazioni. Nello stesso periodo viene istituito il Ministero della cultura popolare che, attraverso considerevoli contributi a fondo perduto (regolati dalla legge 918 del 1931), finanzia direttamente l'industria dello spettacolo. Tra i maggiori beneficiari c'è la casa di produzione Cines-Pittaluga, che nel 1925 costruisce nuovi teatri di posa alle porte di Roma. Nonostante l'aumento degli investimenti derivato da questa politica dirigista, l'arretratezza tecnologica e culturale condanna alla marginalità l'ultimo periodo del cinema muto. Nel primo anno di vita della Cines saranno prodotti in Italia soltanto 12 film, contro i 350 importati dall'estero.
Entro la fine del decennio, il regime diventerà l'unico finanziatore possibile dell'industria cinematografica. Da questo momento in poi, fino allo scoppio della guerra, produzione e mercato saranno stabilmente pilotati dalle autorità governative. Nel 1934 è istituita la Direzione generale per la Cinematografia guidata da Luigi Freddi, che di fatto controllerà la produzione di film italiani e esteri (con appositi tagli e censure) fino alla caduta del regime. Lo stesso anno viene creata la Corporazione dello spettacolo, dove trovano posto tutti i principali produttori e distributori del paese sovvenzionati dallo Stato. In questo periodo, oltre alla Cines, nascono altre società di produzione, tra cui la Lux Film, specializzata in adattamenti letterari e film religiosi, e la Novella Film di Angelo Rizzoli. Tra i produttori più attivi vanno ricordati Gustavo Lombardo (presidente della Titanus), Giovacchino Forzano e i fratelli Scalera.
Nel 1935 viene istituito il Centro Sperimentale di Cinematografia, destinato a imporsi come il principale luogo di formazione professionale del cinema italiano. Nello stesso anno gli stabilimenti della Cines vengono distrutti da un incendio. Sulle ceneri del vecchio sito industriale sorge nel 1937 Cinecittà, uno dei complessi produttivi più grandi d'Europa, inaugurato in aperta sfida agli studios di Hollywood. Nel 1940 gli stabilimenti vengono statalizzati e ben presto diventano il cuore pulsante dell'industria cinematografica, portando metà della produzione a girare nei suoi teatri di posa. Da quel momento Roma diventa la capitale indiscussa del cinema italiano, con Cinecittà e il Centro Sperimentale destinati a esercitare per circa mezzo secolo un dominio incontrastato nella formazione delle competenze e nella produzione.

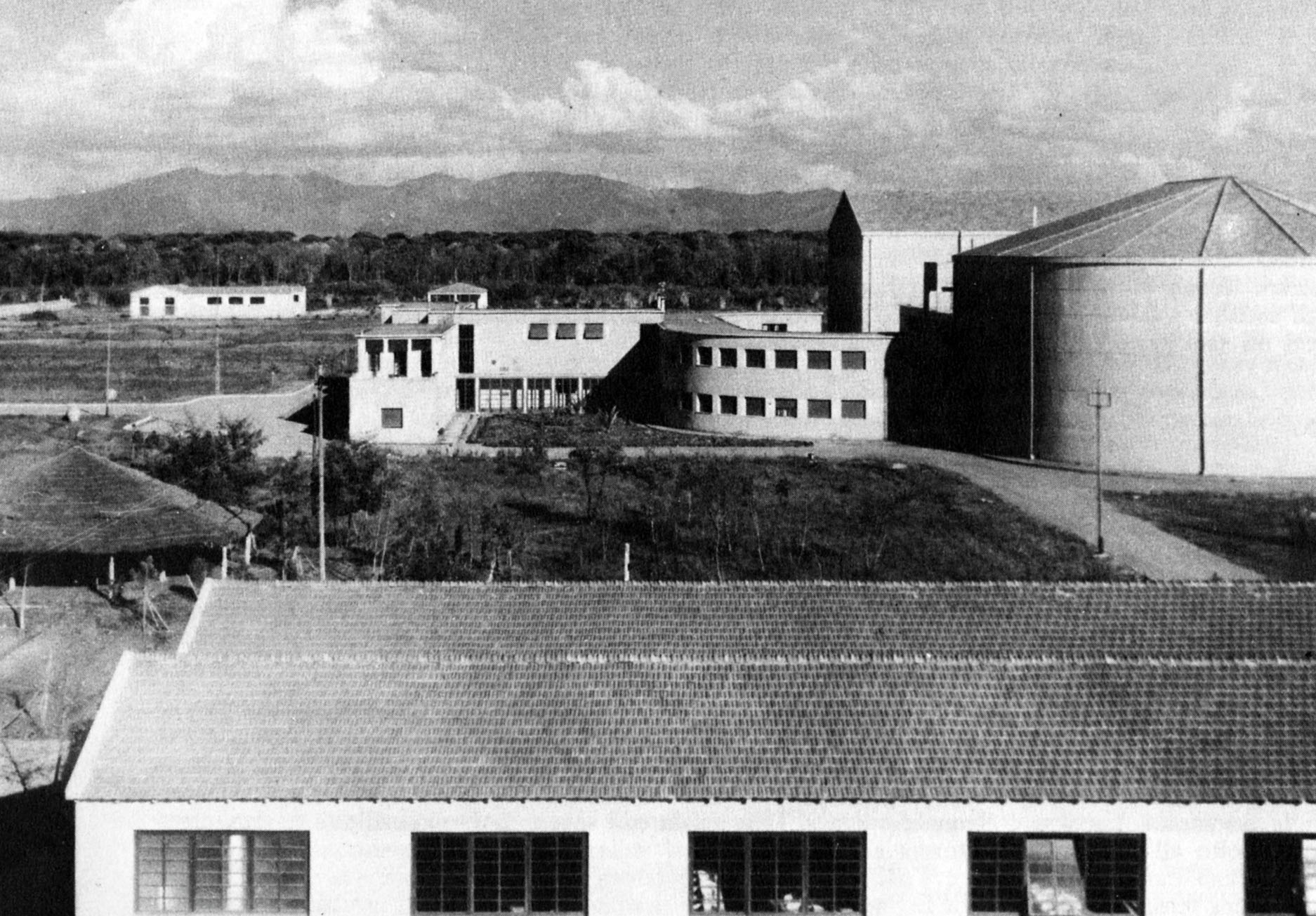
Stabilimenti cinematografici Pisorno a Tirrenia fondati da Giovacchino Forzano nel 1938

Fino alla fine del 1938 il regime fascista non impedirà l'importazione di film stranieri (basti pensare che il 73% degli incassi di quell'anno vanno a film hollywoodiani), ma con il rafforzamento finanziario e il sempre maggiore ruolo dello Stato nella produzione vengono adottate misure protezionistiche, volte a limitare le importazioni. Mettendo a punto una politica dittatoriale votata al monopolio dei mezzi di informazione, la legge Alfieri del 6 giugno 1938 blocca la circolazione di film stranieri, dando impulso alla produzione nazionale. Nel 1939 si realizzano 50 film, che diventeranno 119 nel 1942; contemporaneamente la quota di mercato nazionale dei film italiani passa dal 13% al 50%. Nemmeno la guerra è capace di arrestare questo stato di euforia produttiva, che durerà fino all'autunno del 1943.
Fino al momento della sua caduta, il regime imporrà un cinema strutturato in generi codificati: commedia farsesca e sentimentale, melodramma, feuilleton in costume, gialli polizieschi (tutti d'ambientazione straniera per ragioni censorie), film musicali (tratti dalle più famose opere liriche), lungometraggi d'avventura, film a tema bellico e pellicole epico-storiche. Il cinema del periodo fascista non sarà il veicolo privilegiato della propaganda (un compito svolto molto più persuasivamente dai Cinegiornali Luce), ma contribuirà a formare l'immagine dell'Italia che il fascismo vuole imporre: una società pacificata, priva di conflitti interni, con una grande storia alle spalle, efficiente, emancipata, progredita e capace di slanci produttivi ma al contempo non toccata dai mali della modernità.
A questo intento celebrativo contribuisce una nuova generazione di attori. Vittorio De Sica incarna una virilità comune e per questo capace di catturare le attenzioni del pubblico; al suo fianco recitano Dria Paola, Memo Benassi, Isa Pola, Filippo Scelzo, Carlo Ninchi, Germana Paolieri, Giuditta Rissone, Elio Steiner, Leda Gloria, Nino Besozzi, Lya Franca, Mino Doro ed Isa Miranda. Tutti questi attori rappresentano un tentativo riuscito di riportare in auge un divismo di statura internazionale. Durante gli anni trenta e quaranta, allo stesso modo, interpreti come Gino Cervi, Amedeo Nazzari, Fosco Giachetti, Massimo Girotti, Leonardo Cortese, Raf Vallone ed Ennio Cerlesi continueranno a incarnare la virilità italiana, divisa tra orgoglio nazionale e avvicinamenti progressivi alla realtà; così come Antonio Centa, Osvaldo Valenti, Erminio Spalla, Rossano Brazzi, Adriano Rimoldi, Massimo Serato, Roldano Lupi, Andrea Checchi, Enzo Fiermonte, Renato Cialente, Otello Toso, Guido Celano, Claudio Gora, Armando Francioli e Roberto Villa. Dal lato femminile Alida Valli, Assia Noris, Clara Calamai, Doris Duranti, Elsa Merlini, Evi Maltagliati, Maria Denis, María Mercader e Dina Sassoli, portano sul grande schermo una bellezza più comune, distante dal fascino stilizzato delle dive del muto. Sulla stessa lunghezza d'onda faranno il loro debutto Valentina Cortese, Luisa Ferida, Elisa Cegani, Caterina Boratto, Carla Del Poggio, Paola Barbara, Lilia Silvi, Mariella Lotti, Vivi Gioi, Marina Berti, Luisella Beghi, Beatrice Mancini ed Elsa De Giorgi. Nello stesso periodo fa il suo esordio una giovane Anna Magnani, che a partire dal dopoguerra diventerà una delle interpreti più significative di tutto il cinema italiano.
Un discorso a parte meritano alcuni attori provenienti dal varietà e capaci di portare al cinema fortunate maschere comiche: è il caso di Ettore Petrolini, Ruggero Ruggeri, Totò, Gilberto Govi, i fratelli Eduardo, Titina e Peppino De Filippo, Aldo Fabrizi, Carlo Dapporto, Nino Taranto, Renato Rascel ed Erminio Macario.

### Film di propaganda

Un'immagine del film Scipione l'Africano (1937), diretto da Carmine Gallone

Nel cinema di propaganda fascista, all'inizio, le rappresentazioni dello squadrismo e delle prime azioni fasciste sono rare. Vecchia guardia (1934), di Alessandro Blasetti rievoca la supposta spontaneità vitalistica dello squadrismo con toni populisti, ma non viene apprezzato dalla critica ufficiale. Camicia nera (1933), di Giovacchino Forzano, realizzato per il decennale della marcia su Roma, celebra le politiche del regime (la bonifica delle paludi pontine e la costruzione della città di Littoria, oggi Latina) alternando sequenze narrative a brani documentari.
Con il consolidamento politico, l'autorità governativa impone all'industria cinematografica di rafforzare l'identificazione del regime con la storia e la cultura del paese. Da qui nasce l'intento di rileggere la storia italiana in una prospettiva autoritaria, riducendo teleologicamente ogni avvenimento passato a un prodromo della "rivoluzione fascista", in continuità con l'opera storiografica di Gioacchino Volpe. Dopo i primi tentativi in questa direzione, volti soprattutto a sottolineare il presunto legame tra Risorgimento e Fascismo (Villafranca di Forzano, 1933; 1860 di Blasetti, 1933), la tendenza raggiunge il culmine poco prima della guerra. Cavalleria (1936), di Goffredo Alessandrini, rievoca la nobiltà dei combattenti sabaudi presentandone le gesta come anticipazioni dello squadrismo. Condottieri, (1937), di Luis Trenker, racconta la storia di Giovanni dalle Bande Nere stabilendo esplicitamente un parallelo con Benito Mussolini, mentre Scipione l'Africano (1937), di Carmine Gallone (uno dei più grandi sforzi finanziari dell'epoca), celebra l'impero romano e indirettamente quello fascista.
L'invasione dell'Etiopia dà ai registi italiani la possibilità di estendere gli orizzonti delle ambientazioni. Il grande appello (1936), di Mario Camerini, esalta l'imperialismo descrivendo la "nuova terra" come un'opportunità di lavoro e redenzione, contrapponendo l'eroismo dei giovani soldati alla pavidità borghese. La polemica antipacifista che accompagna le imprese coloniali è evidente anche in Lo squadrone bianco (1936), di Augusto Genina, che unisce la retorica propagandistica a notevoli sequenze di battaglia girate nel deserto della Tripolitania. La maggior parte dei film a celebrazione dell'impero sono in prevalenza documentari, volti a mascherare la guerra come una lotta della civiltà contro la barbarie. La guerra di Spagna è descritta nei documentari Los novios de la muerte (1936), di Romolo Marcellini e Arriba España, España una, grande, libre! (1939), di Giorgio Ferroni e fa da sfondo a un'altra dozzina di film, tra i quali il più spettacolare è L'assedio dell'Alcazar (1940), di Augusto Genina.
Possono essere annoverati come film di propaganda (seppur indiretta) anche pellicole come Pietro Micca (1938) di Aldo Vergano, Ettore Fieramosca, realizzato nello stesso anno da Alessandro Blasetti, e Fanfulla da Lodi (1940) di Giulio Antamoro, in cui, prendendo a pretesto la narrazione epica di vicende storiche, si opera una palese apologia della dedizione alla patria (in certi casi spinta fino al sacrificio personale) nel medesimo solco dei film coloniali d'ambientazione contemporanea.

Una scena del film Vecchia guardia (1934) di Alessandro Blasetti

Con la partecipazione dell'Italia alla seconda guerra mondiale, il regime fascista rafforza ulteriormente il controllo sulla produzione e richiede un impegno più deciso nella propaganda. Oltre agli ormai canonici documentari, cortometraggi e cinegiornali, aumentano anche i film a soggetto in elogio delle imprese belliche italiane. Tra i più rappresentativi troviamo Bengasi (1942), di Genina, Gente dell'aria (1943), di Esodo Pratelli, I 3 aquilotti (1942), di Mario Mattoli (su sceneggiatura di Vittorio Mussolini), Il treno crociato (1943) di Carlo Campogalliani, Harlem (1943) di Carmine Gallone e Quelli della montagna (1943), di Aldo Vergano con la supervisione di Blasetti. Una citazione a parte merita Uomini sul fondo (1941) di Francesco De Robertis, un film notevole grazie al suo approccio quasi documentaristico.
Il film di maggiore successo del periodo è il dittico Noi vivi-Addio Kira! (1942), di Goffredo Alessandrini, realizzato come film unico, ma poi distribuito in due parti a causa dell'eccessiva lunghezza. Riconducibile al genere del dramma anticomunista, questo cupo melodramma (ambientato in Unione Sovietica) è ispirato all'omonimo romanzo della scrittrice Ayn Rand che esalta l'individualismo filosofico più radicale. Proprio a causa di questa generica critica all'autoritarismo, il dittico ha potuto essere interpretato come una blanda accusa al regime fascista.
Tra i registi che danno il loro contributo alla propaganda bellica c'è anche Roberto Rossellini, autore di una trilogia composta da La nave bianca (1941), Un pilota ritorna (1942) e L'uomo dalla croce (1943). Anticipando per certi versi le sue opere della maturità, il regista adotta uno stile dimesso e immediato, che non contrasta l'efficacia della propaganda ma neppure esalta la retorica bellica dominante: è lo stesso approccio anti-spettacolare a cui resterà fedele per tutta la vita.

### Il cinema dei telefoni bianchi

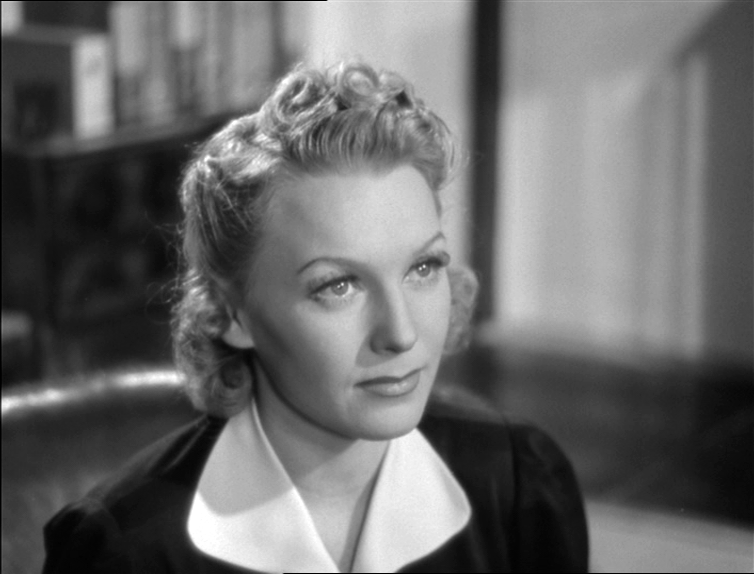
Assia Noris in I grandi magazzini di Mario Camerini (1939)

La stagione dei telefoni bianchi interessa un periodo di tempo relativamente breve, dalla seconda metà degli anni trenta alla caduta del fascismo. Il riferimento ai telefoni di colore bianco (all'epoca un segno di benessere sociale ed economico) indica fin da subito i caratteri di questo cinema che portano al rifiuto di qualunque problematica, ponendo al centro della scena esili commedie sentimentali che conoscono un effimero successo. Se da un lato l'ambientazione piccolo-borghese rivela le speranze e i sogni collettivi della società italiana, dall'altro il carattere ameno e disimpegnato delle storie è in netto contrasto con la politica dominante e il cinema di propaganda ad essa legato.
Una denominazione alternativa del genere è "cinema déco", per sottolineare i frequenti riferimenti alle tendenze e al costume dell'epoca. Le relative produzioni, infatti, traboccano di case di lusso, macchine di grido, vestiti ed arredamenti alla moda, degno contorno delle innocue e spensierate vicende comico-sentimentali dei protagonisti. Il cosmopolitismo superficiale del genere è spiegabile anche per le necessità produttive: molti film sono adattamenti di commedie mitteleuropee di inizio secolo, che tentano di mascherare la frivolezza del contenuto con la brillantezza dello stile. L'ambientazione straniera di molte storie (spesso in un'Europa centrale indifferente alle tragedie del continente), contribuisce a relegare questo cinema nel puro disimpegno, lontano da preoccupazioni belliche e sociali. Inoltre, il "cinema déco" si rivelerà ben presto il banco di prova di numerosi sceneggiatori destinati a imporsi nei decenni successivi (tra i quali Cesare Zavattini e Sergio Amidei), e soprattutto di numerosi scenografi come Guido Fiorini, Gino Carlo Sensani e Antonio Valente, i quali, in virtù delle riuscite invenzioni grafiche, porteranno tali produzioni a divenire una specie di "summa" dell'estetica piccolo-borghese del tempo.
Tra gli autori, Mario Camerini è il regista più rappresentativo del genere. Dopo aver praticato i filoni più diversi, negli anni trenta si sposta felicemente nel territorio della commedia sentimentale con Gli uomini, che mascalzoni... (1932), Il signor Max (1937) e I grandi magazzini (1939), nei quali mette a punto una leggerezza di tocco capace di valorizzare i divi dell'epoca. In altri film si confronta con la commedia di impronta hollywoodiana sul modello di Frank Capra (Batticuore, 1939) e con quella surreale alla René Clair (Darò un milione, 1936). Camerini è interessato alla figura dell'italiano tipico e popolare, tanto da anticipare alcuni elementi della futura commedia all'italiana. Il suo interprete maggiore, Vittorio De Sica, ne continuerà la lezione in Maddalena... zero in condotta (1940) e Teresa Venerdì (1941), valorizzando soprattutto la direzione degli attori e la cura per le ambientazioni.
Tra gli altri registi troviamo Mario Mattoli (Ore 9: lezione di chimica, 1941), Jean de Limur (Apparizione, 1944) e Max Neufeld (La casa del peccato, 1938; Mille lire al mese, 1939). Di segno parzialmente diverso sono le commedie realiste di Mario Bonnard (Avanti c'è posto..., 1942; Campo de' fiori, 1943), che si discostano dall'impronta déco.

### Il calligrafismo

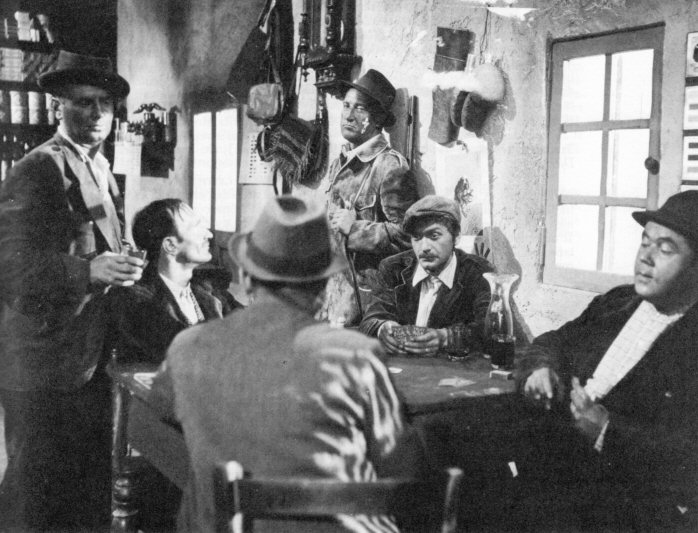
Una foto di scena di Tragica notte (1942) di Mario Soldati

Il calligrafismo è una tendenza cinematografica relativa ad alcuni film realizzati in Italia nella prima metà degli anni quaranta e dotati di una complessità espressiva che li isola dal contesto generale. L'esponente più noto di questa tendenza è Mario Soldati, scrittore e regista di lungo corso destinato a imporsi con pellicole di ascendenza letteraria e solido impianto formale. I suoi film mettono al centro della storia personaggi dotati di una forza drammatica e psicologica estranea sia al cinema dei telefoni bianchi sia ai film propagandistici, e rinvenibili in opere come Dora Nelson (1939), Piccolo mondo antico (1941), Tragica notte (1942), Malombra (1942) e Quartieri alti (1943). Luigi Chiarini, già attivo come critico, approfondisce la tendenza nei suoi La bella addormentata (1942), Via delle Cinque Lune (1942) e La locandiera (1944). I conflitti interiori dei personaggi e la ricchezza scenografica sono ricorrenti anche nei primi film di Alberto Lattuada (Giacomo l'idealista, 1943) e Renato Castellani (Un colpo di pistola, 1942), dominati da un senso di disfacimento morale e culturale che sembra anticipare la fine della guerra.
Altro importante esempio di film calligrafico è la versione cinematografica de I promessi sposi (1941), di Mario Camerini (molto fedele nella messa in scena al capolavoro del Manzoni), che grazie agli introiti percepiti diviene il lungometraggio più seguito a cavallo tra gli anni 1941 e 1942.
La caratteristica saliente in questo corpus eterogeneo di film risiede nella volontà di competere con le produzioni europee affermando l'autonomia del cinema nei confronti delle altre arti. Nello stesso tempo, si evoca la possibilità di confrontarlo con esse mediante uno stile che possa fondere e contaminare i diversi linguaggi espressivi. Il risultato è un cinema formalmente complesso, capace di rievocare numerose tendenze culturali e di armonizzarle in una forma artistica compiuta. Si rivaluta così il carattere "artigianale" del cinema, più volte svilito dalle coeve produzioni dei telefoni bianchi e del filone apologetico. I riferimenti letterari principali sono quelli della narrativa ottocentesca, in prevalenza italiana (da Antonio Fogazzaro a Emilio De Marchi), russa e francese. Ai film collaborano letterati come Corrado Alvaro, Ennio Flaiano, Emilio Cecchi, Vitaliano Brancati, Mario Bonfantini, Umberto Barbaro e documentaristi come Francesco Pasinetti. Sul versante visivo, il calligrafismo si rifà ai macchiaioli toscani, ai preraffaeliti e ai simbolisti.
Le pellicole di questo breve periodo non hanno vocazione realista o di impegno sociale. L'interesse principale resta la cura formale e la ricchezza di riferimenti culturali racchiusi in un cinema capace di valorizzare la professionalità di ogni componente produttiva. Il calligrafismo non porta a innovazioni nel sistema produttivo, ma ne eleva la qualità e rivela le ambizioni di una nuova generazione di autori interessati a superare i limiti ristretti della cultura fascista. La critica del tempo bolla questi film come velleitari e superficiali (coniando appositamente l'espressione "calligrafismo"); in seguito, a partire dagli anni sessanta, questo giudizio riduttivo è stato corretto.

### Il cinema della Repubblica Sociale Italiana (1944-1945)

Osvaldo Valenti con la divisa della Xª MAS

Per la brevità della sua storia e la fragilità delle strutture produttive il cinema della Repubblica Sociale Italiana è un campo scarsamente considerato dalla storiografia. Questa "non storia" inizia all'indomani dell'armistizio dell'8 settembre, quando Luigi Freddi stabilisce il nuovo centro della cinematografia fascista a Venezia allo scopo di riprendere la produzione. Ferdinando Mezzasoma, nominato Ministro della cultura popolare, tenta di creare una piccola Cinecittà veneziana con i registi, gli sceneggiatori, le maestranze e gli attori che hanno risposto all'appello di trasferirsi al nord. Ma il cinema della RSI è da subito condannato a lottare contro la scarsità di mezzi concessi dalle autorità, ormai prive di interesse per quella che Mussolini stesso aveva definito l'arma più forte. Giorgio Venturini, Direttore generale dello spettacolo (peraltro privo di qualunque esperienza in campo cinematografico), descrive con realismo la situazione in cui si trova a operare:
All'inizio del 1944 vengono inviate da Praga le apparecchiature cinematografiche requisite dai tedeschi a Cinecittà e la produzione può iniziare. Il tentativo di stabilire un solido gruppo di attori è però fallimentare: Osvaldo Valenti, Luisa Ferida, Roberto Villa, Doris Duranti, Massimo Serato, Clara Calamai, Elio Steiner, Germana Paolieri, Memo Benassi, Elsa De Giorgi, Mino Doro e Luisella Beghi sono i soli nomi di prestigio ad aver giurato fedeltà al nuovo regime e ad aderire al Cinevillaggio. Molti artisti di punta, pur se formalmente aderenti alla R.S.I. preferiscono riparare all'estero, altri si rendono irreperibili in attesa di tempi migliori. I restanti interpreti della cinematografia repubblichina risultano dunque figure di secondo piano, che non bastano a suscitare l'interesse del pubblico (tra questi si ricordano Luigi Tosi, Andreina Carli, Romolo Costa, Nada Fiorelli, Alfredo Varelli, Loredana, Nino Crisman, Silvia Manto, Giulio Stival, Milena Penovich, Maurizio D'Ancora ed Elena Zareschi). Tra i pochi registi che aderiscono al cinema repubblichino troviamo invece Marcello Albani, Piero Ballerini, Francesco De Robertis, Carlo Campogalliani, Fernando Cerchio, Ferruccio Cerio, Giorgio Ferroni, Mario Baffico, Max Neufeld e Max Calandri; tra gli sceneggiatori Corrado Pavolini ed Alessandro De Stefani.
Le risorse del Ministero vengono usate principalmente per riportare in vita il Cinegiornale Luce. I 55 servizi realizzati dalla metà del 1943 alla fine della guerra si occupano di cronache mondane, eventi sportivi, curiosità dall'estero. La guerra resta spesso sullo sfondo, e in un solo numero si parla dei partigiani. I lungometraggi a soggetto, una quarantina in totale (diversi dei quali distribuiti solo alla fine della guerra, altri andati perduti ed altri ancora che videro interrompersi la lavorazione con la fine del conflitto, senza essere più ripresa) sono improntati all'evasione dalla realtà circostante (commedie, film storici e feuilleton sentimentali), mentre ben pochi rientrano nell'ormai morente filone propagandistico. Fra i titoli sopravvissuti si ricorda La vita semplice (1946), di Francesco De Robertis, un melodramma sentimentale ambientato nella Venezia popolare.
La conclusione della guerra e la caduta della RSI segnano anche la fine del Cinevillaggio, di fatto mai realmente decollato. Al cessare delle ostilità i dissidi saranno ricomposti in nome della ricostruzione nazionale, nella velleitaria speranza (rimasta disattesa) di mantenere anche in tempo di pace una parte della produzione cinematografica nazionale a Venezia.

## Il cinema del dopoguerra (1945-1955)

In questa immagine del 1946 dal set di Paisà sono presenti tre registi rappresentativi del cinema italiano del secondo dopoguerra: da sin. Vittorio De Sica, sua moglie, l'attrice María Mercader, Roberto Rossellini, l'attrice Maria Michi e Federico Fellini, a quel tempo sceneggiatore

Negli ultimi anni del conflitto l'Italia conosce tragedie e distruzioni immani. Uno dei sistemi produttivi più avanzati d'Europa si è dissolto e la produzione è praticamente ferma. In questo scenario desolante si manifesta una volontà di rinascita, che nel 1944 porta alla fondazione dell'ANICA, erede diretta della FNFIS di epoca fascista, che raccoglie gli interessi di produttori, distributori ed esercenti. Un articolo del Mondo Nuovo, rotocalco statunitense in lingua italiana, sintetizza così questa volontà di resurrezione:
All'indomani del 25 aprile, il Comitato di Liberazione Nazionale forma un governo di coalizione su base cattolica, liberale, socialista e comunista, con l'intento di ristabilire le libertà democratiche, venute meno nel ventennio fascista. Con l'avvento della Repubblica, nel giro di pochi anni, la produzione si stabilizza: nel 1945 vengono prodotti 28 film, che salgono a 62 l'anno successivo e a 104 all'inizio degli anni cinquanta. Alla fine del decennio si arriverà a 167. La crescita è facilitata anche da una politica di assistenza da parte del governo intesa a garantire la stabilità dell'assetto industriale, in opposizione all'azione degli studios hollywoodiani, della PWB e della diplomazia statunitense, che puntano invece a impedire la ripresa produttiva. Nel corso del decennio la cinematografia italiana si imporrà sui film statunitensi, che alla fine della guerra si erano abbattuti in massa sul mercato nazionale.

### Il neorealismo
In questo campo di contraddizioni si sviluppa il neorealismo, una stagione artistica e culturale che riguarda tutte le forme d'arte, ma che trova nel cinema i suoi risultati più compiuti. Il neorealismo nasce dal libero incontro di alcune individualità all'interno di un clima storico comune, rappresentato dal trauma della guerra e la relativa lotta di liberazione. Per tali motivi il cinema neorealista non può essere considerato né una corrente né un movimento, dato che i registi di spicco (Roberto Rossellini, Vittorio De Sica, Luchino Visconti e Giuseppe De Santis) manterranno sempre una personalità autonoma e originale. I tratti comuni del nuovo realismo, inseparabili dal contesto storico, sono identificabili piuttosto nel senso etico di fratellanza nato dall'antifascismo, nella centralità di personaggi comuni e nell'intreccio tra vicende private e storia pubblica, tutti elementi che spingono all'uso preferenziale (ma non esclusivo) di attori non professionisti e di ambientazioni reali. Si evolve in tal modo un cinema di stampo realista che assurge a simbolo di riscatto del popolo italiano, di quella società povera ma vitale che il cinema d'epoca fascista aveva completamente rimosso.

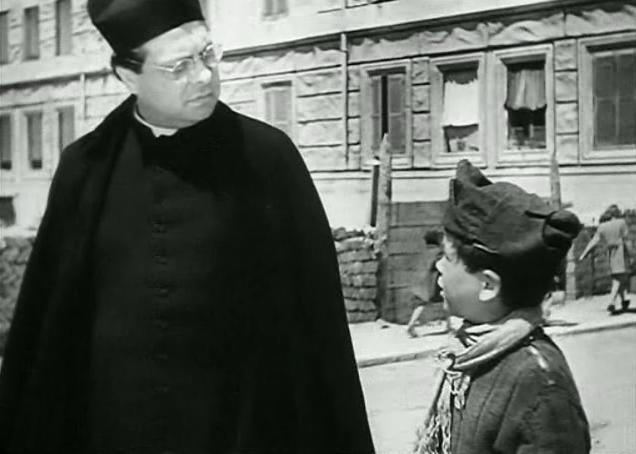
Aldo Fabrizi e Vito Annicchiarico in una scena di Roma città aperta (1945) di Roberto Rossellini

Il primo film pienamente ascrivibile al genere è Ossessione (1943), di Luchino Visconti. Il momento di svolta avviene tuttavia con Roma città aperta (1945), di Roberto Rossellini, rievocazione della lotta antifascista a Roma negli ultimi mesi della guerra civile in cui le diverse anime della resistenza romana (comunista, liberale e cattolica) collaborano nel rispetto reciproco. Ciò che colpisce a livello scenografico è il pieno utilizzo di luoghi all'aperto dove, oltre agli attori, a essere protagonista è l'architettura stessa della città eterna. Quello che più interessa al regista sono "le strade, le chiese, i tetti, le case popolari, quegli spazi vitali che l'uomo è chiamato a difendere". Il film ottiene grande successo internazionale (anche in virtù delle prove di Aldo Fabrizi e Anna Magnani) e consacra Rossellini a portavoce del neorealismo. La visione ecumenica ritorna nel successivo, Paisà (1946), affresco bellico sull'avanzata degli alleati dalla Sicilia alla valle del Po, che rispetto al precedente sacrifica la psicologia individuale alla necessità dell'itinerario storico e geografico. Girato con mezzi di fortuna a ridosso dei fatti, il film suddivide gli avvenimenti narrati in sei episodi differenti, a tratti filmati con criteri e finalità propri del documentario.
Per certi versi speculare a Paisà è Germania anno zero (1948), dove l'autore muove la macchina da presa tra le macerie di una Berlino distrutta dai bombardamenti. Qui il trauma bellico è inserito nella visione cattolica della lotta dell'uomo contro le avversità della storia, che nel tragico finale sembra sancire la morte della solidarietà. Francesco giullare di Dio (1950) rinnova la ricerca tematica del regista rappresentando la religione popolare come risposta al senso del vivere. Nei seguenti Stromboli (Terra di Dio) (1950), Europa '51 (1952) e Viaggio in Italia (1954), segnati dalla collaborazione con Ingrid Bergman, il regista si interroga sul rapporto tra individuo e società, sulla solitudine dell'esistenza e sul silenzio di Dio, rappresentando i dati visibili come correlativi di una ricerca interiore. Questi film, accolti inizialmente con freddezza dalla critica, avranno grande influenza nello sviluppo del cinema europeo dei decenni successivi.

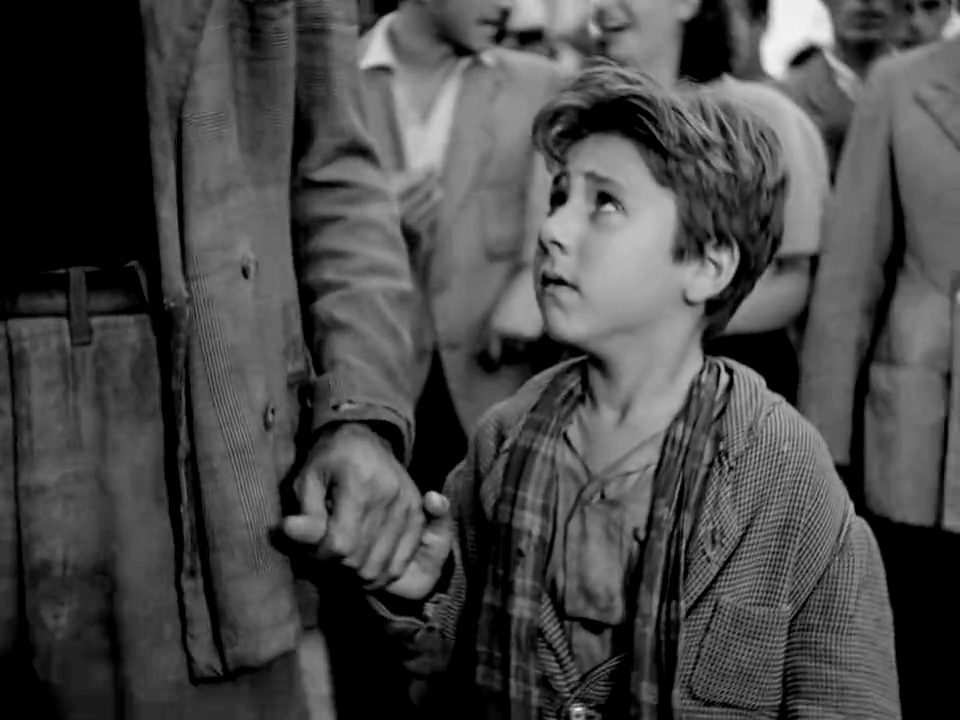
Enzo Staiola in una sequenza di Ladri di biciclette (1948) di Vittorio De Sica

Sul versante opposto, la parabola di Vittorio De Sica è inseparabile da quella del suo sceneggiatore Cesare Zavattini, che in più di un'occasione ha rappresentato la coscienza teorica del neorealismo. Insieme realizzano nel 1943 I bambini ci guardano, che mostra una forte attenzione alla realtà contemporanea; attenzione ripresa e ampliata nei successivi La porta del cielo (1944) - girato a Roma nei mesi a cavallo della Liberazione - e Sciuscià (1946), che conoscerà in breve tempo una grande affermazione internazionale. A differenza di Rossellini, De Sica carica il film di intensità emotiva e cerca il coinvolgimento dello spettatore raccontando la difficile sopravvivenza di due ragazzini inevitabilmente sconfitti dalla società. Con Ladri di biciclette (1948) il dramma individuale, inserito in una più ampia problematica sociale, si carica di un pathos abilmente gestito dal regista, capace di impiegare al massimo grado le interpretazioni di attori non professionisti.
Miracolo a Milano (1951) entra nel territorio della favola sotto forma di apologo fantastico e incentra le proprie tematiche sul bisogno della solidarietà (portando allo scoperto una tendenza latente nella poetica di Zavattini). Tale rivendicazione del potere dell'immaginazione verrà accolta con grande scetticismo da parte della critica e non troverà più seguito. Infine, l'idea zavattiniana di mettere in scena una puntigliosa descrizione della vita quotidiana raggiunge il suo climax più alto con la pellicola Umberto D. (1952). La storia di un individuo qualunque alle prese con il dramma di vivere procede per accumulazione di dettagli che la regia porta fino al culmine della forza espressiva. Foriero di un acceso dibattito politico (è nota la stroncatura dell'allora sottosegretario Giulio Andreotti), il film è una sobria meditazione sulle asperità della vecchiaia, in seguito applaudito come uno dei punti d'arrivo di tutto il cinema neorealista.

Clara Calamai e Massimo Girotti in Ossessione (1943) di Luchino Visconti

Tra i registi di questo periodo, Luchino Visconti è il più complesso, solo in parte riconducibile ai moduli del neorealismo. Il suo esordio apre la strada alla riscoperta della realtà con Ossessione (1943), autentico film-spartiacque che mostra già l'ascendenza letteraria del suo cinema, l'interesse per il melodramma e l'ambientazione rurale. Piegando i motivi del noir americano ai moduli del realismo (in particolar modo francese), questo tragico dramma psicologico risulta del tutto anomalo nel contesto del cinema fascista e sarà un punto di riferimento obbligato per molti cineasti successivi. Dopo la partecipazione al film collettivo Giorni di gloria (1945) e un'importante attività teatrale, Visconti raggiunge uno degli apici della sua filmografia con La terra trema (1948). Interpretato da attori non professionisti e parlato in dialetto, il film è la summa di tutte le influenze artistiche e culturali del regista. Figura unica di intellettuale aristocratico e comunista, Il cineasta milanese guarda alla storia di una comunità di pescatori attraverso la lettura esplicitamente marxista della lotta di classe. Da un punto di vista estetico, il complesso apparato figurativo rende funzionale al dramma ogni elemento della messa in scena, con sequenze costruite secondo precisi rapporti plastici, cromatici, sonori e musicali. L'opera è un insuccesso di pubblico e Visconti ripiega su progetti meno ambiziosi. Il successivo Bellissima (1951) torna alla contemporaneità con una descrizione minuziosa del mondo del cinema e del fascino esercitato sui popolani, ma non rinuncia alla costruzione narrativa romanzesca né alla complessità figurativa.

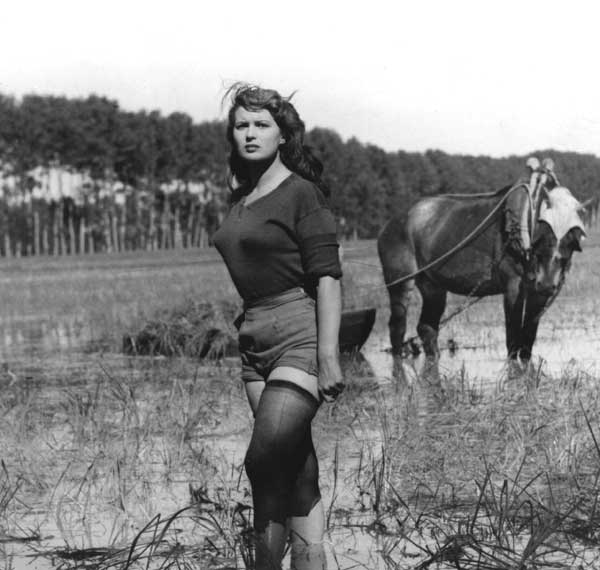
Silvana Mangano in Riso amaro (1949) di Giuseppe De Santis

Interessato a estendere i confini del neorealismo è senz'altro Giuseppe De Santis. Dopo un lungo apprendistato critico per la rivista Cinema, esordisce nel 1946 con Caccia tragica, che mostra già la sua preferenza per il racconto corale, la complessità della messa in scena e la tendenza epicizzante. Nell'arco di una dozzina di film, De Santis cercherà di adattare i moduli neorealisti al cinema popolare contemporaneo, nonché il realismo socialista sovietico allo spettacolo hollywoodiano. L'ambizione è meglio espressa in Riso amaro (1949), grande successo internazionale, che coniuga aspirazione sociale e cultura popolare. In Non c'è pace tra gli ulivi (1950) vengono riassunti tutti i temi a lui più cari: la centralità del personaggio femminile, l'ambientazione agricola e la precisa descrizione sociale. Roma ore 11 (1952) abbandona l'ambientazione rurale per descrivere il processo di inurbamento e le contraddizioni della ripresa economica. I pochi film successivi tra cui: Un marito per Anna Zaccheo (1953), Giorni d'amore (1954), Uomini e lupi (1956) e La strada lunga un anno (1958), saranno accolti con freddezza dalla critica, quasi a significare l'esaurimento creativo del neorealismo e la difficoltà di rappresentare una società più complessa.
Fino alla metà degli anni cinquanta molti film riprenderanno, in forme più o meno consapevoli, temi e ambientazioni del neorealismo. Nell'immediato dopoguerra, Aldo Vergano dirige su commissione dell'Anpi Il sole sorge ancora (1946), che amalgama felicemente dimensione epica e impostazione storica. In Roma città libera (La notte porta consiglio) (1948) Marcello Pagliero contamina il realismo con diverse tendenze di matrice comica, laddove Augusto Genina dirige con verosimiglianza il film Cielo sulla palude (1949). Dal canto suo, Mario Bonnard ne La città dolente (1949) racconta l'esodo istriano avvalendosi di sequenze documentarie. Alberto Lattuada, influenzato dal noir americano, coniuga realismo e necessità spettacolare con Il bandito (1946) e Senza pietà (1948); seguono l'ambizioso e personale Il mulino del Po (1949) e Il cappotto (1952), entrambi di origine letteraria.

Pietro Germi e Saro Urzì ne Il ferroviere (1956) diretto dallo stesso Germi

Il giovane Pietro Germi guarda ai moduli del cinema statunitense con Il testimone (1946) e Gioventù perduta (1948); con le opere In nome della legge (1949), Il cammino della speranza (1950) e Il ferroviere (1956) conferma la solidità della sua regia Anche Mario Soldati mette la vocazione letteraria al servizio del realismo con Le miserie del signor Travet (1946), così come Francesco De Robertis nel potente e visivo Fantasmi del mare (1948). Nel frattempo, Citto Maselli esordisce nel film Gli sbandati (1955), mentre Luigi Zampa realizza le sue pellicole più note con la collaborazione di Vitaliano Brancati, nella relativa trilogia Anni difficili (1948), Anni facili (1953) e L'arte di arrangiarsi (1954).
A metà del decennio la tendenza neorealista può dirsi esaurita. Tra le cause vanno citate la crescita produttiva (con la contemporanea affermazione di generi più codificati), il raffreddamento ideologico imposto dal governo in cambio del sostegno all'industria, l'evolversi dei registi maggiori e la difficoltà di rappresentare una società in continuo cambiamento. A segnare la chiusura di questa esperienza provvedono i film di Roberto Rossellini dei primi anni cinquanta, l'esaurimento della vena realista di Vittorio De Sica (con l'insuccesso produttivo e critico di Stazione Termini, 1953) e soprattutto il dibattito suscitato da Senso (1954) di Luchino Visconti, che supera il realismo contemporaneo nella direzione dell'affresco storico risorgimentale (riletto attraverso Gramsci) e dell'interesse per la complessità psicologica.

### Il neorealismo rosa e le altre commedie

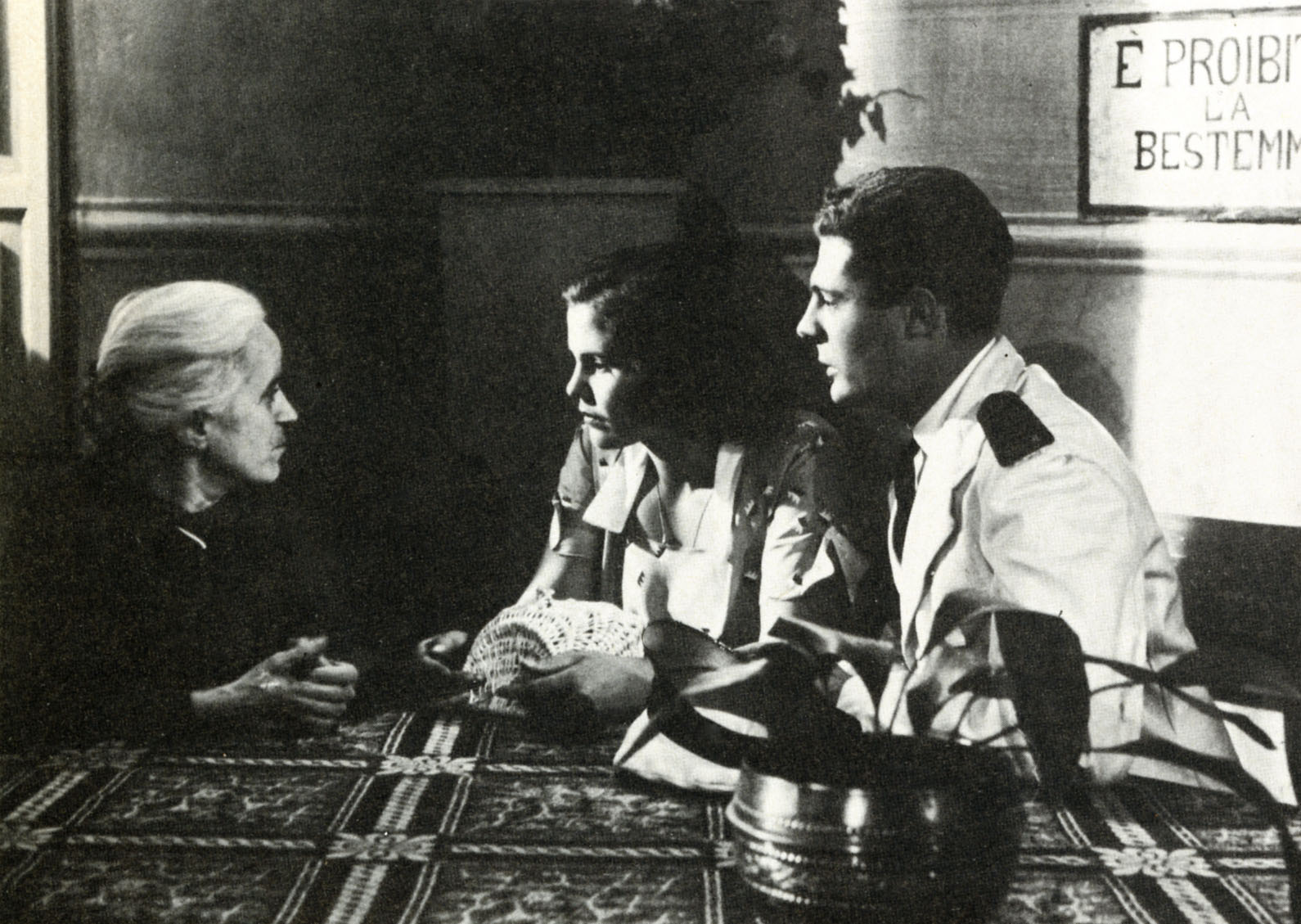
Marcello Mastroianni e Anna Medici in Domenica d'agosto (1950), di Luciano Emmer

Una certa attenzione sociale, ormai ridotta a puro sfondo per commedie, sopravviverà fino alla fine degli anni cinquanta in un filone bollato dalla critica come "neorealismo rosa", le cui pellicole, edulcorate e blandamente ottimiste, condurranno il pubblico fuori dalle macerie del Dopoguerra. Uno dei primi cineasti a seguire questa direzione è il ligure Renato Castellani, che contribuisce a portare in auge la commedia realista con Sotto il sole di Roma (1948) ed È primavera (1949), entrambe girate in esterni e con attori non professionisti, e soprattutto con il successo di pubblico e critica di Due soldi di speranza (1952).
Nella seguente pellicola (Grand Prix du Festival a Cannes), l'occhio del regista diviene testimone di un sud rurale e bucolico, assorbito dalle più elementari preoccupazioni pratiche e sentimentali. Il suo stile, abile nel coniugare commedia popolare e motivi realisti, arriverà a influenzare registi come Luigi Comencini e Dino Risi nelle produzioni di grido Pane, amore e fantasia (1953) e Poveri ma belli (1956); opere, ambedue, in perfetta sintonia con l'evoluzione del costume italico. Il grande afflusso al botteghino avuto dalle due pellicole rimarrà pressoché invariato nei sequel Pane, amore e gelosia (1954), Pane, amore e... (1955) e Belle ma povere (1957), egualmente diretti da Luigi Comencini e Dino Risi.
Allo stesso modo, storie di vita quotidiana raccontate con garbata ironia (senza perdere di vista il tessuto sociale) si ritrovano nell'opera del milanese Luciano Emmer, i cui film Domenica d'agosto (1950), Le ragazze di Piazza di Spagna (1952) e Terza liceo (1953), costituiscono gli esempi più noti.

Gina Lollobrigida in Pane, amore e fantasia (1953), di Luigi Comencini

Altre commedie di indubbia caratura (e non ricollegabili al realismo rosa) sono: L'onorevole Angelina (1947), di Luigi Zampa, Come persi la guerra (1947), di Carlo Borghesio - animata da un surreale Erminio Macario - e Il vedovo allegro (1949), di Mario Mattoli, dove Carlo Dapporto rivisita con affetto il mondo del tabarin. Da annotare è la popolare pellicola Guardie e ladri (1951), diretta a quattro mani da Steno e Monicelli che si avvale delle caratterizzazioni a tutto tondo di Totò ed Aldo Fabrizi.
Di altrettanto valore sono: Prima comunione (1950), di Alessandro Blasetti, Anselmo ha fretta (1950), di Gianni Franciolini, La famiglia Passaguai (1951), di Aldo Fabrizi, Il sole negli occhi (1953), di Antonio Pietrangeli e Un eroe dei nostri tempi (1955), del regista Mario Monicelli. Altri felici bozzetti dell'Italia preboom sono: Signori, in carrozza! (1951), di Luigi Zampa, Guardia, guardia scelta, brigadiere e maresciallo (1956), di Mauro Bolognini e La nonna Sabella (1957), di Dino Risi, tutti impreziositi dall'ilare teatralità di Peppino De Filippo.
A metà degli anni cinquanta Vittorio De Sica abbandona i soggetti drammatici per realizzare il vitale e anti-folcloristico L'oro di Napoli (1954) a cui segue la pochade di costume La spiaggia (1954), diretta da Alberto Lattuada. Sempre nel 1954 Camillo Mastrocinque realizza in technicolor Café Chantant, prezioso documento storico sul mondo del varietà, la cui eredità sarà raccolta non di rado dalla successiva commedia all'italiana.
Sullo stesso registro si inseriscono alcune prove del commediografo Eduardo De Filippo come Napoli milionaria (1950), Filumena Marturano (1951) e Napoletani a Milano (1953), dove intenti realisti e connotazioni tragicomiche si interscambiano continuamente.

Fernandel e Gino Cervi nel film Don Camillo (1952), di Julien Duvivier

Degli stessi anni è la produzione italo-francese Don Camillo (1952), di Julien Duvivier, rifacimento del romanzo Mondo piccolo (Don Camillo) di Giovanni Guareschi, che stempera con leggerezza le due facce politiche dell'Italia di allora, per giungere a un messaggio di piena ricomposizione nazionale. La pellicola guadagna, fin da subito, un grande consenso, favorita dalla peculiare vis comica di Fernandel e Gino Cervi.
Ancora da ricordare è la farsa agrodolce Policarpo, ufficiale di scrittura (1959), diretta da Mario Soldati e sorretta dalla comicità lunare e misurata di Renato Rascel. La realizzazione è ispirata ai disegni di inizio novecento dell'umorista Gandolin e ottiene al dodicesimo Festival di Cannes il premio per la miglior commedia.
Inoltre, inserita nel ventaglio della serie a episodi, si espande, alla fine del decennio, la moda dei film balneari, girati allo scopo di pubblicizzare alcune delle più importanti mete turistiche italiane. Tra i risultati migliori del genere - che vanta un ingente partecipazione di volti noti del cinema e del teatro - si evidenziano: Vacanze a Ischia (1957), di Mario Camerini, Avventura a Capri (1958), di Giuseppe Lipartiti e Tipi da spiaggia (1959), di Mario Mattoli. Nel 1957, inoltre, l'Italia vinse il primo Oscar al miglior film straniero con La strada diretto da Federico Fellini.
La somma di tali contesti cinematografici aprirà la strada a una nuova schiera di attrici, che in breve incarnerà un rinnovato divismo femminile. Fra le tante si ricordano: Silvana Mangano, Gina Lollobrigida, Silvana Pampanini, Giovanna Ralli, Marisa Allasio, Milly Vitale, Anna Maria Pierangeli, Lucia Bosè, Eleonora Rossi Drago, Gianna Maria Canale, Elsa Martinelli, Marisa Pavan, Rossana Podestà ed Anna Maria Ferrero. A seguire: Claudia Cardinale, Virna Lisi, Lisa Gastoni, Rosanna Schiaffino, Lea Massari, Antonella Lualdi, Ilaria Occhini, Sylva Koscina, Sandra Milo e naturalmente Sophia Loren. Nello stesso tempo, fuori dal circuito divistico, troveranno inizio le carriere di interpreti di qualità come Luisa Della Noce, Carla Gravina, Adriana Asti, Franca Valeri, Lea Padovani e Giulietta Masina. Gli anni cinquanta saranno, infine, il terreno fertile su cui germoglierà una fucina notevole di interpreti quali Enrico Maria Salerno, Romolo Valli, Gabriele Ferzetti, Gastone Moschin, Adolfo Celi, Walter Chiari, Renato Salvatori, Franco Fabrizi, Aldo Giuffrè, Carlo Giuffrè, Franco Interlenghi, Maurizio Arena, Ettore Manni, Antonio Cifariello. Per la loro versatilità e gli incontri felici con importanti registi, Alberto Sordi, Vittorio Gassman, Ugo Tognazzi, Nino Manfredi, Marcello Mastroianni e Monica Vitti si impongono come protagonisti della commedia all'italiana. Gian Maria Volonté sarà invece l'attore di punta del cinema politico e di impegno civile.

## Il cinema d'autore (1950-1980)

### Gli anni cinquanta

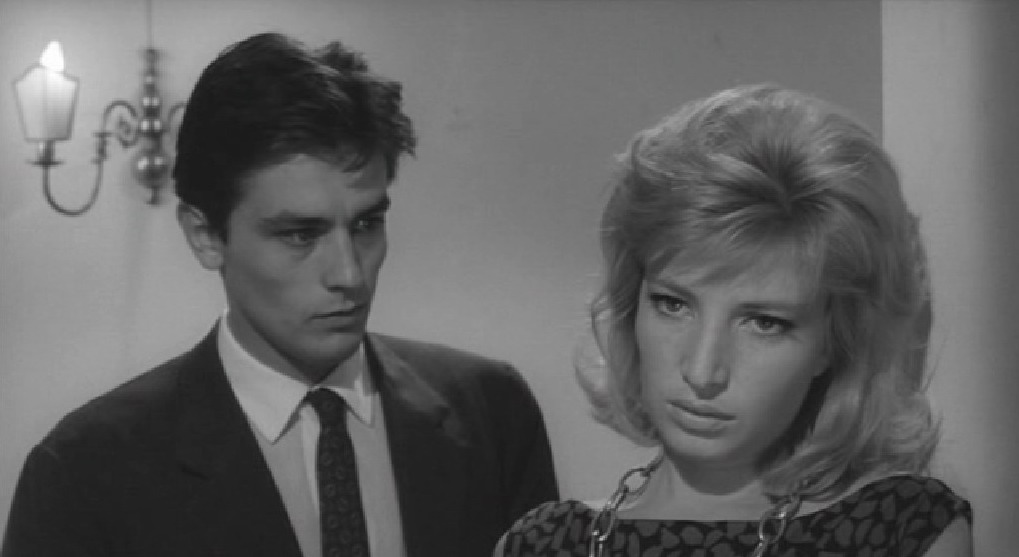
Monica Vitti e Alain Delon nel film L'eclisse (1962), di Michelangelo Antonioni

A partire dalla metà degli anni cinquanta il cinema italiano si svincola dal neorealismo affrontando argomenti prettamente esistenziali, filmati con stili e punti di vista differenti, spesso più introspettivi che descrittivi. Si assiste così a una nuova fioritura di cineasti che contribuisce in maniera fondamentale allo sviluppo della settima arte.
Michelangelo Antonioni è il primo ad imporsi, divenendo un autore di riferimento per tutto il cinema contemporaneo. Tale carica di novità è ravvisabile fin dal principio. Infatti, la prima opera del regista, Cronaca di un amore (1950), segna un'indelebile frattura con il mondo del neorealismo e la conseguente nascita di una moderna cinematografia. Antonioni indaga con sguardo critico il mondo della borghesia italiana, rimasto fuori dall'obiettivo cinematografico del dopoguerra. Così facendo, vedono la luce opere di ricerca psicologica come I vinti (1952), La signora senza camelie (1953) e Le amiche (1955), libero adattamento del racconto Tra donne sole di Cesare Pavese. Nel 1957 mette in scena l'inconsueto dramma proletario Il grido, con cui ottiene il plauso della critica.
Negli anni tra il 1960 e il 1962, dirige la "trilogia dell'incomunicabilità", composta dai film L'avventura, La notte e L'eclisse. In tali pellicole (che vedono come protagonista una giovane Monica Vitti) Antonioni affronta in maniera diretta i moderni temi dell'incomunicabilità, dell'alienazione e del disagio esistenziale, dove i rapporti interpersonali sono volutamente descritti in modo oscuro e sfuggente. Il regista riesce così a rinnovare la drammaturgia filmica e a creare un forte smarrimento tra pubblico e critica, i quali accolgono queste opere con criteri e atteggiamenti contrastanti. A metà degli anni sessanta si consacra all'attenzione internazionale con Il deserto rosso (1964) e Blow-Up (1966), vincitore l'anno successivo della Palma d'oro al Festival di Cannes. Il film è una profonda riflessione sul rapporto arte-vita e sull'impossibilità del cinema di rappresentare la realtà, simbolicamente riassunta nell'ultima sequenza, dove alcuni saltimbanchi mimano ripetutamente una partita di tennis. Negli anni a venire ottengono visibilità oltre i confini nazionali Zabriskie Point (1970) e Professione: reporter (1974).

Federico Fellini

Federico Fellini è l'autore che più di ogni altro ha racchiuso ogni aspetto del reale e del surreale in una dimensione poetica e favolistica. Nel 1950 esordisce al cinema con Alberto Lattuada nel film Luci del varietà, affettuoso e sincero tributo al declinante mondo della rivista. Con I vitelloni (1953), La strada (1954) e Le notti di Cabiria (1957) si impone come uno dei massimi punti di riferimento del cinema italiano e internazionale. Il suo stile altamente immaginifico viene esaltato dal felice sodalizio con gli sceneggiatori Ennio Flaiano e Tullio Pinelli e, in particolar modo, con il compositore Nino Rota. Alcune scene dei suoi film più noti assurgeranno a simboli di un'intera epoca, come la famosa sequenza di Anita Ekberg che, ne La dolce vita (1960), entra nella Fontana di Trevi divenendo, da allora, un'icona del grande cinema. L'opera (tacciata di impurità dall'Osservatore Romano) è un programmatico affresco di una Roma frivola e decadente, assolutamente priva di qualsiasi certezza morale. Ne consegue un composito viaggio nel sonno della ragione dove i disvalori della società borghese emergono in maniera autentica e viscerale.
Nel corso degli anni sessanta l'artista romagnolo inizia un periodo di sperimentazione col monumentale, onirico e visionario 8½ (1963). Il film è un'autobiografia immaginaria dello stesso regista che, con apparente svagatezza, tocca temi centrali come l'arte, la persistenza della memoria e la morte. Dopo un omaggio alla capitale nel film Roma (1972), il seguente Amarcord (1973) descrive con nostalgia e complicità i propri luoghi d'infanzia e la spontanea vitalità dell'età adolescenziale.

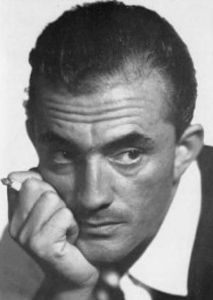
Luchino Visconti

Terminata l'esperienza neorealista, Luchino Visconti continuerà a regalare al cinema italiano altre prestigiose creazioni. Nel 1960 esce nelle sale Rocco e i suoi fratelli, che mette a confronto una storia di miseria meridionale con la civiltà industriale del Nord, raccontando l'afflusso migratorio delle popolazioni del Sud con lucida introspezione psicologica. Nel 1963 giunge sugli schermi Il Gattopardo, fedele illustrazione del passaggio della Sicilia dei Borboni a quella dei Sabaudi, non tradendo lo spirito scettico e amaro dell'omonimo romanzo. La sua vasta produzione continua con le opere La caduta degli dei (1969), Morte a Venezia (1971), Ludwig (1973), Gruppo di famiglia in un interno (1974) e L'innocente (1976).
Anche Roberto Rossellini abbandona la stagione neorealista per realizzare il dramma psicologico Viaggio in Italia (1953), che anticipa i temi sull'incomunicabilità della coppia delineati dal cinema di Antonioni. Stroncato quasi ovunque, verrà unicamente elogiato dalla critica francese, divenendo un punto di riferimento per i futuri registi della Nouvelle vague. A seguito di vari film come Dov'è la libertà...? (1954), India (1959) e Il generale Della Rovere (1959) aprirà una nuova fase della sua carriera con la sperimentazione di pellicole enciclopediche per il cinema e la televisione, dal puro scopo umanistico e didattico.
All'inizio degli anni sessanta Vittorio De Sica porterà al successo planetario l'interprete Sophia Loren nel drammatico La ciociara (1960) e in egual misura nella commedia a episodi Ieri, oggi, domani (1963), dove l'attrice recita al fianco di Marcello Mastroianni. La pellicola varrà al regista un nuovo Oscar nella sezione miglior film straniero. La sequenza più famosa del film resta il negligé con cui la Loren si mostra nell'ultimo episodio, lasciando il segno nell'intero immaginario collettivo. Con il drammatico ed elegante Il giardino dei Finzi-Contini (1970), l'artista si aggiudicherà nuovamente l'Oscar per il Miglior film straniero.

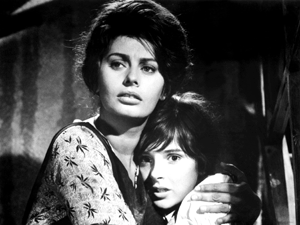
Sophia Loren nel film La ciociara (1960), di Vittorio De Sica.

Da sottolineare la peculiare carriera del palermitano Vittorio De Seta che negli anni cinquanta realizza vari documentari ambientati prevalentemente in terra siciliana e sarda. Queste opere descrivono con potente espressività gli usi e costumi del proletariato meridionale e, allo stesso tempo, mettono a nudo le dure condizioni di vita dei pescatori siciliani, dei minatori di zolfo nisseni e dei pastori della Barbagia. Nel 1955, il regista si aggiudica la Palma d'oro a Cannes per il miglior documentario grazie al film Isola di fuoco. Anni più tardi, dirige il film a soggetto Banditi a Orgosolo (1961). L'opera, stilisticamente asciutta, è un resoconto a sfondo realista della vita e delle abitudini di un vero pastore sardo. Negli anni settanta gira l'appassionante Diario di un maestro (1972); uno sceneggiato televisivo in quattro puntate (ridotto a 135 minuti per l'uscita nelle sale) che indaga il mondo dell'istruzione elementare con metodo antiautoritario e riformista.
In un tempo coevo si afferma il regista Carlo Lizzani. Contribuisce all'affermazione del neorealismo nelle vesti di critico e sceneggiatore, imponendosi in seguito come autore di un cinema politicamente impegnato, teso ad affrontare momenti scottanti della storia italiana, dal fascismo alla cronaca più recente. Nel 1951 dirige il suo primo lungometraggio, Achtung, banditi! - storia di un episodio di guerra partigiana - cui fa seguito L'amore che si paga (episodio di L'amore in città, 1953). La sua filmografia continua con Cronache di poveri amanti (1954) - resoconto della Firenze degli anni Venti tratto dal romanzo di Vasco Pratolini - Il gobbo (1960) - vivido ritratto di un bandito della periferia romana - Il processo di Verona (1963) e La vita agra (1964).
Dopo aver diretto il realistico Quattro passi fra le nuvole (1942) ed essersi diviso tra commedie e film storici, Alessandro Blasetti mette in campo la sua innata voglia di sperimentare inaugurando, con il dittico Altri tempi (Zibaldone n. 1) (1952) e Tempi nostri (Zibaldone n. 2) (1954), la realtà dei film a episodi, che verrà sfruttata in modo capillare da tutto il cinema a venire.
È il decennio in cui volge a conclusione il cinema protogiallo italiano, sorto con le produzioni giallo-poliziesche nel periodo del muto e accresciuto nei successivi cinquant'anni. Vengono prodotti Contro la legge (1950), Atto d'accusa (1950), L'ultima sentenza (1951), Vacanze col gangster (1952), Terrore sulla città (1956), e molti altri. Il protogiallo segna la fase antesignana del giallo all'italiana precedendolo di mezzo secolo, fino agli ultimi titoli significativi come Il rossetto (1960) di Damiano Damiani e L'assassino (1961) di Elio Petri, prima che nel 1963, Mario Bava, dia vita al genere con La ragazza che sapeva troppo.

### La generazione degli anni sessanta

Pier Paolo Pasolini

Altro protagonista del cinema d'autore è Pier Paolo Pasolini. Attento osservatore della trasformazione della società italiana dal secondo dopoguerra sino alla metà degli anni settanta, ha suscitato forti polemiche per la radicalità e vivacità del suo pensiero, vivacità che ha saputo mettere in evidenza anche in campo cinematografico e da subito riscontrabile nel suo film d'esordio Accattone (1961). Le medesime ambientazioni le si ritrova in Mamma Roma (1962), dove il regista nobilita i suoi personaggi suburbani con richiami alla pittura rinascimentale del Mantegna. Nel Vangelo secondo Matteo (1964), l'artista racconta la vita del Cristo rinunciando agli orpelli dell'iconografia tradizionale, avvalendosi di una forma registica che alterna camera a mano a immagini proprie della pittura quattrocentesca. In Uccellacci e uccellini (1966) il suo cinema vira sull'apologo fantastico descrivendo le varie trasformazioni del proletariato.
Tra le sue varie pellicole troviamo Edipo re (1967), Teorema (1968), Porcile (1969), Medea (1969) e le trasposizioni cinematografiche della trilogia della vita: Il Decameron (1971), I racconti di Canterbury (1972) e Il fiore delle Mille e una notte (1974). In Salò o le 120 giornate di Sodoma (1975), dietro la cornice storica del fascismo, l'autore sonda i meandri più remoti dell'essere umano. Tali pellicole hanno proposto chiavi di lettura differenti scatenando sovente lunghi dibattiti, talvolta con strascichi giudiziari ed episodi di censura.
Un altro regista di rilievo è Valerio Zurlini: i suoi film, da Estate violenta (1959) a La ragazza con la valigia (1961), da Cronaca familiare (1962) a Il deserto dei Tartari (1976), alternano suggestive rievocazioni letterarie ad analisi psicologiche raffinate e complesse, con risultati visivi alquanto notevoli. Molto raffinato sul piano formale è anche il cinema di Mauro Bolognini che, pur soffrendo talora di eccessi di decadentismo e affettazione, possiede una ricchezza scenografica e letteraria di chiara derivazione viscontiana, senza dimenticare la dialettica dei conflitti sociali. Tra i film più significativi: Giovani mariti (1958), La giornata balorda (1960), Il bell'Antonio (1960), La viaccia (1961), Agostino (1962) e Metello (1970).

Ermanno Olmi

Ermanno Olmi esordisce con il film Il tempo si è fermato (1959), emozionante parabola sui rapporti tra uomo e natura che fa subito emergere le sue peculiari doti artistiche. La notorietà arriverà tre anni dopo con Il posto (1961), un ritratto dolce-amaro della Milano del boom economico. Nel 1963 gira l'esistenziale I fidanzati e dopo alcuni lavori interlocutori il cupo e dolente La circostanza (1974). Gli anni settanta consacrano Olmi a livello internazionale con l'uscita nelle sale de L'albero degli zoccoli (1978), commosso e partecipe omaggio a un mondo contadino in via d'estinzione, premiato, nello stesso anno, con la Palma d'oro al Festival di Cannes. Dopo una lunga malattia, Olmi ritorna alle cronache col surreale Lunga vita alla signora! (1987) e l'intenso La leggenda del santo bevitore (1988). Nel 2001 il regista realizza quello che molti critici considerano il suo miglior lavoro: Il mestiere delle armi, dedicato al mito di Giovanni dalle Bande Nere.
Marco Ferreri si cimenta nella regia verso la fine degli anni cinquanta presentando un cinema grottesco e provocatorio, con tratti e accenti parzialmente bunueliani. Il suo umorismo nero e sferzante è già rintracciabile nelle opere El pisito (1958) e La carrozzella (1960), filmate e ambientate in terra spagnola. Anni dopo dirige l'attore Ugo Tognazzi nei film Una storia moderna: l'ape regina (1963) e La donna scimmia (1964), dove ha modo di farsi conoscere dalla critica italiana. Nel 1969 raggiunge la piena maturità artistica con Dillinger è morto, stralunato e attualissimo apologo sull'alienazione della vita moderna. Dopo il percorso kafkiano e surreale de L'udienza (1971) ottiene la massima popolarità internazionale con il sorprendente e discusso La grande abbuffata (1973). Scritto dal regista assieme a Rafael Azcona, il film è un'allegoria della società del benessere condannata all'autodistruzione e, al tempo stesso, un limpido saggio sui vari intrecci tra eros e thanatos, filmati con raggelante ironia.. Successivamente, rilegge il rapporto tra i sessi nel nichilista L'ultima donna (1976) e nel visionario Ciao maschio (1978). Si distinguono negli anni a venire Storie di ordinaria follia (1981) e Storia di Piera (1983), costruito sulla vita romanzata dell'attrice Piera Degli Esposti.
Sempre negli anni sessanta si impone all'attenzione di pubblico e critica l'opera del giovane Marco Bellocchio, che tramite pellicole apertamente in contrasto con la società e i valori borghesi anticipa il fermento generazionale del sessantotto. La sua pellicola d'esordio I pugni in tasca (1965), a causa dei suoi contenuti altamente drammatici, scuote l'opinione pubblica aprendo la strada a una prolifica serie di film tra i quali si ricordano: La Cina è vicina (1967), Nel nome del padre (1972), Sbatti il mostro in prima pagina (1973), Marcia trionfale (1976) e il documentario Matti da slegare - Nessuno o tutti (1975) - diretto con Silvano Agosti - uno dei primi esempi di cinema militante a difesa del metodo psichiatrico di Franco Basaglia, teso al reinserimento sociale del malato.

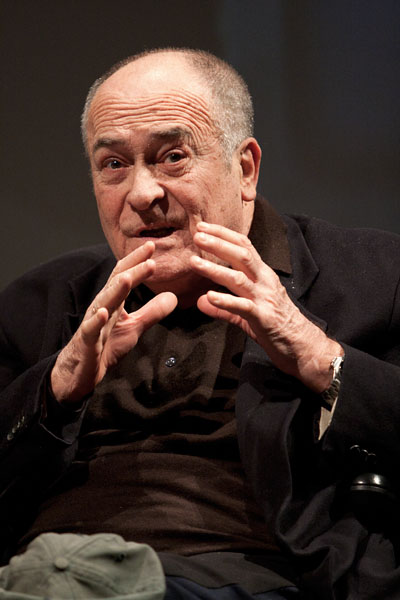
Bernardo Bertolucci

Bernardo Bertolucci si avvicina al cinema grazie a Pier Paolo Pasolini di cui sarà assistente sul set di Accattone.
Ben presto si stacca dal mondo pasoliniano per inseguire una personale idea di cinema, basata sullo studio antropologico dell'individuo e del suo relazionarsi ai mutamenti sociali che la storia impone. Esordisce giovanissimo nel lungometraggio La commare secca (1962), e desta attenzione con Prima della rivoluzione (1964). Nei primi anni settanta realizza in rapida successione tre capisaldi del suo cinema: Il conformista (1970), tratto dal romanzo di Moravia, il metafisico La strategia del ragno (1970) e il film scandalo Ultimo tango a Parigi (1972), con Marlon Brando e Maria Schneider. Quest'ultimo, a causa dei suoi contenuti altamente erotici viene condannato al rogo dalla Cassazione nel gennaio del 1976, per poi essere riabilitato dalla stessa nel febbraio del 1987. Consolida la fama internazionale con il kolossal Novecento (1976), potente affresco sulle lotte di classe contadine dagli albori del novecento fino alla seconda guerra mondiale. Dopo aver diretto un efficace Ugo Tognazzi nel film La tragedia di un uomo ridicolo (1981), nel 1987 gira il ciclopico e suggestivo L'ultimo imperatore, che si aggiudicherà ben nove Premi Oscar, tra cui quelli per miglior film e regia.

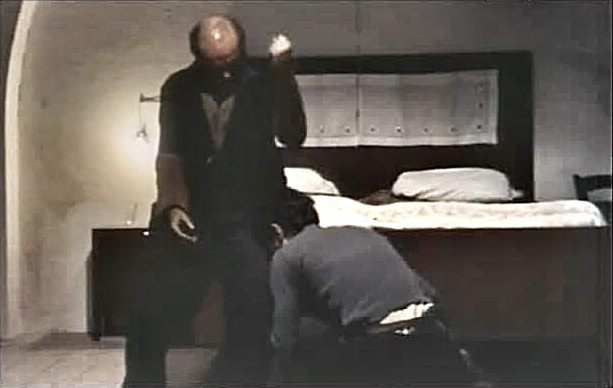
Una scena di Padre Padrone (1977), di Paolo e Vittorio Taviani

I fratelli Paolo e Vittorio Taviani, appassionati fin da giovanissimi al cinema, conoscono un primo discreto successo con Un uomo da bruciare (1962) e I sovversivi (1967), che vede come primo interprete il cantautore Lucio Dalla, a cui seguono Sotto il segno dello scorpione (1969) e il film sulla restaurazione Allonsanfàn (1974). Il seguente Padre padrone (1977), tratto dal romanzo di Gavino Ledda, racconta la lotta di un pastore sardo contro le regole feroci del proprio universo patriarcale. Il film riscuote critiche favorevoli aggiudicandosi nello stesso anno la Palma d'oro al Festival di Cannes. Ne Il prato (1979) si recuperano echi neorealisti, mentre La notte di San Lorenzo (1982) racconta, con uno stile vicino al realismo magico, la deliberata fuga di un gruppo di abitanti della Toscana, nella notte in cui tedeschi e fascisti compiono una sanguinosa rappresaglia nel Duomo della città.
Come allievo di Visconti si mette in luce il regista fiorentino Franco Zeffirelli, autore, per molti decenni, di una feconda produzione teatrale. Tra le sue opere cinematografiche più note vi sono le trasposizioni shakespeariane de La bisbetica domata (1967) e Romeo e Giulietta (1968). Nello stesso tempo si afferma Liliana Cavani, che conosce notorietà con le opere Francesco d'Assisi (1966) e Il portiere di notte (1974).
Tra i vari film del periodo, un significativo esempio di cinema sperimentale è rappresentato dal film di Alberto Grifi Anna, diretto assieme all'attore Massimo Sarchielli e presentato nei maggiori festival europei nel 1975. Il lungometraggio è un'inedita esperienza di cinema-diretto, che riprende, in undici ore di girato (ridotte poi a quattro), l'aberrante quotidianità di una giovane tossicodipendente incinta e senza dimora. I due autori, privi di soggetto e sceneggiatura, abbandonano la telecamera a una sorta di flusso di coscienza in tempo reale, facendo irrompere sullo schermo una tranche de vie libera da compromessi narrativi e mediazioni estetiche.

## La grande stagione della commedia (1958-1980)

Mario Monicelli alla macchina da presa

Una scena di I soliti ignoti (1958)

Verso la fine degli anni cinquanta si sviluppa il genere della commedia all'italiana; una definizione che fa riferimento al titolo di due film: Matrimonio all'italiana e Divorzio all'italiana, quest'ultimo con Marcello Mastroianni e Stefania Sandrelli. Il termine, più che indicare un vero genere, riguarda una particolare stagione cinematografica, segnata da un nuovo modo di intendere gli elementi costitutivi della commedia. Tali elementi si pongono in contrasto con la commedia leggera e disimpegnata del Neorealismo rosa, assai in voga per tutti gli anni cinquanta.
Tenendo a mente la lezione del neorealismo, la nuova commedia all'italiana pone le proprie attenzioni sulla realtà prodotta dal boom economico, affrontando questioni drammatiche con toni umoristici e graffianti. Pertanto, accanto alle situazioni comiche e agli intrecci tipici della farsa tradizionale, vediamo emergere una pungente satira di costume, che evidenzia con tagliente ironia le contraddizioni della società industriale. Inoltre, non del tutto infrequenti risultano le commedie nelle quali l'ambientazione scenica è traslata in diversi contesti storici, spesso con finalità critiche nei confronti dell'attualità sociale.
A partire dalla fine degli anni sessanta e per tutti gli anni settanta, l'Italia vive numerose fasi che muteranno in maniera radicale la mentalità e il costume degli italiani. La congiuntura economica, le agitazioni studentesche e la ricerca di nuove emancipazioni nel mondo del lavoro e della famiglia, diverranno il luogo ideale entro il quale proiettare i personaggi della commedia, pronti a far rivivere sulla scena i mutamenti della società civile.

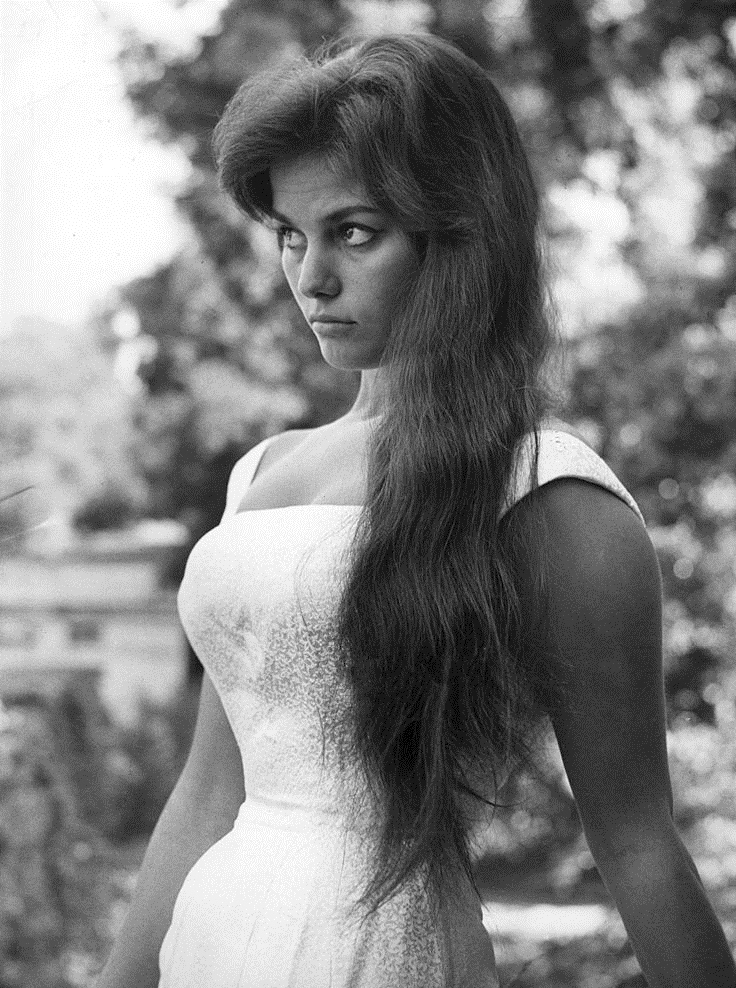
Claudia Cardinale

A tale stagione cinematografica si ricollegano i nomi dei principali attori italiani del tempo: da Alberto Sordi a Vittorio Gassman, da Marcello Mastroianni a Ugo Tognazzi e Nino Manfredi, da Monica Vitti a Claudia Cardinale, senza dimenticare Sophia Loren, Silvana Mangano, Giancarlo Giannini e Mariangela Melato. Altri interpreti riferibili a tale stagione sono: Tiberio Murgia, Leopoldo Trieste, Renato Salvatori, Franco Fabrizi, Vittorio Caprioli, Gigi Proietti, Michele Placido, Gastone Moschin e occasionalmente attrici come Lea Massari, Ornella Muti e Ottavia Piccolo. Hanno preso parte ad alcune commedie anche attori prevalentemente drammatici come Enrico Maria Salerno, Romolo Valli, Gabriele Ferzetti, Paolo Stoppa, Gian Maria Volonté e Jean-Louis Trintignant

Vittorio Gassman e Jean-Louis Trintignant ne Il sorpasso (1962), di Dino Risi

Generalmente si ritiene sia stato il regista Mario Monicelli, capostipite e fra i massimi esponenti (con Dino Risi, Luigi Comencini, Pietro Germi e Ettore Scola) della commedia italica, a inaugurare questa nuova fase con il lungometraggio I soliti ignoti (1958), scritto assieme a Suso Cecchi D'Amico e alla coppia di sceneggiatori Agenore Incrocci e Furio Scarpelli. L'opera coniuga spunti grotteschi a sequenze proprie del dramma sottoproletario, filmando con minuzia di dettagli una Roma periferica e degradata, ancora estranea ai processi economici del boom. Il film si rivela un successo (anche oltre confine) tanto da venir candidato all'Oscar come miglior film straniero.

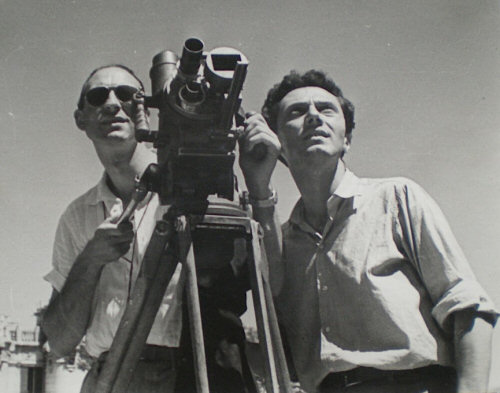
Dino Risi e il direttore della fotografia Romolo Garroni

Nel 1959 esce nelle sale La grande guerra, con Alberto Sordi e Vittorio Gassman. Il lungometraggio, prendendo spunto da un racconto di Maupassant, contamina la tragedia storica con i moduli della commedia dissacrando un tema - gli inutili massacri della prima guerra mondiale - fino allora tabù per tutto il cinema nazionale. Dopo I compagni (1963), nel 1966 il cineasta dirige L'armata Brancaleone. La pellicola è un miscuglio di fantasia e avventure farsesche che si dispiegano lungo un Medioevo sbrigliato e carnevalesco, in chiara polemica con l'opposta visione dell'età mezzana proposta dal cinema hollywoodiano. Tempo dopo, in piena contestazione, porta sugli schermi La ragazza con la pistola (1968), intuendo le qualità comiche dell'attrice Monica Vitti. Tra i suoi film successivi si riportano: Vogliamo i colonnelli (1973), Romanzo popolare (1974), Amici miei (1975) ed Un borghese piccolo piccolo (1977); opera quest'ultima che risente esplicitamente del clima repressivo degli anni di piombo e consegna all'attore Alberto Sordi uno dei suoi personaggi più neri e sofferti.

Luigi Comencini

Gli anni sessanta sono il periodo del boom economico e di riflesso il cinema risente dei cambiamenti che modificano la società italiana. Uno dei primi artisti a documentare tali cambiamenti è il cineasta milanese Dino Risi. Nel suo lungometraggio più conosciuto - Il sorpasso (1962) - il regista mescola, con acuta sensibilità, comicità e serietà del soggetto, virando, in maniera inconsueta, in un finale drammatico e raggelante. L'istrionismo di Vittorio Gassman e la colonna sonora, con brani di Edoardo Vianello e Domenico Modugno, fotografano perfettamente il quadro dell'epoca, facendo raggiungere al genere della commedia una piena maturità autoriale. Sempre per la regia di Dino Risi vanno menzionati il cult movie I mostri (1963) e Una vita difficile (1961), che porta sulle scene un intenso Alberto Sordi. Il film è un imponente documento artistico sull'Italia del dopoguerra e sulla nascente democrazia, in un perfetto equilibrio tra la farsa e il dramma, tra ambizioni sociologiche e disillusione politica. Altre opere da segnalare sono: Il vedovo (1959), Il mattatore (1960), Il giovedì (1964), L'ombrellone (1965), Straziami ma di baci saziami (1968), In nome del popolo italiano (1971) e la pellicola Profumo di donna (1974), pienamente sorretta dalla verve attoriale di Vittorio Gassman.

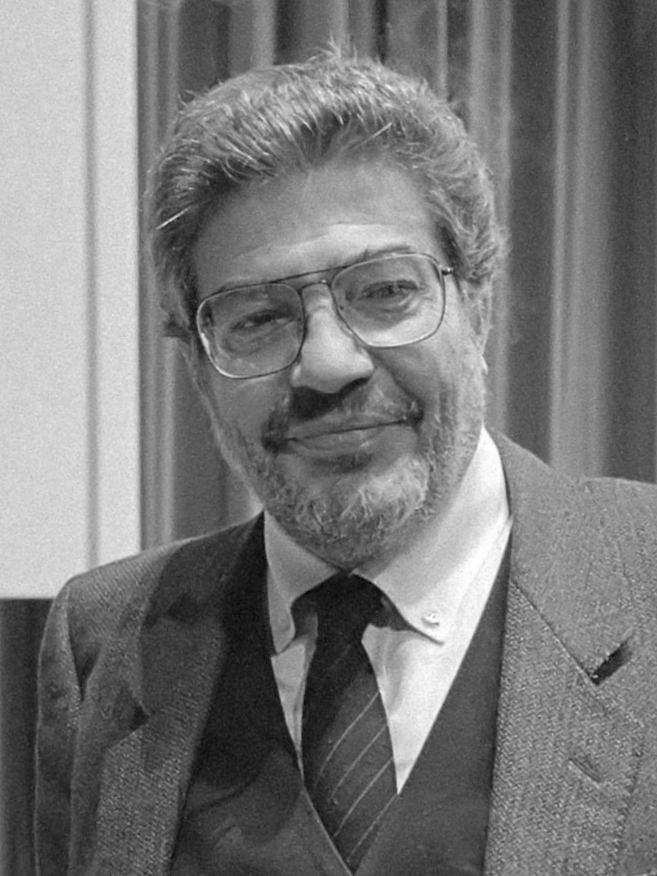
Ettore Scola

Va messo in evidenza come spesso gli elementi costitutivi della commedia siano stati intrecciati ad arte con generi differenti, dando vita a pellicole decisamente inclassificabili. Nell'inaugurare tale tecnica, Il cineasta Luigi Comencini è stato senza dubbio uno degli autori di maggior rilievo. Dopo aver raggiunto la popolarità negli anni cinquanta con alcune commedie rosa (tra tutte la conosciuta Pane, amore e fantasia, 1953), nel 1960 regala al cinema italiano l'opera bellica Tutti a casa. Il lungometraggio, costantemente in bilico tra humour e dramma, ricostruisce i giorni seguenti l'armistizio di Cassibile, contribuendo a spezzare il muro di silenzio calato sulla Resistenza, argomento fino allora ignorato da gran parte del cinema nazionale. Tra le sue opere migliori si ricordano: A cavallo della tigre (1961), La ragazza di Bube (1963), Lo scopone scientifico (1972), lo sceneggiato Le avventure di Pinocchio (1972), Il gatto (1978) e L'ingorgo (1979), in cui si fondono generi e stili differenti.

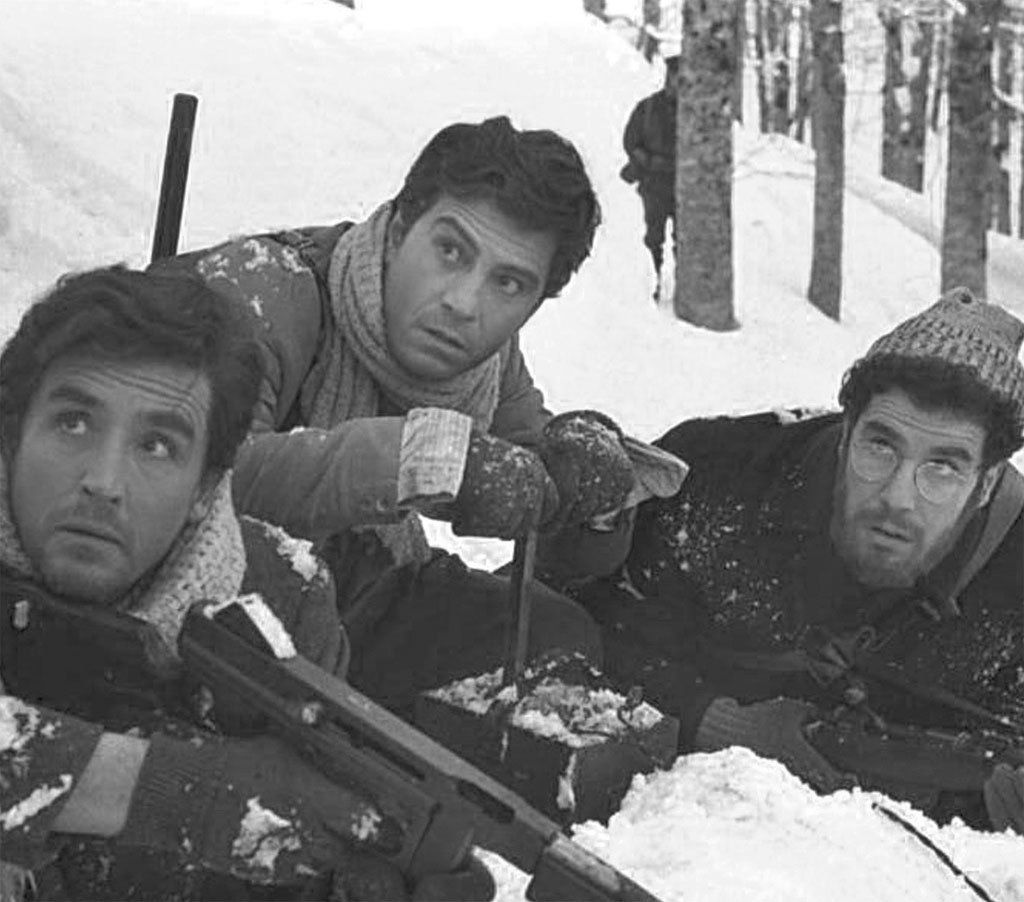
Vittorio Gassman, Nino Manfredi e Stefano Satta Flores nel film C'eravamo tanto amati (1974), per la regia di Ettore Scola

Altra figura di primo piano per lo sviluppo e l'imposizione della commedia all'italiana è il regista Pietro Germi. Dopo essersi cimentato in opere a evidente contenuto civile, in qualche modo riconducibili entro i canoni del neorealismo, nell'ultima fase della sua carriera ha diretto pellicole inseribili entro il raggio della commedia,
dove accanto agli abituali toni umoristici sopravvivono componenti di critica sui costumi della media borghesia. Il già citato Divorzio all'italiana apre a Germi le porte del successo che si concretizzerà con Sedotta e abbandonata (1964) e con il limpido e caustico Signore & signori (1965). Il film (satira sull'ipocrisia borghese di una cittadina dell'alto Veneto), vince la Palma d'oro al Festival di Cannes ex aequo con Un uomo, una donna (1966), di Claude Lelouch.
L'ultimo protagonista della grande stagione della commedia è il regista romano Ettore Scola. Per tutti gli anni cinquanta veste i panni dello sceneggiatore, per poi esordire alla regia nel 1964 con il film Se permettete parliamo di donne. Nel 1974 dà alla luce il suo film più noto, C'eravamo tanto amati, che ripercorre trent'anni di storia italiana attraverso le vicende di tre amici: l'avvocato Gianni Perego (Vittorio Gassman), il portantino Antonio (Nino Manfredi) e l'intellettuale Nicola (Stefano Satta Flores. Altre importanti pellicole sono: Brutti, sporchi e cattivi (1976) - trainata da Nino Manfredi - e Una giornata particolare (1977), dove Sophia Loren e Marcello Mastroianni si producono in una delle loro interpretazioni più alte e struggenti.

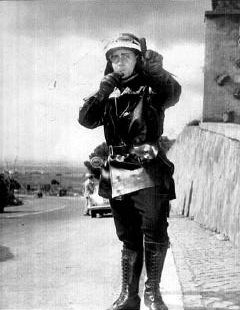
Alberto Sordi in una scena de Il vigile (1960) di Luigi Zampa, manifesto dell'Italia degli anni sessanta

Nel 1980 il regista tira le somme della commedia all'italiana nel pamphlet generazionale de La terrazza, che descrive con grande efficacia l'amaro bilancio esistenziale di un gruppo di intellettuali di sinistra. La pellicola, secondo gran parte della critica, è una delle ultime opere ancora ascrivibile alla tradizione "alta" della commedia.
Un posto a parte occupa Antonio Pietrangeli, che in quasi tutti i suoi film si è occupato di psicologia femminile, delineando con spiccata sensibilità ritratti di donne infelici e tormentate: da Adua e le compagne (1960) a La visita (1963), da La parmigiana (1963) a Io la conoscevo bene (1965), considerato il suo capolavoro.
Altre opere significative sono i sempre attuali Il vigile (1960) e Il medico della mutua (1968), di Luigi Zampa, Crimen (1961), di Mario Camerini, Leoni al sole (1961), di Vittorio Caprioli, Il diavolo (1963), di Gian Luigi Polidoro, nonché alcune commedie di Vittorio De Sica, come Il boom (1963), Ieri, oggi, domani (1963) e Matrimonio all'italiana (1964).

Ugo Tognazzi nel film Il magnifico cornuto (1964), di Antonio Pietrangeli

Tra gli anni sessanta e settanta conosce notorietà il cinema di Luciano Salce, autore di molteplici commedie dal sicuro incasso al botteghino. Oltre al ciclo comico dei film basati sulle avventure del ragionier Fantozzi, si ricordano Il federale (1961), La voglia matta (1962), Le ore dell'amore (1963) e L'anatra all'arancia (1975), tutti arricchiti dall'estro recitativo di Ugo Tognazzi. Da non dimenticare il film di Franco Brusati, Pane e cioccolata (1973), che rivisita con mordace intelligenza le varie problematiche dell'immigrazione italiana, in questo aiutato dall'incisiva interpretazione di Nino Manfredi. Lo stesso Brusati dirige Dimenticare Venezia (1979).
Sempre in questo ambito, si menziona il lavoro svolto dalla regista italo-svizzera Lina Wertmüller, che assieme alla rodata coppia di attori Giancarlo Giannini e Mariangela Melato ha dato vita, nella prima metà degli anni settanta, a pellicole di successo tra le quali si evidenziano: Mimì metallurgico ferito nell'onore (1972), Film d'amore e d'anarchia - Ovvero "Stamattina alle 10 in via dei Fiori nella nota casa di tolleranza..." (1973) e Travolti da un insolito destino nell'azzurro mare d'agosto (1974). Due anni più tardi, con Pasqualino Settebellezze (1976) ottiene quattro nomination agli Oscar, risultando la prima donna in assoluto a ricevere una candidatura come miglior regista.
Di rilievo è il prodotto artistico di Sergio Citti, che sulla falsariga di certo cinema pasoliniano dirige commedie bizzarre e surreali, raggiungendo risultati convincenti in più di una pellicola tra le quali si menzionano: Ostia (1970), Casotto (1977) e Il minestrone (1981).
Vi è infine da ricordare che, nell'arco di oltre un ventennio, sono stati numerosissimi i registi che hanno partecipato e contribuito allo sviluppo della commedia. Tra questi meritano di essere citati Nanny Loy - per il film Le quattro giornate di Napoli (1962) - Steno - nella riuscita pochade Febbre da cavallo (1976) - Sergio Corbucci, Salvatore Samperi, Gianni Puccini e Marcello Fondato. Si riportano ancora: Pasquale Festa Campanile, Luigi Filippo D'Amico, Tonino Cervi, Flavio Mogherini, Franco Rossi e Luigi Magni, che nella sua esigua ma significativa produzione ha delineato commedie ambientate nella Roma papalina in epoca risorgimentale che hanno visto spesso come attore protagonista Nino Manfredi.

## Il cinema comico

Totò, al secolo Antonio De Curtis

Il luogo ideale dove il genere comico trova ampia affermazione è senz'altro il teatro dove, tra gli anni trenta e quaranta, si sviluppano numerose scuole di avanspettacolo che vedono tra le proprie file attori comici di prim'ordine come Carlo Dapporto, Gilberto Govi, Ettore Petrolini, Erminio Macario, Nino Taranto, Renato Rascel, Walter Chiari, Carlo Campanini e Antonio De Curtis, in arte Totò. Proprio a quest'ultimo si deve il merito di aver spostato e integrato tale prodotto artistico dal palcoscenico alla celluloide. Ideatore di un'autentica maschera nel solco della tradizione della commedia dell'arte, Totò ha spaziato dal teatro (con oltre 50 titoli) al cinema (con 97 pellicole) e alla televisione (con 9 telefilm e vari passaggi pubblicitari). I suoi film riscuotono ancora oggi molto successo, e talune sue battute sono diventate perifrasi entrate nel linguaggio comune.
Tra i suoi innumerevoli lungometraggi si evidenziano: Fifa e arena (1948), I pompieri di Viggiù (1949), Totò cerca casa (1949), L'imperatore di Capri (1949), Totò le Mokò (1949), Un turco napoletano (1953), Miseria e nobiltà (1954), Signori si nasce (1960) e Totò a colori (1952), primo film italiano in Ferrania-color, dove il comico sfoggia prestazioni mimiche tra le più alte. Non sono da trascurare i fruttiferi sodalizi con Aldo Fabrizi e con il grande attore di teatro Peppino De Filippo, con il quale ha ideato numerose pellicole di sicura presa sul pubblico. A tal proposito si menzionano: La banda degli onesti (1956), Arrangiatevi! (1959), Totò, Peppino e... la dolce vita (1961) e la celebre Totò, Peppino e la... malafemmina (1956), per la regia di Camillo Mastrocinque.

Paolo Villaggio nelle vesti del ragionier Ugo Fantozzi

Tra le altre spalle dell'artista si segnalano Carlo Croccolo, Mario Castellani e attrici di notevole valore come Tina Pica, Franca Valeri, Ave Ninchi, Isa Barzizza, Pupella Maggio e Marisa Merlini. Oltre ad aver rappresentato per più di un ventennio l'attore comico per antonomasia, Totò si è cimentato in altre pellicole rientranti più esplicitamente nel filone della commedia all'italiana, finanche nel cinema d'autore (in particolar modo negli anni sessanta).
Analogo discorso avviene nei successivi anni settanta con l'emergere di una nuova personalità comica facente capo all'autore, attore e scrittore Paolo Villaggio. Dopo aver debuttato nel programma televisivo Quelli della domenica presentando personaggi dalla mimica grottesca ed inedita, fa esordire sul grande schermo la celebre maschera di Fantozzi, creata dallo stesso artista alla fine degli anni sessanta e pubblicata con notevole richiamo nell'omonimo libro, uscito per la Rizzoli nel 1971. Il capostipite Fantozzi (1975), diretto da Luciano Salce e campione di incassi nella stagione 1974 - 1975, ha dato vita a una saga di ampio e duraturo successo, che si è protratta con altre nove pellicole fino alla fine degli anni novanta.
Accanto all'artista hanno poi recitato svariati attori divenuti fin da subito molto popolari tra i quali si ricordano: Milena Vukotic, Anna Mazzamauro, Liù Bosisio, Plinio Fernando e soprattutto Gigi Reder, il quale ha composto con Villaggio un fortunato sodalizio riscontrabile in oltre quattordici pellicole. Allo stesso modo di Totò anche Villaggio ha effettuato incursioni nella commedia, così come nel cinema d'autore continuando in parallelo la principale attività di attore comico e scrittore satirico. Se si esclude l'Oscar a Roberto Benigni (il quale è sia interprete che regista), entrambi gli artisti sono gli unici attori comici in Italia ad aver vantato riconoscimenti di grande prestigio internazionale. Totò ha infatti ricevuto due menzioni speciali al Festival di Cannes, per le prove nei film Guardie e ladri (1951) e Uccellacci e uccellini (1966); a Villaggio sono andati rispettivamente il Leone d'oro alla carriera (1992) e il Pardo d'onore al Festival di Locarno (2000).

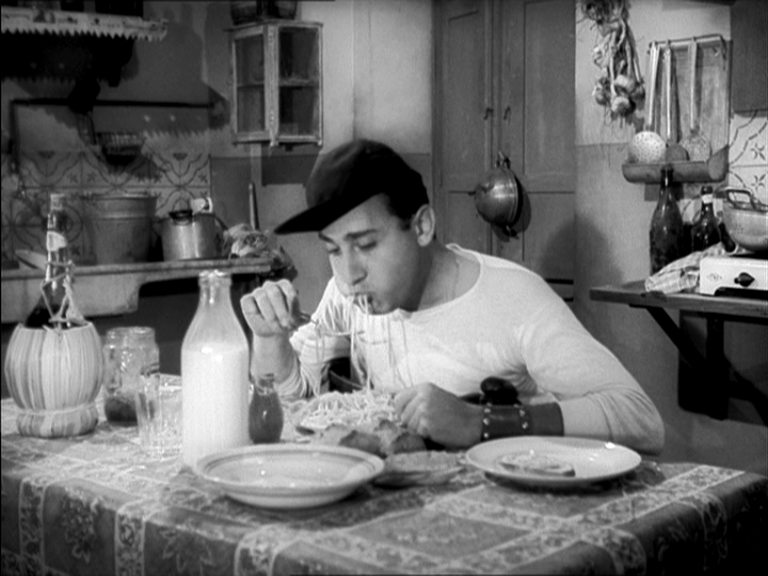
Alberto Sordi nel film Un americano a Roma (1954), per la regia di Steno

Il duo comico composto da Franco Franchi e Ciccio Ingrassia

Va anche evidenziato il grande consenso popolare avuto negli anni cinquanta da Alberto Sordi, che prima di intraprendere la strada di attore a tutto tondo ha mostrato indiscusse doti comiche nei rispettivi film Un giorno in pretura (1953) e Un americano a Roma (1954), entrambi diretti da Steno. Non è da tralasciare la popolarità del duo comico composto da Franco Franchi e Ciccio Ingrassia, che per tutti gli anni sessanta ha inanellato una serie di lungometraggi a stampo parodistico (i più diretti da Giorgio Simonelli), proponendo situazioni e gag derivanti dall'avanspettacolo e dal teatro di strada. Si segnalano, ancora, le numerose partecipazioni della coppia a molti film autoriali, mettendo la propria arte al servizio di registi quali Pier Paolo Pasolini, Vittorio De Sica e i Fratelli Taviani. Lo stesso Ingrassia lavorerà singolarmente per cineasti come Elio Petri e Federico Fellini..
Una ritrovata linfa nel contesto di tale forma artistica viene alla luce all'inizio degli anni ottanta con la comparsa di una nuova generazione di attori e registi che avrebbe, seppur con tematiche sociali differenti, continuato il percorso già tracciato dalla commedia all'italiana. Attori comici quali Roberto Benigni, Carlo Verdone, Massimo Troisi, Francesco Nuti e Maurizio Nichetti hanno proposto in maniera coeva un nuovo modo di fare comicità, passando con disinvoltura dallo sketch televisivo al cinema, presentando pellicole quasi sempre dirette e interpretate da se medesimi.

## Il cinema sociale e politico

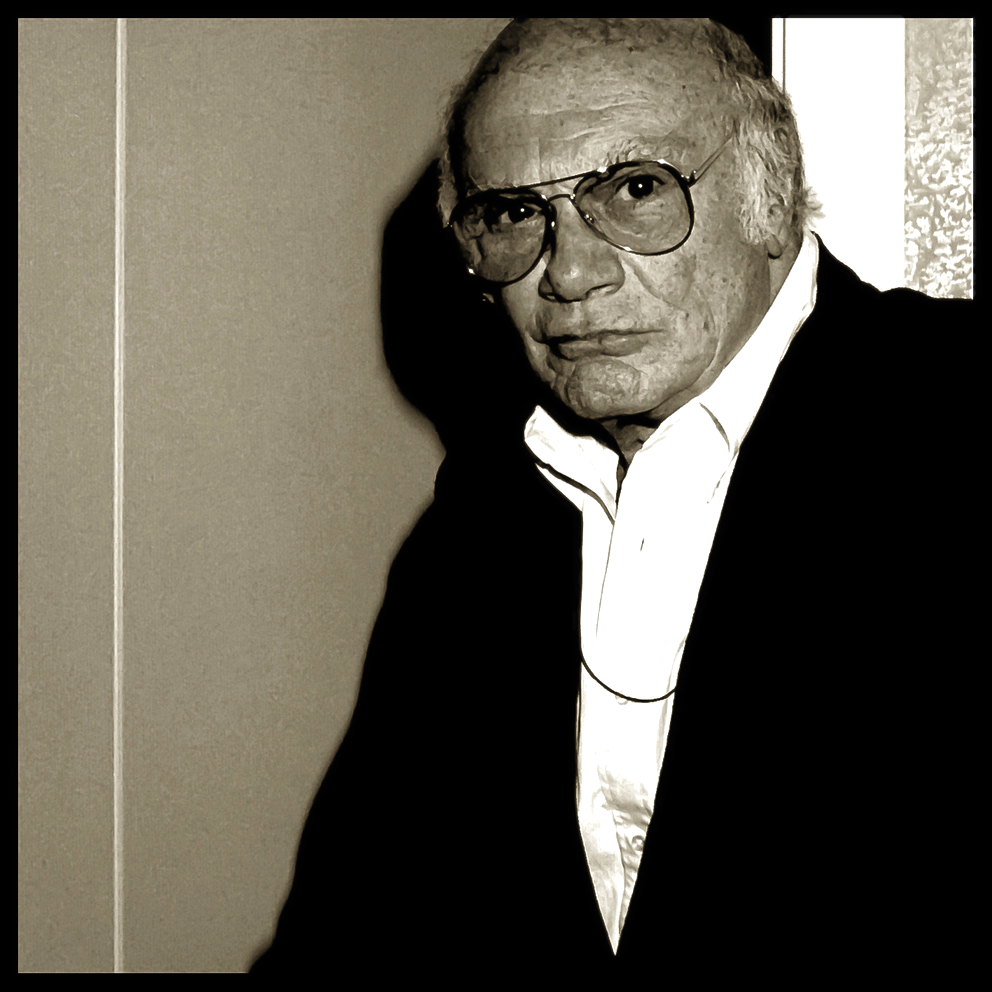
Nell'immagine il regista Francesco Rosi

Il cinema d'autore degli anni sessanta continua il proprio percorso analizzando temi e problematiche distinte. Dalle vene surreali ed esistenziali di Fellini e Antonioni si emancipa una nuova visione autoriale che vede nel cinema un mezzo ideale per denunciare corruzioni e malaffare, sia del sistema politico che del mondo industriale. Nasce così la struttura del film inchiesta che partendo dall'analisi neorealista dei fatti, aggiunge a essi un conciso giudizio critico, con il manifesto intento di scuotere le coscienze dell'opinione pubblica. Tale tipologia tocca volutamente questioni scottanti, spesso prendendo di mira il potere costituito, con l'intento di ricostruire una verità storica il più delle volte celata o negata.
Vero precursore di questo modo di intendere il mestiere del regista è l'artista napoletano Francesco Rosi. Nel 1962 inaugura il progetto dei film-inchiesta ripercorrendo, attraverso una serie di lunghi flashback, la vita del malavitoso siciliano Salvatore Giuliano. L'anno successivo dirige Rod Steiger ne Le mani sulla città (1963), nel quale denuncia con coraggio le collusioni esistenti tra i diversi organi dello Stato e lo sfruttamento edilizio a Napoli. La pellicola viene premiata con il Leone d'Oro al Festival di Venezia.

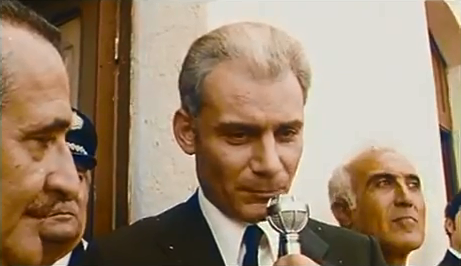
Gian Maria Volonté in Il caso Mattei (1972) di Francesco Rosi

Questi film sono generalmente considerati i capostipiti del cinema a carattere politico, che vedrà spesso la recitazione duttile e mimetica di Gian Maria Volonté. Uno dei punti di arrivo del cammino artistico di Francesco Rosi è Il caso Mattei (1972), un rigoroso documento in cui il regista cerca di far luce sulla misteriosa scomparsa di Enrico Mattei, manager del più importante gruppo statale italiano: l'Eni.
La pellicola vince la Palma d'oro al festival di Cannes e diviene (assieme al serrato Cadaveri eccellenti, 1976) un vero modello per analoghi film di denuncia prodotti sia in Italia che all'estero.

Elio Petri

I movimenti studenteschi, operai ed extra-parlamentari della fine degli anni sessanta e quelli del decennio seguente influenzeranno molte arti, in particolar modo il cinema, che ricalca sulle orme di Rosi un percorso socialmente e politicamente impegnato. In questo contesto nuovi registi continuano e potenziano l'opera del cineasta napoletano; tra questi il più attivo è l'autore romano Elio Petri, che utilizza il discorso politico in un'ottica di superamento e completamento del cinema neorealista. A questo proposito il regista romano dichiara: «Il neorealismo se non è inteso come vasta esigenza di ricerca e di indagine, ma come vera e propria tendenza poetica, non ci interessa più (...) Occorre fare i conti con i miti moderni, con le incoerenze, con la corruzione, con gli esempi splendidi di eroismi inutili, con i sussulti della morale: occorre sapere e potere rappresentare tutto ciò».
Nei primi anni sessanta lavora con Alberto Sordi nell'amara commedia Il maestro di Vigevano (1963), ispirata al romanzo di Lucio Mastronardi. Nel 1967 avvia un solidale progetto con l'attore e alter ego Gian Maria Volonté, sviluppando produzioni dal chiaro monito civile come: A ciascuno il suo (1967), tratto da un romanzo di Leonardo Sciascia, La classe operaia va in paradiso (1971), corrosiva denuncia sulla vita in fabbrica (vincitrice della Palma d'oro a Cannes) e Indagine su un cittadino al di sopra di ogni sospetto (1970). Quest'ultimo (accompagnato dall'incisiva colonna sonora di Ennio Morricone) è un asciutto thriller psicoanalitico incentrato sulle aberrazioni del potere, analizzate in chiave sulfurea e patologica. La pellicola ottiene un vasto consenso, aggiudicandosi l'anno seguente l'Oscar al miglior film straniero. Nel 1976 Petri porta al cinema un altro componimento di Sciascia, Todo modo, che racconta il cupo decadimento di una classe dirigente, rifugiatasi in un albergo-eremo, al finto scopo di praticare esercizi spirituali.
Argomenti affini al cinema d'impegno civile si ritrovano nell'opera di Damiano Damiani, che con Il giorno della civetta (1968), conosce un notevole successo. Altri lungometraggi da citare sono: Confessione di un commissario di polizia al procuratore della repubblica (1971), L'istruttoria è chiusa: dimentichi (1971), Perché si uccide un magistrato (1974) e Io ho paura (1977). Si menzionano, inoltre, Pasquale Squitieri per il film Il prefetto di ferro (1977) e Giuliano Montaldo, che dopo alcune esperienze come attore mette in scena alcune pellicole di carattere storico e politico come Gott mit uns (1970), Sacco e Vanzetti (1971) e Giordano Bruno (1973).
Di estrema importanza risulta il duro e realistico Detenuto in attesa di giudizio (1971), di Nanni Loy, con protagonista un toccante Alberto Sordi. Il film del regista sardo è una sorta di incubo kafkiano, perfettamente calato nella realtà sociale del tempo. La pellicola ha suscitato ampio scalpore, in quanto, per la prima volta, un'opera cinematografica denunciava la drammatica arretratezza del sistema giudiziario e carcerario italiano. Anni prima, lo stesso Sordi viene diretto da Alberto Lattuada nel film Mafioso (1960), uno dei primi gangster movie italiani, dove lo sguardo glaciale del regista ritrae uno spaccato della malavita siciliana freddo e amorale, privo di qualsiasi finale consolatorio.
Anche se non strettamente legato alla realtà italiana si può ricordare La battaglia di Algeri (1966), dell'autore toscano Gillo Pontecorvo. L'opera è una vibrante ricostruzione degli eventi militari che portarono l'Algeria all'indipendenza dal Colonialismo francese, rievocata con un rigore e uno stile prossimi a molti cinegiornali dell'epoca. Acclamato da critica e pubblico, Il film (Leone d'oro a Venezia), è divenuto nel tempo una delle opere italiane più conosciute nel mondo.
Nel 1969 Marlon Brando è il protagonista di un nuovo film sempre diretto da Pontecorvo: Queimada, che descrive le sopraffazioni dell'Imperialismo e la rivolta dei popoli oppressi in un paese del Sud America. Nel suo ultimo lungometraggio, l'artista pisano affronta il tema del terrorismo basco durante il franchismo in Ogro (1979), raccontando la vicenda dell'attentato all'ammiraglio e presidente del governo Luis Carrero Blanco, avvenuto nel 1973. Francesco Rosi ebbe successo con Cristo si è fermato ad Eboli (1979).
Un altro regista legato al cinema politico e d'impegno sociale è il ferrarese Florestano Vancini, che in molte realizzazioni ha coniugato la robustezza della ricostruzione storica con il resoconto di crisi sentimentali e soggettive. Tra le sue opere migliori si ricordano: La lunga notte del '43 (1960), La banda Casaroli (1962), Le stagioni del nostro amore (1966) e Il delitto Matteotti (1973).

## Il cinema d'animazione

Sopra un fotogramma di West and soda (1965) di Bruno Bozzetto

Nonostante l'Italia non abbia una grande tradizione nell'ambito del cinema d'animazione, nel corso del tempo si sono rivelati diversi autori degni d'attenzione. Il pioniere del cartone animato italiano è stato Francesco Guido, meglio conosciuto come Gibba. Subito dopo la fine della guerra, produce il primo mediometraggio animato del nostro cinema dal titolo L'ultimo sciuscià (1946), che riprende tematiche proprie del neorealismo e nel decennio seguente i lungometraggi Rompicollo e I picchiatelli, in collaborazione con Antonio Attanasi. Negli anni settanta, dopo molti documentari animati, lo stesso Gibba tornerà al lungometraggio con l'erotico Il nano e la strega (1973) e
Il racconto della giungla (1974). Interessanti anche i contributi del pittore e scenografo Emanuele Luzzati che dopo alcuni pregevoli cortometraggi, realizza nel 1976 uno dei capolavori dell'animazione italiana: Il flauto magico, basato sull'omonima opera di Mozart.
Nel 1949 il disegnatore Nino Pagot presenta al Festival di Venezia I fratelli Dinamite, uno dei primi lungometraggi animati dell'epoca, uscito nelle sale in concomitanza con La rosa di Bagdad (1949), realizzato dall'animatore Anton Gino Domeneghini. Nei primi anni cinquanta il fumettista Romano Scarpa crea il cortometraggio La piccola fiammiferaia (1953), che resta, come i due film precedenti, poco più che un caso isolato. Infatti, all'infuori di questi esempi, l'animazione italiana a cavallo degli anni cinquanta e sessanta non riesce a diventare una realtà di rilievo e rimane confinata nel settore televisivo, grazie alle varie committenze fornite dal contenitore Carosello.
Ma è con Bruno Bozzetto che il cartoon italiano raggiunge una dimensione internazionale: il suo lungometraggio d'esordio West and Soda (1965), irresistibile caricatura del genere Western, accoglie consensi sia di pubblico che di critica.
Pochi anni dopo esce la sua seconda opera dal titolo Vip - Mio fratello superuomo, distribuita nel 1968. Dopo tanti cortometraggi satirici (incentrati sulla popolare figura del "Signor Rossi") torna al lungometraggio con quello che viene considerato il suo lavoro più ambizioso: Allegro non troppo (1977). Ispirato al noto Fantasia della Disney è un film a tecnica mista, in cui gli episodi animati vengono plasmati sulle note di molti brani di musica classica. Altro disegnatore da sottolineare è l'artista Pino Zac che nel 1971 gira (sempre con tecnica mista) Il cavaliere inesistente, tratto dall'omonimo romanzo di Italo Calvino.

Sopra il film d'animazione La freccia azzurra (1996), di Enzo D'Alò

Negli anni novanta l'animazione italiana entra in una nuova fase produttiva grazie allo studio torinese Lanterna Magica, che nel 1996, con la regia di Enzo D'Alò, realizza l'intrigante favola natalizia La freccia azzurra, basata su un racconto di Gianni Rodari.
Il film è un successo e apre la strada, negli anni a venire, ad altri lungometraggi. Nel 1998 la stessa casa distribuisce La gabbianella e il gatto, diretto sempre da Enzo D'Alò e tratto da un romanzo di Luis Sepúlveda, che attira i favori del pubblico, toccando un nuovo vertice del nostro cinema animato.
D'Alò, separatosi dallo studio Lanterna Magica, dirigerà negli anni seguenti altre pellicole come Momo alla conquista del tempo (2001) e Opopomoz (2003).
Lo studio torinese distribuisce per suo conto le pellicole Aida degli alberi (2001) e Totò Sapore e la magica storia della pizza (2003), accompagnati da un buon riscontro al botteghino.
Nel 2003 esce il primo film d'animazione in computer grafica di produzione interamente italiana dal titolo L'apetta Giulia e la signora Vita, per la regia di Paolo Modugno. Da sottolineare l'opera La Storia di Leo (2007), del regista Mario Cambi, vincitore, l'anno seguente, del Giffoni Film Festival.
Nel 2010 giunge il primo film d'animazione italiano in tecnologia 3D, diretto da Igino Straffi, dal titolo Winx Club 3D - Magica avventura, tratto dall'omonima serie che ha goduto di molta fama in tutto il mondo; nel frattempo torna nelle sale Enzo D'Alò, presentando il suo Pinocchio (2012).
Nel 2012 ottiene credito presso il pubblico la pellicola Gladiatori di Roma, anch'esso girato in tecnologia 3D, seguita dal lungometraggio Winx Club - Il mistero degli abissi (2014), entrambi ancora di Igino Straffi.
Si ricorda, infine, L'arte della felicità (2013) di Alessandro Rak, pellicola realizzata a Napoli da 40 autori, tra cui soltanto 10 disegnatori e animatori dello studio Mad Entertainment, vero primato assoluto per un film cinematografico d'animazione. Per mano dello stesso studio esce Gatta Cenerentola (2017), tratto dal testo Lo cunto de li cunti di Giambattista Basile. L'opera vince due David di Donatello di cui uno agli effetti speciali divenendo il primo film d'animazione a candidarsi e a vincere in tale categoria.

## Il cinema di genere
Accanto al cinema neorealista ed esistenziale degli autori, della commedia all'italiana e di denuncia sociale, a partire dal secondo dopoguerra, si sviluppa un cinema italiano più popolare che se da una parte viene snobbato e osteggiato dalla critica, dall'altra viene accolto con entusiasmo da gran parte del pubblico, nazionale e internazionale.
Dopo aver toccato il proprio culmine negli anni sessanta e settanta del Novecento, il cinema di genere entra in declino a metà degli anni ottanta per due motivi principali: da una parte la grave crisi che colpisce tutto il cinema italiano e dall'altra l'affermazione della televisione commerciale, che in pochi anni priva le sale cinematografiche del suo pubblico abituale. Questo tipo di cinema è venuto ad affievolirsi all'inizio degli anni novanta, per poi scomparire del tutto a metà dello stesso decennio.
I generi cinematografici prodotti in Italia sono stati molteplici (variando a seconda dei decenni) e molte volte si sono incrociati tra loro, attraverso varie commistioni e fusioni. Qui di seguito è rappresentata una sommaria lista dei vari filoni cinematografici che hanno incontrato, in periodi diversi, maggior successo.

### Melodramma sentimentale

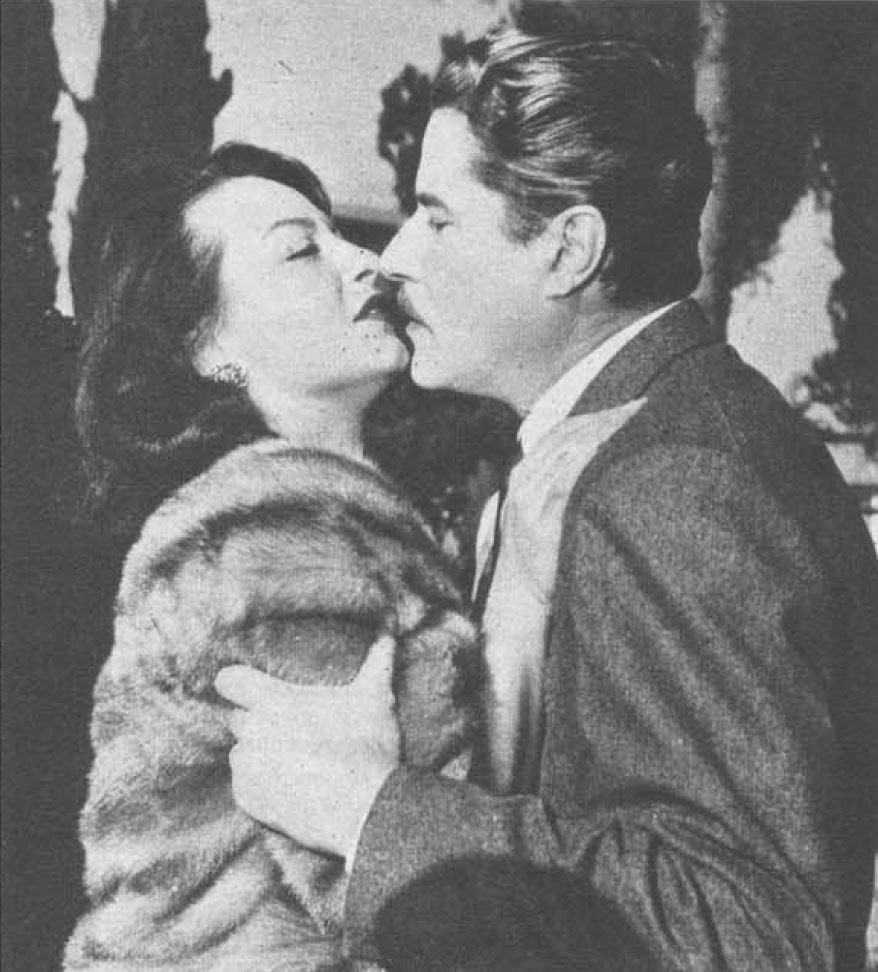
Yvonne Sanson ed Amedeo Nazzari in una foto di scena del film Catene (1949), di Raffaello Matarazzo

Fra la metà degli anni quaranta e la metà degli anni cinquanta si sviluppa il filone dei melodrammi sentimentali, detti comunemente strappalacrime (in seguito indicati dalla critica anche con il termine neorealismo d'appendice). Rispetto alle omologhe produzioni del periodo fascista, i melodrammi girati nel secondo dopoguerra sono caratterizzati da ambientazioni più realistiche, abitate da una piccola borghesia all'alba del boom economico. Le trame sono costruite attorno a giovani coppie unite dall'amore ma divise dai ceti sociali di appartenenza, con particolare insistenza sulle sofferenze, gli inganni, le vessazioni, i ricatti e le rinunce che i personaggi (soprattutto femminili) sono costretti a subire. I melodrammi sono poco o per nulla apprezzati dalla critica coeva, che li considera alla stregua di fotoromanzi cinematografici, ma il successo di pubblico è immediato e notevole.
Il regista più rappresentativo di tale filone è stato Raffaello Matarazzo, attivo già dai tempi del fascismo e prolifico autore di una serie di film sentimentali di successo, molti dei quali interpretati dalla coppia composta da Amedeo Nazzari ed Yvonne Sanson. Tra i suoi film più conosciuti vi sono Catene (1949) e Tormento (1950), che risulteranno rispettivamente il primo ed il secondo maggior incasso in Italia nella stagione cinematografica 1949-1950. Il successo si ripete con il successivo I figli di nessuno (1951), sempre interpretato dalla coppia Nazzari-Sanson. Altri suoi film da ricordare sono Chi è senza peccato... e Il tenente Giorgio (1952), Torna!, Vortice, La nave delle donne maledette e Giuseppe Verdi (1953), La schiava del peccato e Guai ai vinti (1954), L'angelo bianco (1955), L'intrusa e La risaia (1956).
Altre pellicole da citare sono: La sepolta viva (1949), Monaca santa (1949), Il bacio di una morta (1949), Core 'ngrato (1951), Inganno (1952), Bufere (1953), Noi peccatori (1953), Il vetturale del Moncenisio (1954) e Quando tramonta il sole (1956) del regista Guido Brignone. Seguono Canzone di primavera (1951), Trieste mia! (1951), Città canora (1952), Perdonami! (1953), Ti ho sempre amato! (1953), Per salvarti ho peccato (1953), Pietà per chi cade (1954) e Gli amori di Manon Lescaut (1954) di Mario Costa; Il voto (1950), L'ultima sentenza (1951), Tormento del passato (1952), I figli non si vendono (1952), Tradita (1954) e La ladra (1955) di Mario Bonnard; Persiane chiuse (1951) e La tratta delle bianche (1952) di Luigi Comencini, ed il dittico Domani è troppo tardi (1950) e Domani è un altro giorno (1951) di Léonide Moguy, che vedono come prima attrice Anna Maria Pierangeli. Degno di considerazione è il film Anna (1951) - prima produzione italiana a toccare il miliardo di lire d'incasso - del poliedrico Alberto Lattuada; un appassionato racconto femminile, recitato con sensuale abilità da Silvana Mangano.
Anche alcuni registi neorealisti si cimentarono con questo filone popolare: è il caso di Roberto Rossellini, Pietro Germi ed Antonio Pietrangeli con il film ad episodi Amori di mezzo secolo, uscito nel 1954 e da loro co-diretto assieme a Mario Chiari e Glauco Pellegrini, e Giuseppe De Santis con la pellicola Un marito per Anna Zaccheo del 1953 con protagonista Silvana Pampanini. Affronta il melodramma sentimentale anche il regista-scrittore Mario Soldati, con le pellicole La provinciale (1953) e La donna del fiume (1955), interpretate rispettivamente da Gina Lollobrigida e Sophia Loren.
Tra i molti registi che si sono cimentati in questo filone troviamo: Giorgio Bianchi, Ubaldo Maria Del Colle, Luigi Capuano, Leonardo De Mitri, Pino Mercanti, Marcello Pagliero, Sergio Grieco, Antonio Leonviola, Giuseppe Maria Scotese, Silvio Siano, Ferdinando Baldi, Carlo Borghesio, Roberto Bianchi Montero, Giuseppe Vari, Lionello De Felice, Armando Fizzarotti, Mario Sequi, Mino Roli, Mario Volpe, Mario Landi, David Carbonari, Augusto Genina, Renato May, Ernesto Grassi, Cesare Barlacchi, Leonardo Cortese, Giulio Morelli, Rate Furlan, Adelchi Bianchi, Aldo Vergano e Clemente Fracassi, ed ancora Giorgio Pastina, Enzo Di Gianni, Giovanni Paolucci, Francesco De Robertis, Sante Chimirri, Maria Basaglia, Giuseppe Guarino, Vittorio Cottafavi, Natale Montillo, Flavio Calzavara, Giorgio Capitani, Carlo Campogalliani, Luigi Chiarini, Giacomo Gentilomo, Domenico Gambino, Enzo Liberti, Armando Grottini, Anton Giulio Majano, Giorgio Walter Chili, Ferruccio Cerio, Giorgio Ansoldi, Tanio Boccia, Giuseppe Masini, Renato Borraccetti, Baccio Bandini, Giorgio Cristallini, Gianni Franciolini, Goffredo Alessandrini e Carmine Gallone.
Anche registi maggiormente legati al genere brillante realizzarono alcune pellicole rientranti nel filone strappalacrime: Carlo Ludovico Bragaglia, Mario Camerini, Nunzio Malasomma, Camillo Mastrocinque, Mario Mattoli, Giorgio Simonelli nonché due maestri della commedia all'italiana come Mario Monicelli e Steno, che si concessero una divagazione melò con la pellicola Le infedeli, uscita nel 1953; persino Totò fece un'incursione in tale filone con Yvonne la Nuit (1949) di Giuseppe Amato, uno dei suoi pochissimi film a carattere drammatico.
Anche Riccardo Freda, Duilio Coletti, Marino Girolami, Pietro Francisci, Giorgio Ferroni, Renato Castellani e Sergio Corbucci, prima di prendere strade diverse nell'ambito del cinema di genere, hanno diretto (specialmente negli anni cinquanta) pellicole rientranti nel filone melò, alcune delle quali derivanti da famosi romanzi d'appendice oppure ispirate a canzoni popolari di quel periodo (un altro modo di riferirsi a questi film era infatti Canzoni sceneggiate) od a fatti di cronaca dell'epoca.
Nel decennio successivo il melodramma tenterà di aggiornarsi ai gusti del pubblico. I film di questo periodo hanno come argomento storie di minori con genitori distaccati o in procinto di separarsi, destinati a morire per una disgrazia o una malattia (tra gli attori del tempo, l'interprete più famoso è Renato Cestiè, protagonista di titoli di successo come L'ultima neve di primavera e L'albero dalle foglie rosa). Altri copioni raccontano coppie in crisi che ritrovano l'amore, prima di essere nuovamente separate da un destino avverso. Capostipiti di questo revival sono Incompreso (1966), di Luigi Comencini e Anonimo veneziano (1970), di Enrico Maria Salerno, speculare per temi e propositi alla pellicola americana Love Story (1970). La popolarità dei due film dà il via a una serie di imitazioni, più o meno esplicite, lungo tutti gli anni settanta ed ottanta.
A partire dagli anni novanta, in seguito alla crisi del cinema di genere italiano, il filone sentimentale è scomparso quasi del tutto dal grande schermo (tra le poche eccezioni si può citare Va' dove ti porta il cuore di Cristina Comencini del 1996), trovando al contempo però grande spazio in televisione attraverso molte fiction, anche se in seguito, negli anni 2000, lo stesso ha conosciuto un'effimera rinascita anche al cinema, grazie a diversi film sentimentali (rivolti perlopiù ad un pubblico giovanile), alcuni dei quali tratti dai romanzi di Federico Moccia (Tre metri sopra il cielo, Ho voglia di te).

### Peplum

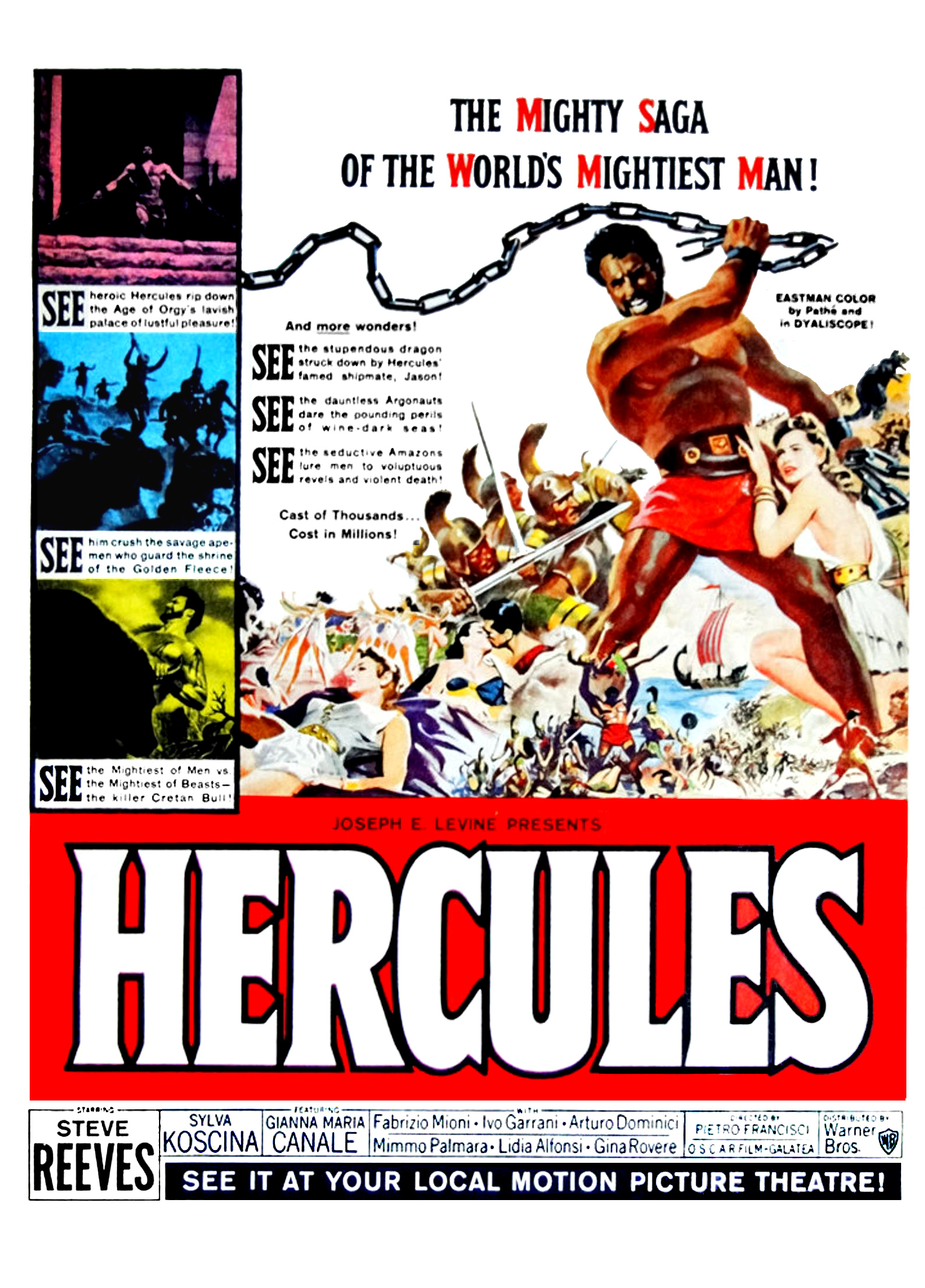
Fiano pubblicitario statunitense del film Le fatiche di Ercole (1958) di Pietro Francisci.

Gino Leurini e Leonora Ruffo in una scena del film Le meravigliose avventure di Guerrin Meschino (1952) di Pietro Francisci.

Al filone del peplum appartengono numerosi film nati sulla scia del successo di kolossal hollywoodiani come Quo vadis (1951) e prodottisi in Italia dalla metà degli anni cinquanta fino alla fine del decennio successivo. Il brusco sviluppo di film americani girati in costume negli stabilimenti di Cinecittà ha generato una serie ininterrotta di imitazioni, portando sullo schermo pellicole di produzione italiana. Tali opere sono ambientate perlopiù nell'antichità e hanno come argomento accadimenti riguardanti fatti mitologici, storici o biblici.
Tra i titoli di maggiore successo troviamo: Ulisse (1954) di Mario Camerini, Ercole al centro della Terra (1961) di Mario Bava, La regina di Saba (1952), Attila (1954), Le fatiche di Ercole (1958) ed Ercole e la regina di Lidia (1959) di Pietro Francisci. Queste pellicole narrano le gesta di potenti eroi mitologici come Ercole, Golia, Maciste, Sansone o Ursus e delle loro imprese epiche. Interpretati da attori americani con esperienze da body-builder come Gordon Scott, Steve Reeves, Mickey Hargitay e Brad Harris, i forzuti entrano ben presto nell'immaginario collettivo. Alcune trame unite ai primitivi effetti speciali hanno contribuito ad etichettare da parte della critica, alcune volte, queste opere come mere riproposizioni dei più abbienti prodotti hollywoodiani. Una delle maggiori produzioni è rappresentata dal kolossal Fabiola (1949), di Alessandro Blasetti, uno dei maggiori sforzi produttivi del dopoguerra che grazie alla sua magniloquenza viene presto visionato anche all'estero, stabilendo (dai tempi di Cabiria) un nuovo primato commerciale.
Analogo al peplum è il genere del cappa e spada (prodotto in Italia dalla metà degli anni quaranta alla metà degli anni ottanta), in cui si inseriscono film storici ambientati in epoche successive all'antichità (medioevo, Rinascimento, XIX secolo ecc..). Questi film narrano gesta di uomini e donne realmente esistiti, oppure vedono protagonisti i personaggi della narrativa avventurosa o dei romanzi epico-cavallereschi.

### Film musicali

Ettore Giannini, autore del film Carosello napoletano (1953), unico musical cinematografico italiano ad aver ricevuto riconoscimenti di prestigio internazionale

La cinematografia italiana risulta pressoché estranea al genere del musical, che in maniera opposta ha avuto ampio richiamo negli Stati Uniti e in altri Paesi europei. Tra i pochi film italiani ascrivibili al genere si può citare Carosello napoletano (1953) di Ettore Giannini, interpretato tra gli altri dal cantante Giacomo Rondinella e da un'esordiente Sophia Loren.
La pellicola è una versione cinematografica dell'omonima opera teatrale, portata al successo in molti paesi d'oltreoceano.
Questo insolito film-rivista, aiutato da procedimenti stilistici piuttosto originali (con le scenografie di Mario Chiari e la fotografia di Giorgio Sommer), fonde l'eredità colta del vedutismo con l'ingenuità surreale degli ex voto, mescolando regia teatrale e cinematografica con ambizioni proprie del musical hollywoodiano.
In virtù di queste caratteristiche, il lungometraggio riceve, nella primavera dello stesso anno, il Prix International al Festival di Cannes.
Dalla fine degli anni cinquanta e fino a tutti gli anni settanta, si sviluppa con notevole fortuna il sottofilone dei cosiddetti musicarelli, che prevedono l'ingaggio e la partecipazione di numerosi cantanti di musica leggera, con l'unico intento di trasformare gli artisti in autentiche star del grande schermo. Queste produzioni (il più delle volte commedie a carattere sentimentale) vedono come protagonisti i cantanti italiani più in voga come Adriano Celentano, Mina, Little Tony, Rita Pavone, Gianni Morandi, Caterina Caselli, Iva Zanicchi, Domenico Modugno e Claudio Villa, i quali, tra una sequenza e l'altra, propongono le varie hits del momento. L'operazione si rivela un successo, consolidando la fama di molte voci italiane, soprattutto di Gianni Morandi e Rita Pavone, che più di tutti incarnavano l'allegria e la spensieratezza del mondo degli adolescenti. Tra i titoli più rappresentativi si ricordano: Primo applauso (1957) di Pino Mercanti, I ragazzi del juke-box (1959) e Urlatori alla sbarra (1960), di Lucio Fulci, In ginocchio da te (1964), di Ettore Maria Fizzarotti e Rita la zanzara (1966), per la regia di Lina Wertmüller.

### Fantascienza

Un'immagine del film Terrore nello spazio (1965) di Mario Bava

Per quanto non molto ricordato, il cinema italiano ha saputo esprimere un proprio filone di fantascienza, sebbene realizzato in maniera assai più artigianale rispetto a quello hollywoodiano, di cui è rimasto prevalentemente al traino. Se si escludono pellicole del periodo del muto e film farseschi come Mille chilometri al minuto! (1939), Baracca e burattini (1954) e Totò nella luna (1958), la fantascienza "made in Italy" si sviluppa a partire dagli anni cinquanta quando, venuto meno il protezionismo del regime, il mercato italiano viene invaso dai blockbuster d'oltreoceano. Tra i primi registi a cimentarsi nel genere si segnalano Paolo Heusch con La morte viene dallo spazio (1958) e Riccardo Freda con Caltiki, il mostro immortale (1959).
Tra gli autori emerge soprattutto il regista Antonio Margheriti, che si distingue nell'ambito dell'avventura spaziale. Margheriti - quasi sempre sotto lo pseudonimo di Anthony M. Dawson - è stato autore di numerosi film di genere dal solido impianto tecnico e realizzativo, seppur minati da pesantissimi limiti di budget. Il suo lungometraggio dal titolo Space Men (1960) è uno dei primi esempi di "space opera" del cinema italiano, cui seguono Il pianeta degli uomini spenti (1961) e il ciclo della stazione spaziale Gamma Uno (composto da quattro film girati contemporaneamente in 12 settimane e distribuiti tra il 1965 e il 1967). Nonostante il livello degli effetti speciali sia di basso costo, le opere di Margheriti riescono a riscuotere una certa attenzione in Italia e all'estero, contribuendo all'espansione del filone. Su questa scia si muovono Ubaldo Ragona, Carlo Ausino e Pietro Francisci. Nel corso degli anni sessanta queste produzioni crescono a dismisura, con la peculiarità di fondersi frequentemente con altri generi o sottogeneri, come quello dell'orrore e dello spionaggio.
Un chiaro esempio è il fanta-horror Terrore nello spazio (1965), del cineasta Mario Bava, che mescola con creatività atmosfere proprie dell'horror e della fantascienza.

Marcello Mastroianni in una scena de La decima vittima (1965) di Elio Petri

Il genere ha inoltre catturato l'attenzione di altri cineasti, alcuni dei quali propriamente ascrivibili al cinema d'autore. Elio Petri dirige nel 1965 La decima vittima - basato su un racconto di Robert Sheckley - mentre Marco Ferreri porta sullo schermo l'apocalittico Il seme dell'uomo (1969), dove il pessimismo dell'autore si trasforma in una feroce critica verso tutta la comunità umana. Nello stesso periodo il cinema italiano di fantascienza viene a incrociarsi con quello della satira sociale, offrendo in questo ambito alcuni contributi originali. Esempi di questo tipo sono Omicron (1963) di Ugo Gregoretti, Il disco volante di Tinto Brass (1964) e la bizzarra commedia fantapolitica Colpo di stato (1969), diretta dal regista Luciano Salce.
Dalla fine degli anni settanta - esauritasi la spinta contestatrice - la produzione vira verso temi più avventurosi, spensierati e infantili. Tra le opere più emblematiche del periodo viene citata Scontri stellari oltre la terza dimensione (1978), di Luigi Cozzi, uscita a poca distanza dal primo episodio di Guerre stellari (1977), diretto da George Lucas e promosso come risposta italiana a tale film, nonostante risultasse, per gli standard hollywoodiani, chiaramente un B movie. Non va dimenticato lo sviluppo di vari sottogeneri come la fantascienza apocalittica e post atomica che ha visto impegnare, nei primi anni ottanta, numerosi registi italiani. Il capostipite di tali action futuristici è 1990 - I guerrieri del Bronx (1982), girato da Enzo G. Castellari; autore che, nel corso del tempo, ha diretto agevolmente variegate pellicole, ottenendo all'estero una certa visibilità.
Dopo una produzione commerciale relativamente ricca di film a basso costo, negli anni novanta si distingue Nirvana (1997), di Gabriele Salvatores, una pellicola ispirata al cyberpunk che costituisce la produzione cinematografica di fantascienza italiana più costosa di sempre e quella di maggiore successo commerciale. Salvatores torna a testare il genere nel 2014 con il film drammatico-fantascientifico Il ragazzo invisibile. Nel 2016 ottiene risalto la pellicola Lo chiamavano Jeeg Robot, dell'esordiente Gabriele Mainetti.

### Western

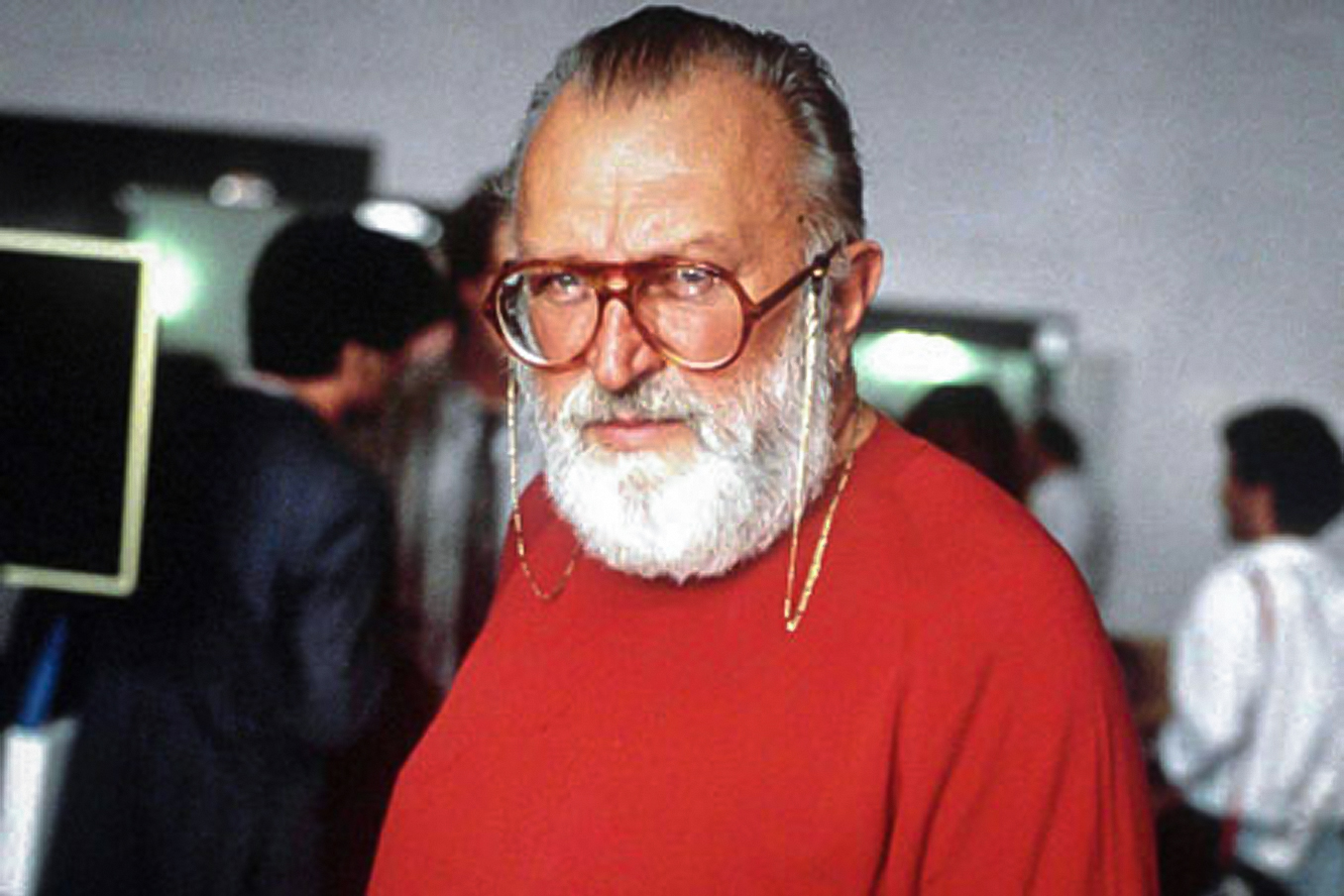
Sergio Leone sul set di C'era una volta in America

Sergio Leone è unanimemente considerato il precursore del cinema western all'italiana. Figlio del cineasta Roberto Roberti, intraprende la professione come aiuto regista in varie produzioni hollywoodiane, debuttando alla regia con il peplum Il colosso di Rodi (1961). Tre anni più tardi, sulle orme dei grandi maestri americani, si dedica al genere western lanciando nelle sale il film Per un pugno di dollari (1964), seguito da Per qualche dollaro in più (1965) e da Il buono, il brutto, il cattivo (1966). Queste produzioni, tutte interpretate dall'attore americano Clint Eastwood, vengono comunemente denominate la trilogia del dollaro.
La forza innovativa di tali pellicole risiede nel rifiuto del western americano tradizionale, non più incentrato su trame sentimentali, sul mito della frontiera o sulle guerre con gli indiani ma su eroi cinici e disincantati, avvolti in un mondo dove conta solo la violenza e la sopraffazione. Tutto ciò è rafforzato da uno stile registico irreale e iperbolico, perfettamente coadiuvato dalle colonne sonore di Ennio Morricone. È l'inizio di un nuovo modo di concepire il genere, tutto giocato sulla forza dei primi piani che svelano la crudele ieraticità degli attori e conquistano il pubblico con la forza di un pugno nello stomaco.
La qualità filmica della trilogia raggiunge il suo vertice con Il buono, il brutto, il cattivo: una sorta di aggiornamento de La grande guerra di Mario Monicelli e raccontato mescolando toni picareschi a momenti di grande lirismo.
A questo trittico seguiranno il kolossal epico C'era una volta il West (1968), girato in parte nella Monument Valley, e Giù la testa (1971), che risente esplicitamente del clima della contestazione. Sergio Leone, snobbato all'epoca da buona parte della critica, viene oggi celebrato come uno dei registi italiani più noti e acclamati nel mondo.

Franco Nero in Django (1966) di Sergio Corbucci

Il successo mondiale dei film di Leone apre la strada a una moltitudine d'imitazioni made in Italy (circa cinquecento pellicole spalmate in quindici anni), alcune delle quali hanno riscontrato un notevole seguito sia nazionale che estero. È il caso del lungometraggio Django (1966), diretto da Sergio Corbucci. Django (primo western italiano vietato ai minori di diciotto anni) ha conosciuto una larga fortuna oltre oceano, lanciando il divo e primo attore Franco Nero. Il film ha dato vita a una miriade di imitazioni e un solo sequel originale: Django 2 - Il grande ritorno (1987), per la regia di Ted Archer. Tra i volti italici più noti del western all'italiana, oltre a Franco Nero, si menzionano: Giuliano Gemma, Fabio Testi e Gian Maria Volonté.

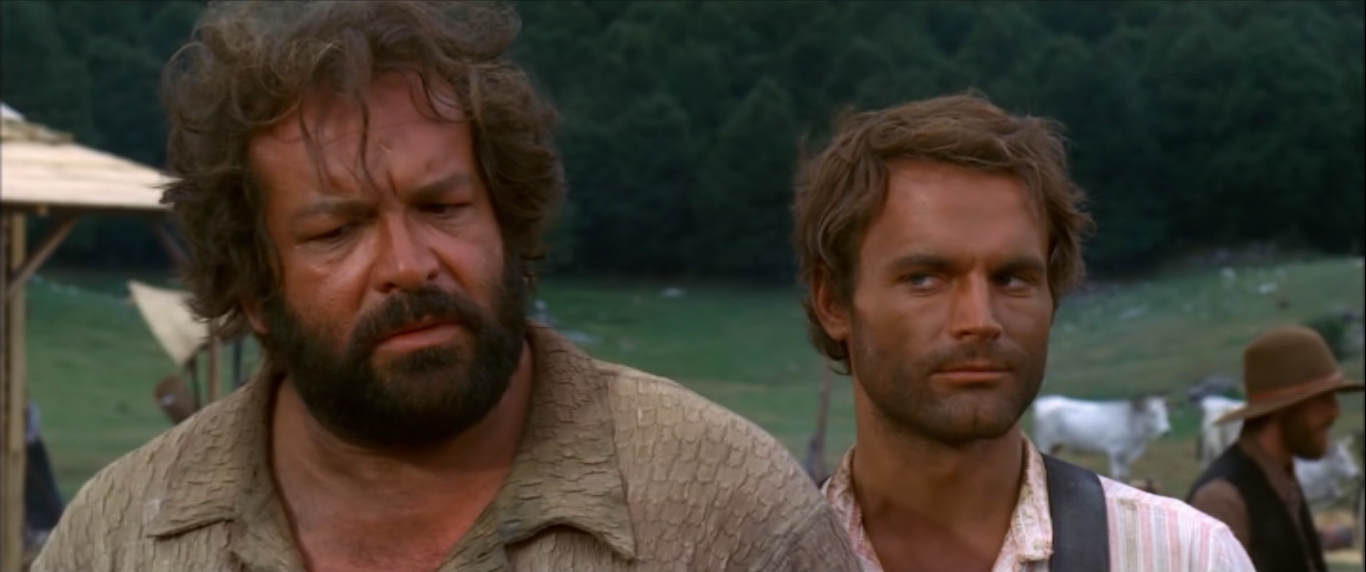
Bud Spencer e Terence Hill in una scena di Lo chiamavano Trinità... (1970) di E.B. Clucher

Altre pellicole rientranti nella medesima categoria sono: Duello nel Texas (1963), di Mario Caiano, Il grande silenzio (1969) e Vamos a matar compañeros (1970), sempre di Sergio Corbucci, La resa dei conti (1966), Faccia a faccia (1967) e Corri uomo corri (1968), di Sergio Sollima, Quién sabe? (1966), di Damiano Damiani, Una pistola per Ringo (1965), Il ritorno di Ringo (1966) e Viva la muerte... tua! (1972), di Duccio Tessari. Dello stesso tenore sono i lungometraggi Arizona Colt (1966), di Michele Lupo, Sugar Colt (1966), di Franco Giraldi, I giorni dell'ira (1967), di Tonino Valerii, T'ammazzo!... Raccomandati a Dio (1968), di Osvaldo Civirani e Tepepa (1968) di Giulio Petroni. Negli anni settanta si evidenziano: Matalo! (1970), di Cesare Canevari, Ehi amigo... sei morto! (1970), di Paolo Bianchini, La vendetta è un piatto che si serve freddo (1971), di Pasquale Squitieri, Keoma (1976), di Enzo G. Castellari, I quattro dell'apocalisse (1975) e Sella d'argento (1978), di Lucio Fulci.
Al filone degli spaghetti-western si ricollegano le movimentate commedie scritte e dirette dal regista Enzo Barboni (firmatosi sempre con lo pseudonimo di E.B. Clucher) e con protagonisti gli attori Bud Spencer e Terence Hill (nomi d'arte degli italiani Carlo Pedersoli e Mario Girotti). I due film più importanti del duo, che coniugano con simpatia risate e scene d'azione, sono Lo chiamavano Trinità... (1970) e il seguito ...continuavano a chiamarlo Trinità (1972), quest'ultimo è risultato campione d'incassi nella stagione cinematografica 1971-1972. Entrambi gli attori, su proposta del regista Ermanno Olmi, vengono insigniti, nel 2010, del David di Donatello alla carriera. Da menzionare il crepuscolare e ibrido Il mio nome è Nessuno (1973), per la regia di Tonino Valerii. La pellicola, prodotta da Sergio Leone e interpretata da Terence Hill ed Henry Fonda, unisce l'epicità di opere come C'era una volta il West con elementi tipici della farsa e della commedia.

### Giallo, thriller e horror

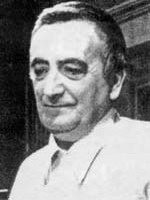
Mario Bava

Grande rilevanza assumono le categorie del thriller e dell'horror, che proprio in Italia hanno avuto, a partire dal protogiallo prima e dagli anni Sessanta poi, un notevole successo, protrattosi felicemente per almeno tre decenni. I registi italiani che si sono cimentati in queste produzioni sono stati fonte d'ispirazione per un'intera schiera di cineasti internazionali tra i quali si ricordano: Brian De Palma, Tim Burton e Quentin Tarantino.

Dario Argento

I due autori di maggior rilievo sono stati Mario Bava e Dario Argento. Il primo, direttore della fotografia passato alla regia, ha attuato un deciso presupposto per creare un vero horror di qualità, rivelandosi, al tempo stesso, un notevole narratore di immagini, colto e raffinato. Basilare per lo sviluppo del genere è il suo film d'esordio La maschera del demonio (1960), la cui trama prende spunto dal racconto Il Vij di Nikolaj Vasil'evič Gogol', che tratteggia la figura del vampiro in maniera inconsueta e originale, in aperta opposizione a quella dell'iconografia tradizionale. La ricercata fotografia, gli innovati effetti speciali e il fascino misterioso dell'attrice Barbara Steele contribuiscono a creare un soggetto gotico molto personale, venendo più volte elogiato da molta critica inglese e francese.
Altri titoli fondamentali della sua filmografia sono: La frusta e il corpo (1962), I tre volti della paura (1965), Operazione paura (1966) e l'antesignano del moderno slasher Reazione a catena (1971).
Dario Argento, ideale continuatore di certe atmosfere baviane, ha avuto il merito di trainare l'horror italiano verso il grande pubblico, riscontrando successo per tutti gli anni settanta e ottanta. La poesia macabra di Argento è resa tale da una sapiente miscela che varia dal thriller all'horror di natura fantastica, con lungometraggi che sono tuttora presi a modello sia dal punto di vista estetico che da quello narrativo.
Pur avendo attinto da pellicole come La ragazza che sapeva troppo (1963) e Sei donne per l'assassino (1964) di Mario Bava, Argento, nelle sue opere migliori, ha saputo emanciparsi dal suo maestro grazie a un uso incalzante del montaggio in combinazione a colonne sonore rimaste negli annali (fondamentale la collaborazione con il gruppo musicale dei Goblin). Opere come L'uccello dalle piume di cristallo (1970) e Profondo rosso (1975), hanno imposto figure e maniere (killer con impermeabile nero, soggettive dell'assassino, telefonate misteriose etc..) ampiamente riprese da tutto il thriller italiano e internazionale.
Tra i vari titoli della sua filmografia si ricordano: Il gatto a nove code (1971), 4 mosche di velluto grigio (1971), Suspiria (1977), Inferno (1980), Tenebre (1982), Phenomena (1985) ed Opera (1987).

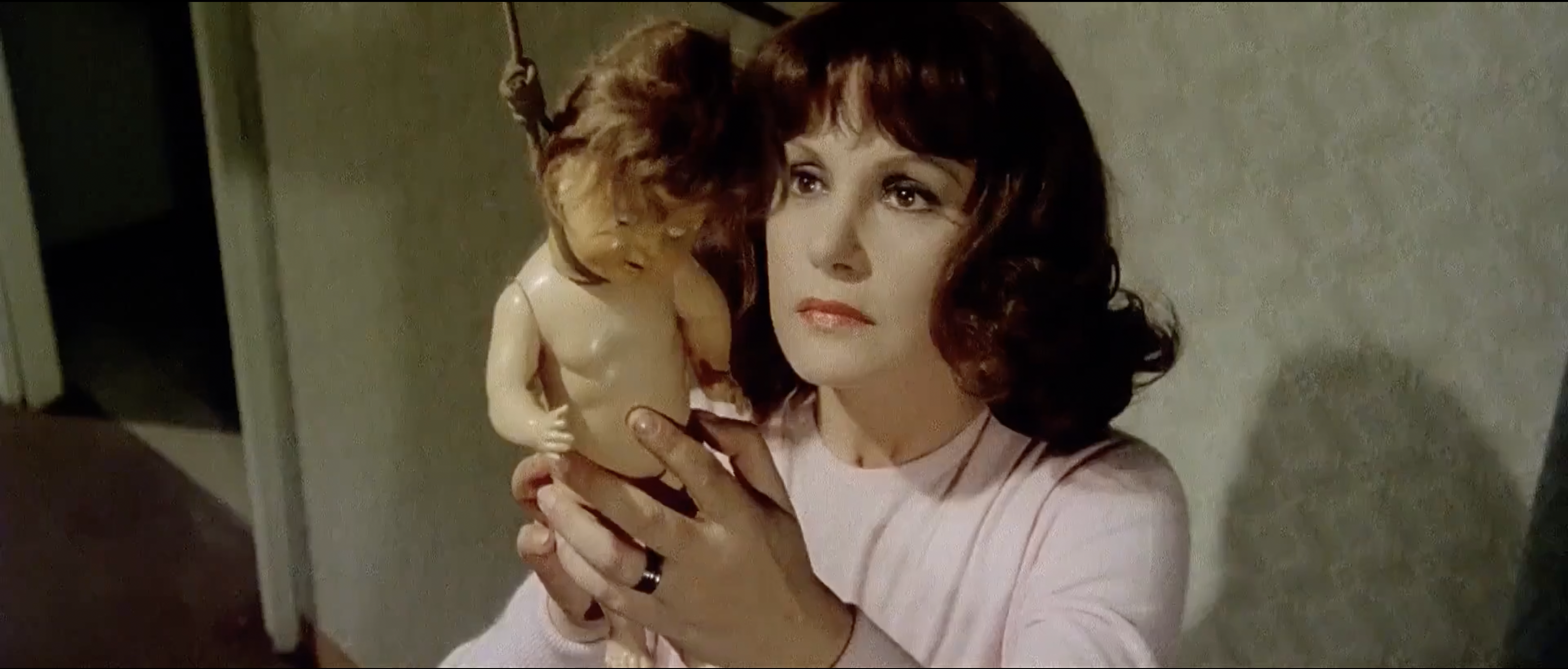
Giuliana Calandra in Profondo rosso (1975) di Dario Argento

Un altro pioniere è l'artista Riccardo Freda, che con il gotico I vampiri (1956), diviene il primo regista italiano, dell'epoca del sonoro, a dirigere un film dal solido impianto horror. Altri suoi lungometraggi da segnalare sono L'orribile segreto del dr. Hichcock (1962) e Lo spettro (1963). Sempre negli anni sessanta si registrano la pellicole Il mulino delle donne di pietra (1960), di Giorgio Ferroni e Danza macabra (1964), di Antonio Margheriti, dove l'eleganza classica della messa in scena fonde il romanticismo macabro con temi sessuali morbosi e suggestivi.
Nell'ambito di questi due generi, tuttavia, intorno agli anni settanta si sviluppa un'ondata di registi che ha reinventato diverse forme di cinema horror lasciando contributi di assoluto rilievo. Fra i tanti è possibile ricordare Lucio Fulci con le opere Una lucertola con la pelle di donna (1971), Non si sevizia un paperino (1972), che gli fanno guadagnare dalla stampa francese gli appellativi di poeta del macabro e Godfather of gore. La critica italiana, viceversa, ha rivalutato le opere fulciane solo in tempi recenti, considerando molti suoi film veri e propri capisaldi del genere splatter.

Un fotogramma de La casa dalle finestre che ridono (1976) di Pupi Avati.

Non passa inosservato il regista bolognese Pupi Avati che si mette in evidenza con le pellicole La casa dalle finestre che ridono (1976) e Zeder (1983). Si segnalano ulteriormente le opere di Ubaldo Ragona con L'ultimo uomo della Terra (1963) e Francesco Barilli che dirige Il profumo della signora in nero (1974). Si possono menzionare ancora: Sergio Martino per i film Lo strano vizio della signora Wardh (1970) e I corpi presentano tracce di violenza carnale (1972), Ruggero Deodato con La casa sperduta nel parco (1980), Pasquale Festa Campanile per la pellicola Autostop rosso sangue (1977), Aldo Lado con La corta notte delle bambole di vetro (1971) e Chi l'ha vista morire? (1972) e Massimo Dallamano nei seguenti Cosa avete fatto a Solange? (1972) e Il medaglione insanguinato (1974).
Nel decennio successivo si mette in mostra Lamberto Bava (figlio di Mario), presentando numerosi lungometraggi che virano decisamente verso l'horror e lo splatter. Tra i molti si riportano: Macabro (1980), La casa con la scala nel buio (1983), il dittico Dèmoni (1985) e Dèmoni 2... L'incubo ritorna (1986), Morirai a mezzanotte (1986) e il remake de La maschera del demonio (1989).
Analogamente si mette in evidenza Michele Soavi, autore di numerosi film prodotti dal cineasta Dario Argento. Tra le sue opere più note vi sono: Deliria (1987), La chiesa (1989), La setta (1991) e Dellamorte Dellamore (1994). Lo stesso Federico Fellini si è concesso un'intrigante divagazione horror nel segmento Toby Dammit, facente parte del film a episodi Tre passi nel delirio (1967), seguito, un anno dopo, da Elio Petri con l'opera un tranquillo posto di campagna (1968).

#### Il sottogenere splatter

Una scena del film Zombi Holocaust (1979) di Marino Girolami

Nel corso degli anni settanta il cinema horror sconfina nello splatter e nel gore, dando vita a diversi sottogeneri, lontani per trame e ambientazioni ma equiparati dalla presenza di effetti grandguignoleschi dal grande impatto emotivo.
Suscita interesse internazionale il genere cannibalistico (o cannibal movie), avviato da Umberto Lenzi con Il paese del sesso selvaggio (1972).
L'idea di ambientare storie horror/avventurose in scenari esotici e solari si rivela vincente, soprattutto sotto il profilo commerciale, tanto da far sviluppare negli anni successivi un vero e proprio filone.
Esempi ne sono La montagna del dio cannibale (1978), di Sergio Martino, e il trittico Mangiati vivi! (1979), Cannibal Ferox (1980) e Incubo sulla città contaminata (1980), ancora di Umberto Lenzi (precursore quest'ultimo, secondo il critico Filippo Rigobello, di film come 28 giorni dopo e 28 settimane dopo).
Sullo stesso raggio d'azione troviamo: Zombi Holocaust (1979), di Marino Girolami, Emanuelle e gli ultimi cannibali (1977) e Antropophagus (1980), di Joe D'Amato, Ultimo mondo cannibale (1977) e Cannibal Holocaust (1980), di Ruggero Deodato. Quest'ultimo lungometraggio ha avuto numerosi strascichi polemici per via dell'estrema violenza impartita realmente a molti animali. Condannato e sequestrato più volte è tornato nuovamente in circolazione con appositi tagli di censura. Negli stessi anni, si ritaglia una qualche attenzione il sottofilone nazi-erotico (anche conosciuto come nazisploitation), impostato sul binomio vittime-carcerieri che ha avuto nei film La svastica nel ventre (1977), di Mario Caiano, La bestia in calore (1977), di Luigi Batzella e Le lunghe notti della Gestapo (1977), di Fabio De Agostini, un certo quanto effimero risalto. Tali compiacimenti nel mostrare efferatezze di ogni tipo hanno avuto un diretto antecedente nel semidocumentario Mondo cane (1961), diretto da Gualtiero Jacopetti, Paolo Cavara e Franco Prosperi, che in virtù delle curiose sequenze e delle violenze rappresentate ha riscosso un successo addirittura internazionale.
Nel corso degli anni ottanta, questi film d'eccezione diventano una regola. Non a caso vengono prodotte decine di pellicole thriller/horror di bassa qualità (all'epoca si preferiva usare la definizione "Serie Z", analoga al B-movie), spesso seguiti apocrifi di famosi film statunitensi.
Gli scarsi mezzi produttivi non hanno impedito a tali film di conquistarsi, nel tempo, un'ampia schiera di estimatori.

### Poliziesco

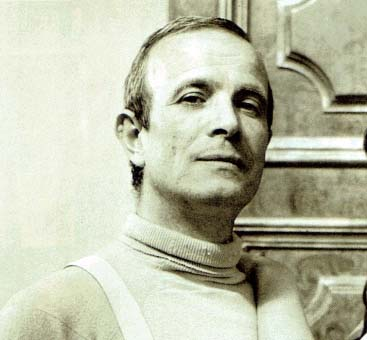
Il regista Fernando Di Leo

Altro genere di successo prodotto in Italia tra la metà degli anni sessanta ed i primi anni ottanta è il cosiddetto poliziesco all'italiana (in gergo poliziottesco), che racconta storie di esponenti delle forze dell'ordine dai metodi poco ortodossi, talvolta non tanto differenti da quelli dei loro antagonisti. Codeste figure sono alle prese con delinquenti, terroristi e organizzazioni criminali e agiscono sullo sfondo delle principali città italiane come Roma, Milano, Napoli, Torino, Palermo, Genova ed altre ancora. Protagonisti di questi lungometraggi possono essere, altresì, normali cittadini, sovente vittime di episodi criminosi che, di fronte all'inefficienza e alla lentezza della giustizia, agiscono in solitudine, divenendo una sorta di vendicatori in lotta contro il crimine.
I film in questione, carichi di azione e violenza, hanno evidenti richiami a fatti di cronaca nera. Non bisogna dimenticare che tali operazioni risentivano del clima angusto formatosi durante gli anni settanta (periodo in cui il filone raggiunse il suo apice), caratterizzato dagli anni di piombo e dalla strategia della tensione. In questo contesto, la diffusione del poliziesco ha generato nel pubblico una forte ascendenza, spingendo numerosi registi a intraprendere la strada del cinema di genere. Al contrario la critica tende, fin da subito, a ridimensionare la portata del fenomeno nonché la qualità artistica di tali prodotti, denigrandone esplicitamente i contenuti; spesso bollati come qualunquisti se non addirittura eversivi.

Maurizio Merli in un segmento del film Il cinico, l'infame, il violento (1977) di Umberto Lenzi

Bisogna, inoltre, aggiungere come la diffusione del poliziesco sia mutuata dall'esplosione precedente del genere western, di cui ne riprende, in parte, stili e contenuti. A mutare è solo il paesaggio che vira bruscamente dal mondo rurale ai bassifondi urbani dove la continua lotta tra bene e male non è altro che una moderna riproposizione dei tipici duelli in salsa western. La critica individua nei film Svegliati e uccidi (1966) e Banditi a Milano (1968), entrambi per la regia di Carlo Lizzani, i diretti antesignani del relativo filone. Il primo film narra le vicende del bandito Luciano Lutring, mentre la seconda opera prende spunto dalle imprese criminali operate in Lombardia dall'allora banda Cavallero.
Uno dei principali artefici della fortuna del poliziesco italiano è senz'altro Fernando Di Leo, che in più occasioni, con film come Milano calibro 9 (1972), La mala ordina (1972) ed Il boss (1973), ha saputo creare un cinema di genere maturo ed efficace. Autore di alcuni dei più interessanti film noir italiani, è stato oggetto negli anni 2000 di un'autentica riscoperta critica, venendo tutt'oggi considerato un maestro del cinema di azione. Si ricorda, inoltre, l'atipico noir on the road Cani arrabbiati (1974), del regista Mario Bava. La pellicola, cinica, iperviolenta e beffarda, viene subito bloccata per fallimento dal produttore, per poi essere rimontata e doppiata negli anni novanta, facendone uscire sul mercato almeno sei versioni differenti. Altri registi da annoverare tra i protagonisti del genere sono: Stefano Vanzina, Umberto Lenzi, Stelvio Massi, Sergio Grieco, Marino Girolami, Mario Caiano, Enzo G. Castellari, Massimo Dallamano e Tonino Valerii. Tra gli attori hanno avuto fortuna interpreti come Enrico Maria Salerno, Franco Nero, Gastone Moschin, Mario Adorf, Maurizio Merli, Tomas Milian, Luc Merenda, Antonio Sabàto, Ray Lovelock, Fabio Testi e Franco Gasparri.

Tomas Milian nel film Squadra volante (1974) di Stelvio Massi

Opere come La polizia ringrazia (1972), Torino nera (1972), Camorra (1972), La polizia incrimina, la legge assolve (1973), Milano trema: la polizia vuole giustizia (1973) Il cittadino si ribella (1974), Milano odia: la polizia non può sparare (1974), Un uomo, una città (1974), Roma violenta (1975), Mark il poliziotto (1975), Vai gorilla (1975) ed ancora Il giustiziere sfida la città (1975), La città sconvolta: caccia spietata ai rapitori (1975), La polizia accusa: il Servizio Segreto uccide (1975), Roma a mano armata (1976), Milano violenta (1976), Napoli violenta (1976), Il grande racket (1976), Italia a mano armata (1976), Paura in città (1976), Quelli della calibro 38 (1976), La banda del gobbo (1977), La via della droga (1977), Napoli spara! (1977), Poliziotto sprint (1977), La belva col mitra (1977), Io ho paura (1977), Torino violenta (1977), Napoli si ribella (1977), Poliziotto senza paura (1978), Un poliziotto scomodo (1978), Il commissario di ferro (1978), Corleone (1978), Sbirro, la tua legge è lenta... la mia... no! (1979), Da Corleone a Brooklyn (1979), Un uomo in ginocchio (1979), Luca il contrabbandiere (1980), L'avvertimento (1980), Poliziotto solitudine e rabbia (1980), sono state di recente oggetto di rivalutazione da parte della critica, anche grazie al regista Quentin Tarantino, che in varie interviste ha pubblicamente elogiato l'artigianato di lusso di tali pellicole.
Così come nello spaghetti-western, anche in questo genere si è sviluppato un sottofilone comico, in particolar modo nella serie di film girati da Bruno Corbucci che hanno visto protagonista il colorito commissario Nico Giraldi, interpretato da Tomas Milian, che in precedenza aveva preso parte a molti poliziotteschi di carattere drammatico. Nel medesimo sottofilone rientra la saga del poliziotto napoletano Piedone, che vede la pubblicazione di quattro lungometraggi, tutti diretti da Steno e interpretati dall'attore Bud Spencer. Il successo del poliziesco all'italiana è stato, comunque, tanto intenso quanto breve, coprendo un arco temporale di appena quindici anni, per poi scomparire del tutto all'inizio degli anni ottanta. All'inizio degli anni 2000 il poliziesco ha trovato una sua dimensione sul piccolo schermo (sotto forma di fiction), a uso e consumo di un pubblico familiare, privando il genere della carica violenta e iperrealistica che lo aveva caratterizzato al cinema.

### Spionistico

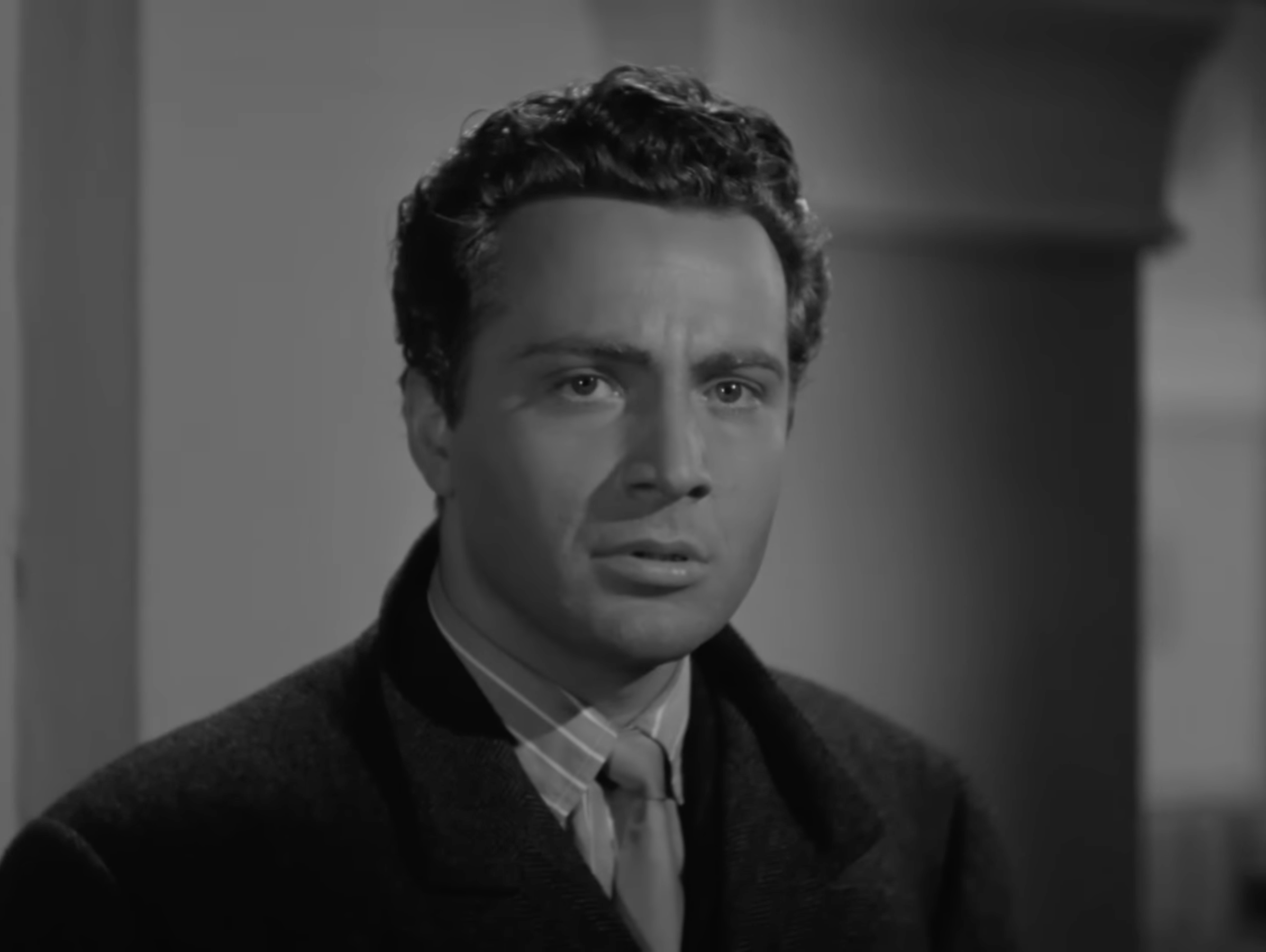
La casa senza tempo (1943) di Andrea Forzano, uno dei primi esempi di genere spionistico italiano

Il genere spionistico fa la sua comparsa nel cinema italiano tra la metà degli anni sessanta e la metà dei settanta, raggiungendo il suo culmine tra il 1965 e il 1967 con l'uscita di oltre cinquanta film fanta-spionistici, tutti di poche pretese e realizzati sull'onda del successo mondiale conseguito dalle pellicole di James Bond (all'epoca interpretato da Sean Connery).
Questa serie di film (realizzati sempre in tempi brevissimi e a basso costo), si propongono di ricreare situazioni e azioni che vedono come protagonisti agenti segreti in lotta contro organizzazioni terroristiche o talvolta contro scienziati con deviazioni comportamentali, che detengono per fini eversivi ordigni o armi apocalittiche. I protagonisti di turno hanno il compito di ricalcare pedissequamente la figura dell'agente James Bond, con anch'essi annessa la notoria sigla 007 o declinata in altri numeri come 008, 009 e molti ancora. Per la scelta del cast femminile sono state ingaggiate, in alcuni casi, attrici di fama che in precedenza avevano lavorato in film spionistici americani ad alto budget e sicuro successo.
Proprio come lo spaghetti-western e il poliziottesco, anche questo genere ha partorito un sottofilone comico-parodistico, in voga specialmente negli anni sessanta come si evince nel film Le spie vengono dal semifreddo (1966), del regista Mario Bava. La realizzazione della pellicola ha coinvolto una coproduzione Italia-USA, in cui recita la coppia comica Franco e Ciccio assieme all'attore statunitense Vincent Price. Non mancano le parodie aventi come protagonista l'agente James Tont interpretate da Lando Buzzanca, e la simpatica caricatura del superagente Flit impersonato dal comico televisivo Raimondo Vianello.
Tra i pochi precursori del genere spionistico in Italia troviamo Lotte nell'ombra (1938) di Domenico Gambino e La casa senza tempo (1943) di Andrea Forzano: un fanta-spionistico "giallo-rosa" realizzato come film di propaganda fascista e poi ridoppiato nel 1945 subito dopo la fine della guerra.
Tale filone si è sviluppato non solo in Italia ma anche in altri paesi come la Francia (è nota la serie dell'agente segreto Francis Coplan). Di conseguenza la critica americana dell'epoca ha etichettato questi film europei (inclusi quelli italiani) sotto il nome di Eurospy.

### Guerra

Una scena d'azione nel film Quel maledetto treno blindato (1978) di Enzo G. Castellari

Euro War (o in gergo Macaroni Combat o Spaghetti Combat) è la dicitura americana che indica specifici film bellici sviluppatisi in Italia per tutti gli anni settanta e ottanta.
Il genere, per mere ragioni propagandistiche, ha avuto una prima diffusione già in epoca fascista. Il cinema a tematica bellica, attivo negli Stati Uniti fin dagli anni cinquanta, conosce una certa popolarità a partire dalla fine degli anni sessanta, spesso dotandosi di mezzi produttivi esigui e con attori il più delle volte sconosciuti. Il soggetto e la sceneggiatura si ispirano in gran parte a scene di guerra realmente accadute o, in alcuni casi, semplicemente immaginate ed hanno come ambientazione luoghi desertici o esotici come l'America Latina, l'Asia o il Medio Oriente. Durante gli anni ottanta si assiste a una vertiginosa produzione di opere belliche, con il palese intento di omaggiare film statunitensi più costosi ed eclatanti come Papillon (1973), Apocalypse Now (1979) e Rambo (1982).
Tra i registi che si sono distinti in questo genere troviamo: Enzo G. Castellari, Umberto Lenzi, Joe D'Amato, Claudio Fragasso, Bruno Mattei, Fabrizio De Angelis, Camillo Teti, Armando Crispino, Ignazio Dolce e Antonio Margheriti, mentre tra gli attori ricorrenti si ricorda l'attore tedesco Klaus Kinski. Il film più famoso del genere è l'antieroico Quel maledetto treno blindato, di Enzo G. Castellari (1978), conosciuto con il titolo internazionale di Inglorious Bastards.
Altri titoli da citare sono: Commandos (1968), 5 per l'inferno (1969), La legione dei dannati (1969), I lupi attaccano in branco (1970), Il grande attacco (1978), L'ultimo cacciatore (1980), Fuga dall'arcipelago maledetto (1981), Tornado (1983) e Arcobaleno selvaggio (1984). A seguire troviamo: Un ponte per l'inferno (1985), Squadra selvaggia (1985), Commando Leopard (1985), Tempi di guerra (1987), Il triangolo della paura (1987), Trappola diabolica (1987), Cobra Mission (1986) e Cobra Mission 2 (1989). Altre realizzazioni inseribili nel filone sono: Bianco Apache (1987), Double Target (Doppio bersaglio) (1987), Bye Bye Vietnam (1988), Commander (1988), Strike Commando (1988), Angel Hill - L'ultima missione (1988), I ragazzi del 42º plotone (1989), Nato per combattere (1989), L'ultimo volo all'inferno (1990) e il dittico Indio (1989) e Indio 2 - La rivolta (1991).

### Cinema erotico

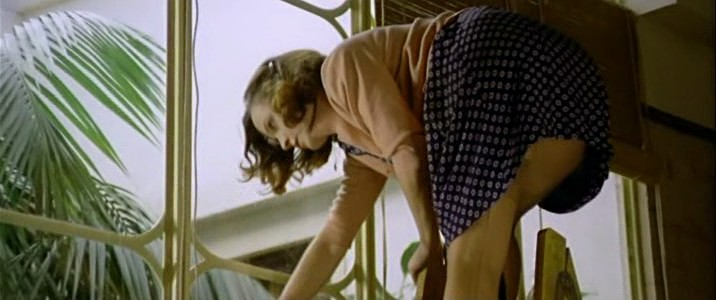
Laura Antonelli, protagonista del film Malizia (1973), per la regia di Salvatore Samperi

All'interno del cinema erotico italiano un caso a parte rappresenta l'attività del regista veneziano Tinto Brass. Già assistente di maestri quali Roberto Rossellini e Joris Ivens, intraprende la carriera di regista con il lungometraggio In capo al mondo (1963) a cui segue l'anarcoide Chi lavora è perduto (1963).
Durante gli anni settanta dirige alcune eccentriche produzioni come Salon Kitty (1976) e Io, Caligola (1979), ottenendo un grande successo con La chiave (1983), dramma erotico con Stefania Sandrelli in vesti insolite e provocanti. Negli anni successivi la produzione di Brass vira decisamente verso il cinema erotico, lanciando di volta in volta un numero cospicuo di attrici emergenti. Tra i suoi film di maggior successo si ricordano: Miranda (1985), Capriccio (1987), Paprika (1991) e Così fan tutte (1992).
Tra le numerose pellicole softcore, che tra gli anni settanta e ottanta hanno invaso il mercato italiano, ottiene attenzione il lungometraggio La seduzione (1973), di Fernando Di Leo, e in maniera maggiore il film Malizia (1973), di Salvatore Samperi, vero e proprio trampolino di lancio per l'attrice Laura Antonelli. Nel corso della sua carriera l'interprete istriana ha partecipato a numerosi film dal sapore erotico e disimpegnato, non disdegnando cast e produzioni più autorevoli. Tra i suoi titoli si enumerano: Il merlo maschio (1971), di Pasquale Festa Campanile, Sessomatto (1973), del regista Dino Risi, Divina creatura (1975), di Giuseppe Patroni Griffi e L'innocente (1976), di Luchino Visconti, dove recita al fianco dell'attore Giancarlo Giannini. Oltre Laura Antonelli, si sono prestate a diversi ruoli erotici (uniti a parti più impegnate) attrici come Stefania Casini, Agostina Belli, Dalila Di Lazzaro e Monica Guerritore.
Sempre negli anni settanta, sull'onda del clamore suscitato da Il Decameron (1971), di Pier Paolo Pasolini, si espande il sottogenere decamerotico, raffigurante storie di vita medievale, dove le oculate scene di sesso perseguivano intenti e propositi assai più rozzi e commerciali. Tra i registi specializzati troviamo: Franco Rossetti, Italo Alfaro, Mino Guerrini, Gian Paolo Callegari, Aldo Grimaldi, Bitto Albertini, Brunello Rondi, Enrico Bomba, Carlo Infascelli e Pino Tosini.

### Commedia sexy e commedia trash

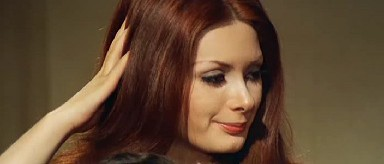
Edwige Fenech in un segmento del film Quel gran pezzo dell'Ubalda tutta nuda e tutta calda (1972), di Mariano Laurenti

Negli anni settanta l'allentarsi dei confini della censura e la ricerca del successo commerciale mediante investimenti di modesta entità, permettono lo sviluppo, accanto alla più autoriale commedia, della commedia sexy all'italiana. Trame, sceneggiature e dialoghi, generalmente con poche pretese narrative, fanno da pretesto per sviluppare pellicole a sfondo più o meno erotico e dal puro disimpegno. A questo genere di film hanno legato la propria notorietà attori come Lando Buzzanca, Lino Banfi, Gianfranco D'Angelo, Renzo Montagnani, Carlo Giuffré, Aldo Maccione, Pippo Franco, Alvaro Vitali, Mario Carotenuto ed Enzo Cannavale e attrici come Edwige Fenech, Gloria Guida, Nadia Cassini, Barbara Bouchet, Carmen Villani, Anna Maria Rizzoli, Michela Miti, Carmen Russo e Lilli Carati. Tra gli autori, i registi che più di tutti si sono distinti nel dirigere tali pellicole sono stati Mariano Laurenti, Nando Cicero e Michele Massimo Tarantini.
Parimenti, a partire dagli ottanta, si inseriscono numerose sottoproduzioni farsesche dove le varie sceneggiature vengono infarcite di situazioni e gag volutamente grevi, al solo scopo di attirare nelle sale il maggior numero di pubblico. La critica ha sovente bollato queste operazioni come cinema trash (ovvero commedie-spazzatura), non riconoscendogli nessun crisma artistico. All'interno di tale categoria vengono annoverati i film aventi come protagonista la scherzosa maschera di Pierino, che riprende con toni più smaccati l'anarcoide personaggio letterario di Gian Burrasca (anch'esso portato al cinema per la regia di Pier Francesco Pingitore).
A incarnare nell'immaginario popolare il personaggio di Pierino è stato più di tutti l'attore Alvaro Vitali (già spalla felliniana negli anni settanta), che ha visto esaurire il proprio successo con il venir meno di tale genere.
Come già ricordato, sia la commedia sexy che la commedia trash sono state categorie apertamente disprezzate dalla critica, non altrettanto dal pubblico, che ha costantemente portato le pellicole ad avere elevati incassi al botteghino. In virtù di ciò, svariati caratteristi, presenti in molti set del periodo, sono divenuti nel tempo molto popolari: basti pensare a Ennio Antonelli, Giorgio Ariani, Giacomo Rizzo, Salvatore Baccaro, Franco Lechner (in arte Bombolo), Nino Terzo e Luigi Origene Sofrano, meglio conosciuto come Jimmy il Fenomeno.

## Gli anni ottanta

Una scena del film C'era una volta in America (1984), diretto dal cineasta italiano Sergio Leone

Dalla fine degli anni settanta si avvertono i primi sintomi di una crisi che esploderà a metà degli anni ottanta e che si protrarrà, con alti e bassi, fino ai giorni nostri. Per dare un'idea delle proporzioni di questa crisi industriale, basti pensare che nel 1985 vengono prodotti soltanto 80 film (il minimo dal dopoguerra) e il numero totale di spettatori dai 525 milioni del 1970 scende a 123 milioni. Si tratta di un processo fisiologico che investe nello stesso periodo altri Paesi dalla grande tradizione cinematografica come il Giappone, la Gran Bretagna e la Francia. Tramonta l'era dei produttori: Carlo Ponti e Dino De Laurentiis lavorano all'estero, Goffredo Lombardo e Franco Cristaldi non sono più figure chiave. La crisi colpisce soprattutto il cinema italiano di genere, il quale, in virtù dell'affermazione della televisione commerciale, viene privato della stragrande maggioranza del suo pubblico. Di conseguenza le sale si trovano a essere monopolizzate dalle più abbienti pellicole hollywoodiane, che prendono stabilmente il sopravvento. Molte sale chiudono, e altre per sopravvivere si trasformano in cinema a luci rosse.
In tale situazione di crisi, restano fenomeni del tutto isolati due exploit produttivi e commerciali come Il nome della rosa (1986) e quello di un cineasta affermato come Bernardo Bertolucci che, con il kolossal L'ultimo imperatore (1987), ritrova una vasta risonanza internazionale. Un caso unico è l'ultimo film di Sergio Leone, C'era una volta in America (1984), interamente supportato da capitali di provenienza hollywoodiana. L'opera, strutturata su un ampio ricorso alla formula dell'analessi e della prolessi, narra le drammatiche vicissitudini del criminale David "Noodles" Aaronson e del suo progressivo passaggio dal ghetto ebraico all'ambiente della malavita newyorkese. Scritto da Leone assieme agli sceneggiatori Leo Benvenuti e Piero De Bernardi, malgrado l'insuccesso di pubblico, resta una summa della poetica del regista e uno dei film italiani più importanti di sempre.

Nanni Moretti al Giffoni Film Festival, nel 1986

Il cinema d'autore tende dunque a isolarsi, con una serie di film che difficilmente si inseriscono in uno sviluppo comune. Molte grandi personalità del cinema italiano scompaiono: da Vittorio De Sica a Pietro Germi (1974), da Pier Paolo Pasolini (1975) a Luchino Visconti (1976), Roberto Rossellini (1977), Elio Petri e Valerio Zurlini (1982). Altre figure consolidate ritroveranno solo occasionalmente un concreto seguito popolare, come nel caso dell'ultimo film di Michelangelo Antonioni, dal titolo Identificazione di una donna (1982), mentre Federico Fellini ritroverà la sua vena migliore con la pellicola Ginger e Fred (1986). Tuttavia tali film, favoriti dalla legge 1213 del 1965 che stanzia fondi pubblici per la produzione (istituendo tra l'altro l'Italnoleggio), non colmeranno la frattura tra pubblico e cinema d'essai, sempre più relegato ai margini della distribuzione.
Il mutare delle condizioni socio-economiche del tempo e l'inevitabile andare con l'età di un'intera generazione, portano a compimento la stagione della commedia all'italiana, nonostante i propri autori restino, con alterne fortune, in piena attività. L'unico a centrare nuovamente successi di natura commerciale sarà Mario Monicelli, grazie al virtuosistico Il marchese del Grillo (1981), ad Amici miei - Atto IIº (1982), secondo film dell'omonima trilogia (che si chiuderà tre anni dopo con il terzo film, diretto da Nanni Loy), e al corale Speriamo che sia femmina (1986); al contempo Ettore Scola raggiungerà risultati interessanti nella produzione musicale Ballando ballando (1983) e nella saga minimalista La famiglia (1987).
Per ciò che riguarda gli autori emergenti, il debutto più eclatante è quello di Nanni Moretti, che nel 1976 gira in super 8 Io sono un autarchico, libera commedia sulla sinistra del dopo-sessantotto, sulla piccola borghesia romana e sulle mode del ceto medio giovanile. Il film è un grande successo di pubblico e fa di Moretti il massimo esponente del "cinema giovane", in aperto contrasto con l'industria dominante. La sua cifra stilistica si consolida con Ecce bombo (1978) e Sogni d'oro (1981), a metà tra commedia satirica e sguardo critico sulla società dell'epoca. I film successivi ricorrono a una struttura narrativa più solida per mettere in scena le incertezze di personaggi incapaci di adattarsi alla società che li circonda: è il caso del giallo esistenziale Bianca (1984) e del drammatico La messa è finita (1985), che colgono perfettamente il punto di rottura degli anni ottanta, aprendo a un cinema volutamente essenziale e analitico. Il decennio di Moretti si chiude con uno dei suoi film più complessi e apprezzati, Palombella rossa (1989), riflessione critica sulla difficile trasformazione della sinistra italiana alla vigilia dello scioglimento del PCI.
L'altro importante esordio del decennio è quello di Gianni Amelio, che dopo anni di cortometraggi e documentari per la Rai gira Colpire al cuore (1983), uno dei rari approfondimenti sul terrorismo, seguito da I ragazzi di via Panisperna (1988). Nei film che seguono, Amelio sviluppa tematiche legate alla realtà sociale con dolorosa partecipazione e sensibilità artistica. Con Il ladro di bambini (1992), attraverso lo sguardo muto e dolente dei suoi piccoli protagonisti, descrive lo squallore morale dell'Italia anni novanta, senza chiudersi in facili nichilismi, né aprirsi a sogni illusori. Nel seguente Lamerica (1994), descrive la situazione politica dell'Albania post-comunista filmando il tutto con il proprio stile asciutto e oggettivo.. Quattro anni dopo, Così ridevano (1998), probabilmente il suo lavoro di più difficile comprensione per il pubblico, vince il Leone d'oro alla Mostra del cinema di Venezia.

### I nuovi comici

Carlo Verdone nel film Borotalco (1982)

Al nome di Moretti viene affiancato quello dei "nuovi comici", registi e attori di stili differenti ma tutti indicati come promesse di rinnovamento della moribonda commedia all'italiana. Il primo artista a mettersi in evidenza è Roberto Benigni, che, grazie alla sua irruenza satirica (propria del vernacolo toscano), porta al cinema una figura comica di impronta popolare, subito rinvenibile nel film Berlinguer ti voglio bene (1977). In seguito, senza rinunciare a farsi dirigere ai massimi livelli (da Marco Ferreri in Chiedo asilo, 1979, da Federico Fellini ne La voce della luna, 1990, e da Blake Edwards ne Il figlio della pantera rosa, 1993), diverrà autore dei propri film spostandosi dal registro surreale di Tu mi turbi (1983) e Il piccolo diavolo (1988), alla commedia degli equivoci di Johnny Stecchino (1991) e Il mostro (1994), fino a progetti più impegnativi e di successo internazionale (La vita è bella, 1997).
Proveniente dal teatro mimico e dal cinema di animazione, Maurizio Nichetti aggiorna il registro delle comiche mute e della slapstick comedy in Ratataplan (1979) e Ho fatto splash (1980), parodia i generi cinematografici in Ladri di saponette (1989) e fonde riprese dal vivo e cartoni animati in Volere volare (1991). Su un versante più tradizionale, Carlo Verdone propone in Un sacco bello (1980) e Bianco rosso e Verdone (1981) una comicità strutturata in sketch autonomi e retta da un'inedita abilità nel creare personaggi tipizzati. Conferma il consenso acquisito nei successivi Borotalco (1982) e Acqua e sapone (1983). Dal punto di vista narrativo risultano più complessi il film corale Compagni di scuola (1988), Maledetto il giorno che ti ho incontrato (1992) e Perdiamoci di vista (1994), nei quali affiora una vena malinconica fino ad allora latente.

Massimo Troisi, Paolo Bonacelli e Roberto Benigni in Non ci resta che piangere (1984)

Esponente di punta della compagnia teatrale La Smorfia (fondata con Lello Arena ed Enzo Decaro), Massimo Troisi inizia a dedicarsi totalmente al cinema e rinnova la comicità napoletana con Ricomincio da tre (1981) e Scusate il ritardo (1983), per poi contaminarla con il sentimentalismo e la riflessione storica in Le vie del Signore sono finite (1987). Nel 1989 l'attore campano si aggiudica il premio come miglior interprete al Festival del cinema di Venezia (ex aequo con Marcello Mastroianni) per il film Che ora è (1989), diretto da Ettore Scola. Dopo aver recitato in pellicole altrui (per lo più di Maurizio Ponzi), anche Francesco Nuti esordisce alla regia con Casablanca, Casablanca (1985), presentando film di successo come Tutta colpa del paradiso (1985), Caruso Pascoski di padre polacco (1988) e Willy Signori e vengo da lontano (1989). Durante gli anni duemila la sua vena creativa sembra esaurirsi, anche in virtù di seri problemi di salute. Nel 1984 arriva nelle sale Non ci resta che piangere, interpretato e diretto da Troisi e Benigni, le cui gag, citazioni e sequenze paradossali, l'hanno reso, nel tempo, uno dei film più celebri della nuova comicità.
Molti comici tenuti a battesimo dalla televisione e dal cabaret avranno grande popolarità nel corso del decennio, sostituendo gradualmente attori e caratteristi della commedia all'italiana. Oltre alle collaudate pellicole dell'attore Paolo Villaggio (le più dirette da Neri Parenti), ottengono richiamo le interpretazioni di Renato Pozzetto ed Enrico Montesano, presenti in diverse realizzazioni del tempo, sia autorevoli che leggere. Di seguito salgono sulla scena: Adriano Celentano, Lino Banfi, Massimo Boldi, Christian De Sica, Jerry Calà e Diego Abatantuono (che in avanti si sposterà su un registro più impegnato grazie alle collaborazioni con Gabriele Salvatores e Pupi Avati). I registi di riferimento sono Castellano e Pipolo, Enrico Oldoini e in particolar modo Carlo Vanzina, che in un solo anno lancerà produzioni di cassetta come Sapore di mare (1983) - rivisitazione nostalgica dell'immaginario degli anni sessanta - e la farsa collettiva Vacanze di Natale (1983), prodromica al futuro sviluppo dei cinepanettoni.

### Lontano da Roma

Sogno di una notte d'estate (1983), esordio cinematografico di Gabriele Salvatores

Nel corso degli anni ottanta le modalità e i contesti produttivi cambiano radicalmente. In tutta Italia prendono vita e si diffondono numerosi poli creativi, diversi per ambizioni e risultati, che condividono la lontananza dal centro produttivo di Roma e dai registi del cinema consolidato. Nasce una figura inedita nel cinema italiano, il filmmaker, che cura personalmente tutto l'iter procedurale di un film (dalla scrittura alla fotografia, dalla regia al montaggio), spesso realizzato in video con capitali esigui. L'emergere di questa figura, frutto di una scolarizzazione di massa che ha aumentato le possibilità di accesso alle professioni intellettuali e artistiche, troverà degli interlocutori sensibili sul versante critico.
Milano è il centro principale di questa tendenza grazie alle numerose cooperative e al supporto della provincia. Il gruppo di registi comprende Massimo Mazzucco (Summertime, 1982), il video-artista Paolo Rosa (L'osservatorio nucleare del signor Nanof, 1985) e Giancarlo Soldi (Polsi sottili, 1985). Il solo a lasciare una traccia duratura è Silvio Soldini, che con Giulia in ottobre (1985) e L'aria serena dell'ovest (1990) rinnova la lezione di Antonioni, divenendo un modello per tanto cinema indipendente a venire. A Milano è attivo anche Gabriele Salvatores, che porta al cinema la sua esperienza teatrale in Sogno di una notte d'estate (1983) e Kamikazen - Ultima notte a Milano (1987).
A Torino il Festival del Cinema Giovani (poi Festival di Torino) afferma la pratica del cortometraggio come forma di espressione lontana dai condizionamenti industriali. In questo contesto passa al cinema Daniele Segre, già fotografo militante, con documentari di argomento sociale spesso realizzati per la Rai e due film a soggetto, Testadura (1982) e Manila paloma blanca (1992). Un percorso affine è quello dell'ex critico Davide Ferrario, che alla fine del decennio esordisce con il film La fine della notte (1989). Allo stesso modo, il Bellaria Festival raccoglie una produzione indipendente e in crescita grazie alla diffusione della tecnologia video, mentre a Bassano del Grappa Ermanno Olmi e Mario Brenta organizzano la scuola Ipotesi Cinema, frequentata tra gli altri dai registi Maurizio Zaccaro e Giacomo Campiotti. Anche il ramo italiano della Gaumont è attivo nel supporto agli esordienti, ma il fallimento precoce impedisce esiti di rilievo.

### Altri autori

Un fotogramma del film Il pianeta azzurro (1983), di Franco Piavoli

Contemporaneamente, altri registi debuttano in sordina ma sono destinati a lasciare segni più duraturi negli anni successivi. Marco Tullio Giordana dirige nel 1979 Maledetti vi amerò, che insieme al seguente La caduta degli angeli ribelli (1981) indaga il mondo dell'estrema sinistra nel periodo del riflusso. Negli anni seguenti torna al cinema solo occasionalmente, dedicandosi a film di impianto sociale con Appuntamento a Liverpool (1988) e soprattutto Pasolini, un delitto italiano (1996).
Marco Risi dirige alcune commedie giovaniliste interpretate da Jerry Calà, per poi cambiare radicalmente registro con Soldati - 365 all'alba (1987) e in maniera maggiore con i drammi carcerari Mery per sempre (1989) e Ragazzi fuori (1990), testimonianza della rinascita di un filone realista. Tra le altre rivelazioni del decennio meritano di essere ricordati: Luigi Faccini, per il film storico Nella città perduta di Sarzana (1980), Francesca Comencini, con Pianoforte (1984) e Carlo Mazzacurati, con Notte italiana (1987).
Tra gli autori più originali e appartati del periodo va citato Franco Piavoli, che pur non essendo mai entrato nel mondo del cinema professionale ha lasciato testimonianze di grande importanza. Dopo aver realizzato alcuni documentari negli anni sessanta, esordisce nel lungometraggio con Il pianeta azzurro (1983), un'originale meditazione sui cicli della natura che piega i codici del documentario verso una forma poetica; il talento del regista è confermato da Nostos - Il ritorno (1990), inedita interpretazione del mito di Ulisse che si trasforma in un'esplorazione dell'ignoto, e da Voci nel tempo (1996), affresco visivo e sonoro sulle stagioni della vita e della natura.

## Anni novanta

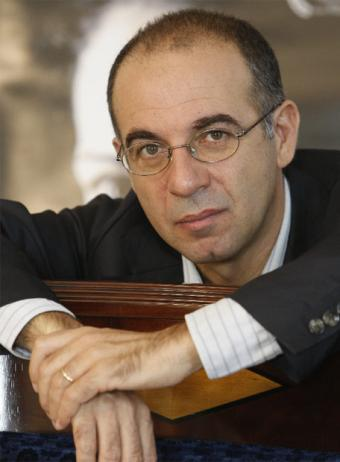
Giuseppe Tornatore

La crisi economica emersa negli anni ottanta comincerà ad attenuarsi nel decennio successivo. Ciononostante, le stagioni 1992-1993 e 1993-1994 segneranno il minimo storico nel numero di film realizzati, nella quota di mercato nazionale (15%), nel numero totale di spettatori (sotto i 90 milioni annui) e nel numero di sale. L'effetto di questa contrazione industriale sancisce la totale scomparsa del cinema di genere italiano a metà del decennio, in quanto non più idoneo a competere con i coevi grandi blockbuster hollywoodiani (soprattutto a causa delle enormi differenze di budget a disposizione), con i suoi registi ed attori che quindi passano quasi tutti alla fiction televisiva.
In tale situazione di ristagno emergono nuove personalità cinematografiche che raggiungono in breve tempo fama e notorietà. Si afferma il regista siciliano Giuseppe Tornatore, che esordisce nel 1986 con la pellicola Il camorrista e realizza, due anni dopo, Nuovo Cinema Paradiso, dolceamaro amarcord raccontato attraverso il punto di vista di una sala di provincia. La pellicola, che ha come interprete principale Philippe Noiret, attore francese già noto in Italia per varie interpretazioni, tra cui quelle in Amici miei ed Amici miei - Atto II° di Monicelli, riscuote visibilità in tutto il mondo, vincendo il gran premio della giuria al Festival di Cannes e in seguito, nel 1990, l'Oscar al miglior film straniero.
Dopo una serie di film quali Stanno tutti bene (1990) con Marcello Mastroianni, L'uomo delle stelle (1995) con Sergio Castellitto, La leggenda del pianista sull'oceano (1998) con Tim Roth, Malèna (2000) con Monica Bellucci e La sconosciuta (2006) con Michele Placido, nel 2009 Tornatore gira il film Baarìa, la cui trama racconta una parte di vita vissuta nella sua città d'origine.

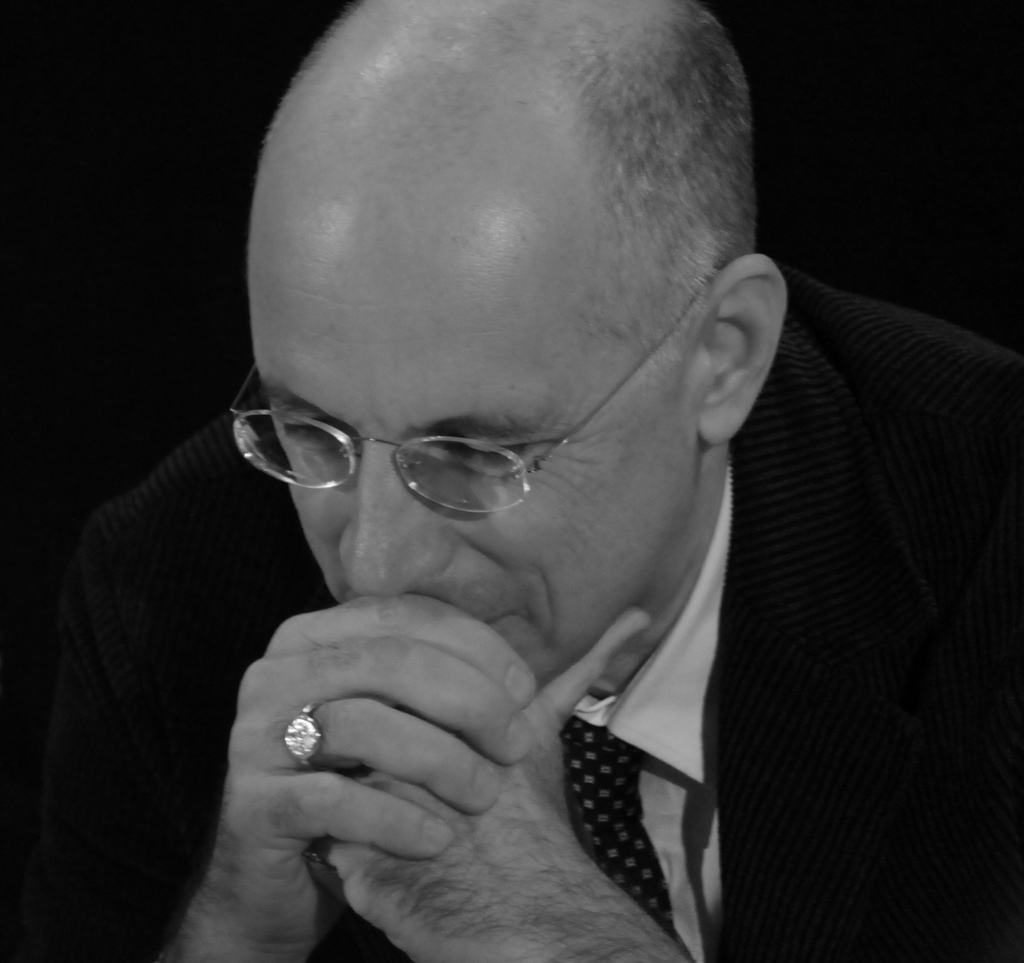
Gabriele Salvatores

Un altro regista italiano emerso tra la fine degli anni ottanta e l'inizio degli anni novanta è Gabriele Salvatores, che nel 1989 si fa notare con il film Marrakech Express, a cui segue, nel 1990, Turné.
Queste due pellicole, insieme alle due successive, Mediterraneo (1991) e Puerto Escondido (1992), costituiranno la cosiddetta "tetralogia della fuga". Dedicando Mediterraneo "a tutti quelli che stanno scappando", il regista napoletano tesse un elogio della ribellione usando gli anni quaranta come metafora dei sogni e delle speranze post-sessantottine. Mediterraneo viene insignito del Premio Oscar come miglior film straniero. Nel 2003 dirige Io non ho paura, il cui soggetto è tratto dall'omonimo romanzo di Niccolò Ammaniti.
Opere non meno importanti uscite nella prima metà degli anni novanta sono certamente l'ultima fatica di Fellini (La voce della Luna 1990), Jona che visse nella balena (1993), che mette in luce le qualità artistiche del cineasta Roberto Faenza, Piccolo Buddha (1993) di Bernardo Bertolucci, Al di là delle nuvole (1995) di Michelangelo Antonioni e Wim Wenders e L'amore molesto (1995) del napoletano Mario Martone. L'esordio alla regia cinematografica di Martone è del 1980 con un cortometraggio sponsorizzato dal Banco di Napoli, a cui segue Foresta Nera (1982). Dopo dieci anni, si rivela al grande pubblico con il suo primo lungometraggio Morte di un matematico napoletano (1992). Nel 1998 esce nelle sale Teatro di guerra. Il film, presentato nella sezione Un Certain Regard al 51º Festival di Cannes, è una cupa riflessione sulla consistenza del dolore, che descrive con arguzia e verità d'accenti tutte le bellezze (e contraddizioni) del capoluogo campano.

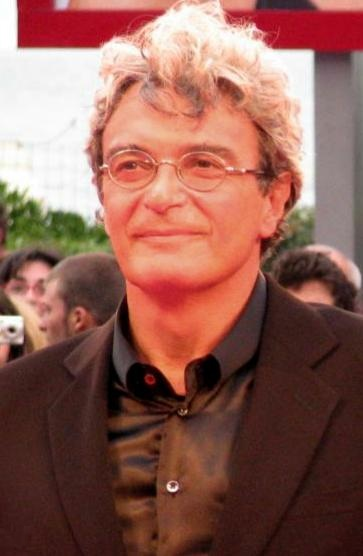
Mario Martone

Sempre in questo periodo si sviluppa un piccolo filone cinematografico di derivazione neorealista, contaminato da tematiche civili aderenti all'attualità. A tale filone (denominato Nuovo neorealismo) appartengono film come Ultrà (1991), incentrato sulla violenza delle tifoserie calcistiche, La scorta (1993) ispirato alle contemporanee stragi mafiose siciliane e Vite strozzate (1996), tutti diretti dal cineasta Ricky Tognazzi. Da citare in questo senso sono anche: Il muro di gomma (1991), di Marco Risi, Teste rasate (1993) di Claudio Fragasso, violento ritratto dell'ambiente skinhead e neonazista, Il giudice ragazzino (1993) di Alessandro Di Robilant e Poliziotti (1995), diretto dall'attore e regista Giulio Base. Altra pellicola ascrivibile al genere e influenzata dai convergenti avvenimenti di Cosa nostra è Giovanni Falcone (1993) di Giuseppe Ferrara, opera che ripercorre gli ultimi giorni di vita dei magistrati Giovanni Falcone e Paolo Borsellino, storici esponenti della lotta contro la mafia siciliana.
Lontano da mode e correnti si sviluppa il cinema di Pasquale Pozzessere, che nel film d'esordio Verso sud (1992) esplora senza retorica lo sfacelo urbano e ambientale dell'Italia anni novanta, con inquadrature che rimandano direttamente al cinema di Michelangelo Antonioni e di Pier Paolo Pasolini. Tra i lavori a venire vi sono Padre e figlio (1994) e il lungometraggio di impegno civile Testimone a rischio (1997). Tra gli esordienti del periodo vi è Mimmo Calopresti che dirige Nanni Moretti ne La seconda volta (1995) e conferma le proprie qualità con il successivo La parola amore esiste (1998). Ricco di idee e sensibilità è il cinema dell'italoargentino Marco Bechis, che sviluppa opere riflessive e intense come Alambrado (1991) e Garage Olimpo (1999), dove il regista ripercorre la dittatura argentina di Videla seguendo la storia di una giovane maestra elementare.
A seguito di una duratura gavetta televisiva come scenografo, esordisce nel mondo del cinema il regista e pittore Antonio Capuano. Nel lungometraggio Vito e gli altri (1991), l'autore filma con sprezzante coraggio la cruda e difficile situazione delinquenziale dei minorenni napoletani. Seguono Pianese Nunzio, 14 anni a maggio (1996), Polvere di Napoli (1998) e La guerra di Mario (2005), che tratta con finezza psicologica una storia d'amore contrastato tra una madre e un figlio.
Le medesime problematiche vengono affrontate dal regista ligure Luigi Faccini nei film Notte di stelle (1991) e Giamaica (1998), improntati sul degrado delle periferie romane. Si sottolinea, in aggiunta, la produzione dell'artista Paolo Benvenuti, che dopo molti cortometraggi per la tv di Stato realizza alcune pellicole dalla forma pittorica e dal valore didattico quali: Il bacio di Giuda (1988), Confortorio (1992) e Tiburzi (1996).
Da ultimo, si menziona l'operato dei due cineasti sperimentali Angela Ricci Lucchi e Yervant Gianikian che, in oltre trent'anni di carriera, hanno presentato documentari inerenti ai tragici fatti del primo conflitto mondiale. I due registi, nel fare ciò, hanno recuperato numerosi materiali di archivio, successivamente ingranditi e virati per dare ulteriore valore ai fotogrammi esistenti e portare lo spettatore a riflettere sulle atrocità di tutte le guerre. Pressoché sconosciuti in Italia, hanno incontrato, a partire dagli anni novanta, stima e apprezzamenti in molti festival europei; tra i loro film più noti si riportano: Uomini, anni, vita (1990) - incentrato sul massacro degli armeni - e il trittico bellico Prigionieri della guerra (1995), Su tutte le vette è pace (1998) e Oh! uomo, presentato nella Quinzaine des réalisateurs del Festival di Cannes nel maggio del 2004.

### La commedia

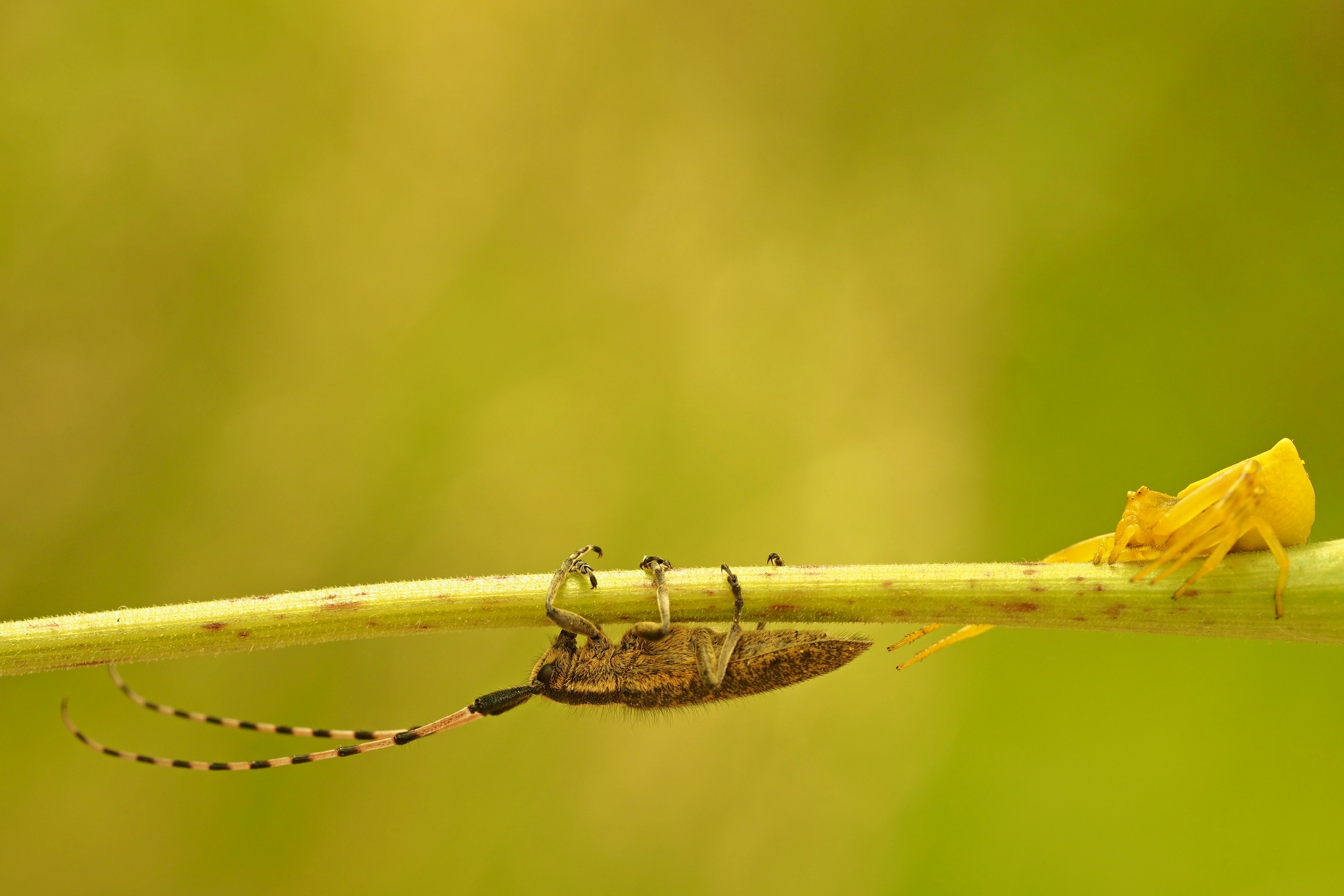
Paolo Villaggio nel film Io speriamo che me la cavo, di Lina Wertmüller (1992)

Nanni Moretti nel film Caro diario (1993)

Gradualmente riprende quota la commedia, anch'essa rivisitata con temi e stili contemporanei. Nella prima metà degli anni novanta ricevono consensi il comico toscano Alessandro Benvenuti con Benvenuti in casa Gori (1990), Massimo Troisi con Pensavo fosse amore... invece era un calesse (1991), Lina Wertmüller con Io speriamo che me la cavo (1992) e l'artista romano Carlo Verdone, che torna a sperimentare l'ambito comico nel fortunato film a episodi Viaggi di nozze (1995). Riscuote grande seguito anche l'attore e regista fiorentino Leonardo Pieraccioni, specialmente con commedie giovanili come I laureati (1995), Il ciclone (1996) e Fuochi d'artificio (1997).
Nel frattempo, Nanni Moretti innalza il proprio percorso d'autore con il sincero e autobiografico Caro diario (1993), seguito da Aprile (1998), dove l'artista documenta se stesso di fronte all'evolversi della situazione politica italiana.
Nel 1994 fa il suo esordio cinematografico il regista livornese Paolo Virzì, subito salutato dalla critica come una vera rivelazione. Tra i suoi primi lungometraggi si evidenziano: La bella vita (1994), Ferie d'agosto (1995) e il cult Ovosodo (1997).
Si afferma agli inizi del decennio il cinema di Daniele Luchetti, costantemente diviso fra la classica commedia e una matura attenzione all'impegno civile. Fra le sue opere più significative si ricordano: Il portaborse (1991), La scuola (1995) e in tempi più recenti Mio fratello è figlio unico (2006) e La nostra vita (2010).
Verso la metà degli anni novanta dividono la critica le grottesche messe in scena degli artisti Ciprì e Maresco che mettono a frutto l'esperienza televisiva di Cinico TV nel film d'esordio Lo zio di Brooklyn (1995) e nei successivi Totò che visse due volte (1998) e Il ritorno di Cagliostro (2003).
Lo stile dissacrante dei due autori che procedono per accumulo di episodi in un universo totalmente iperbolico sconcerta, tra entusiasmi e stroncature.
Dopo la pellicola di Francesca Archibugi Verso sera del 1990, dirige nel 1993 Il grande cocomero. In quest'opera la Archibugi affronta il difficile tema della neuropsichiatria infantile, ispirandosi a un saggio dello psichiatra Marco Lombardo Radice e alle sue esperienze nel reparto di via dei Sabelli a Roma.

Massimo Troisi, candidato nel 1996 ai premi Oscar come miglior attore per il film Il postino

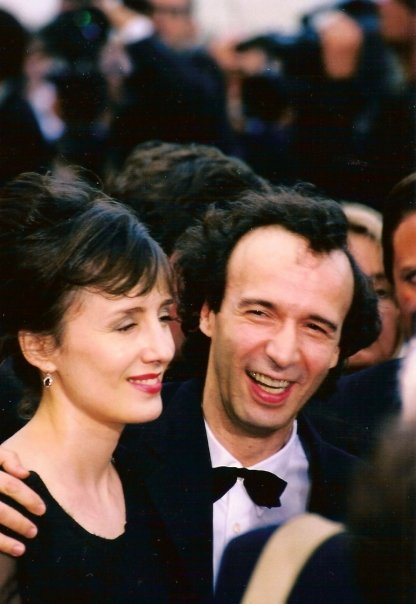
Roberto Benigni con la moglie Nicoletta Braschi al Festival di Cannes 1998

L'italo-svizzero Silvio Soldini continua a proporre pellicole dallo stile dolce-amaro, che non rientrano facilmente in nessun genere predefinito. Nel corso degli anni novanta dirige alcuni dei suoi film più noti come Un'anima divisa in due (1993), Le acrobate (1997) e Pane e tulipani (1999).
Proprio in seno alla commedia, tra la metà degli anni ottanta e l'inizio dei novanta, si è affacciata una nuova schiera di attori che ha alternato abilmente ruoli impegnati ad altri più leggeri, fra i tanti si menzionano: Sergio Castellitto, Silvio Orlando, Sergio Rubini, Fabrizio Bentivoglio, Alessandro Haber, Ennio Fantastichini, Claudio Amendola e Carlo Delle Piane (già attivo come caratterista da oltre tre decenni). Sul versante femminile emergono: Margherita Buy, Valeria Golino, Laura Morante, Anna Bonaiuto, Valeria Bruni Tedeschi, Francesca Neri, Lina Sastri, Isabella Ferrari, Sabrina Ferilli e Monica Bellucci.
Nel settembre del 1994 esce nelle sale Il postino, diretto da Michael Radford e interpretato da Massimo Troisi, Philippe Noiret e un'esordiente Maria Grazia Cucinotta. Il film, tratto dal romanzo Ardiente paciencia del cileno Antonio Skármeta, rappresenta il testamento artistico dell'attore partenopeo, che centra l'obbiettivo di rinverdire la tradizione alta della commedia all'italiana in chiave internazionale e anti-hollywoodiana. L'opera riceve grandi consensi sia in Italia che all'estero e ottiene 5 candidature agli Oscar 1996. Troisi, morto dodici ore dopo la fine delle riprese all'età di soli 41 anni a causa dei problemi cardiaci che lo affliggevano fin dalla tenera età, verrà insignito dal Sindacato nazionale giornalisti cinematografici italiani di un apposito Nastro d'argento speciale.
Gli ultimi anni del decennio vedono il trionfo internazionale di Roberto Benigni con l'acclamato La vita è bella (1997). L'attore-regista, già premiato dal pubblico coi precedenti Johnny Stecchino (1991) e Il mostro (1994), porta sullo schermo una commedia sull'Italia fascista, accentuandone la drammaturgia con lo spostamento dell'azione all'interno dei lager nazisti. Inizialmente il progetto prevede una stesura a esclusivo impianto comico; in seguito lo script viene ad assumere volutamente le vesti di una commedia a sfondo drammatico. La pellicola (Oscar al miglior film straniero nel 1999) ottiene un vasto clamore in tutto il mondo, portando il comico toscano a ricevere, nello stesso anno, l'Oscar al miglior attore protagonista. A tutt'oggi, l'artista di Vergaio, è l'unico interprete maschile italiano ad aver ottenuto un simile riconoscimento.

## Il nuovo millennio
Con l'arrivo del nuovo millennio l'industria cinematografica ritrova parzialmente stabilità e riconoscimento critico. Oltre al successo ottenuto da Nanni Moretti al Festival di Cannes per La stanza del figlio (2001), va ricordato il consenso critico di La meglio gioventù (2003), di Marco Tullio Giordana. Ritrova nuova linfa creativa l'opera di Marco Bellocchio, che torna alla ribalta con due acclamati lungometraggi: L'ora di religione (2002) e Buongiorno, notte (2003), nonché il cinema di Pupi Avati (Il cuore altrove, 2003; Il papà di Giovanna, 2007). Gabriele Muccino dirige Will Smith in La ricerca della felicità (2006).

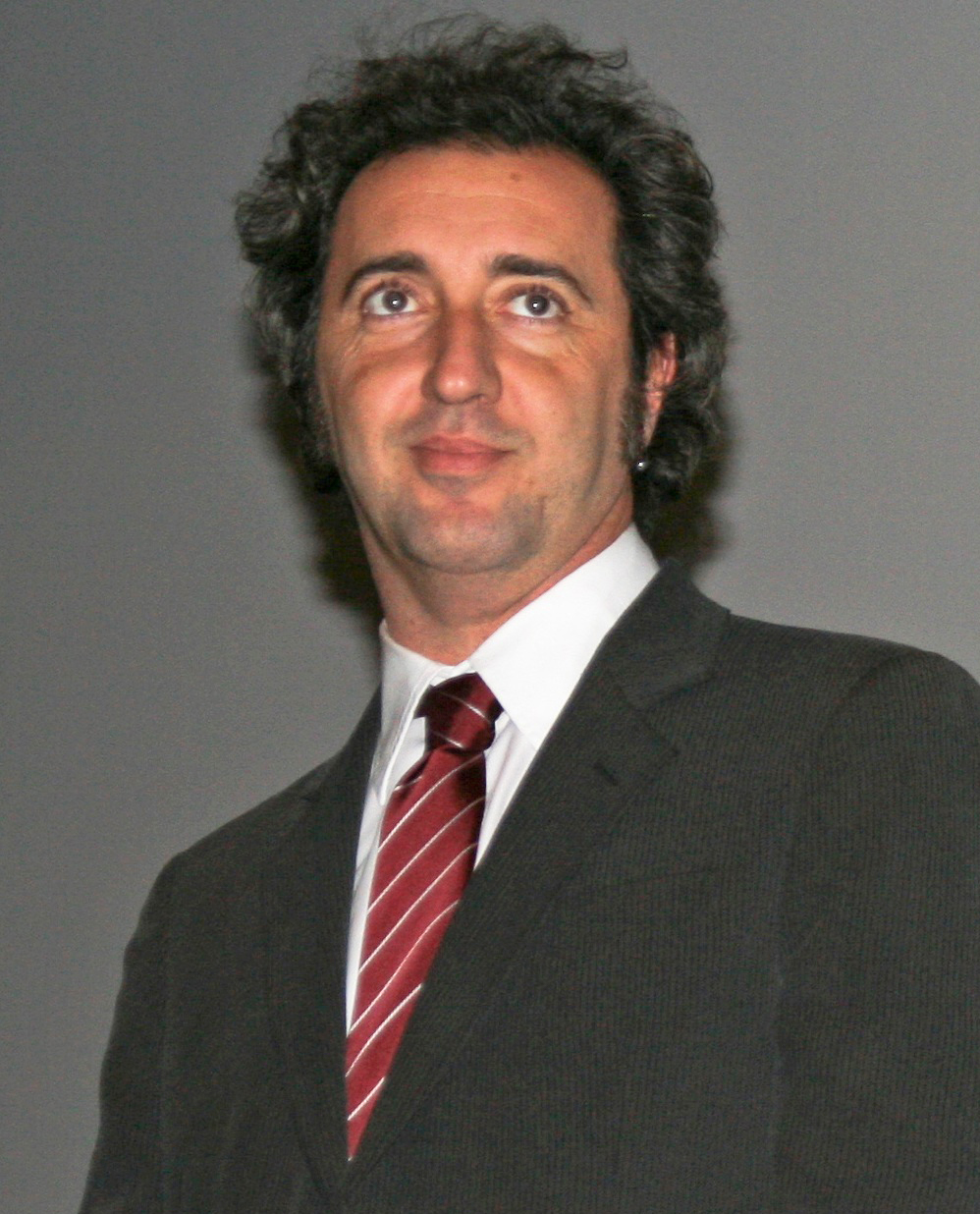
Il regista napoletano Paolo Sorrentino

Il lascito più importante del cinema italiano del nuovo millennio arriva dai registi Paolo Sorrentino e Matteo Garrone.
Sorrentino realizza il suo primo lungometraggio nel 2001 con L'uomo in più, che passa inosservato. Il successivo Le conseguenze dell'amore (2004) ottiene una considerazione di pubblico e critica maggiore. Nel 2008 esce nelle sale cinematografiche Il divo, liberamente ispirato alla biografia dell'onorevole Giulio Andreotti, che vede protagonista l'interprete Toni Servillo. L'opera, accolta positivamente dalla critica, si aggiudica il Premio della giuria al Festival di Cannes. Il regista (anche sceneggiatore), nel ricostruire la vita dello statista intreccia pubblico e privato, alternando scene ipotetiche ad altre basate sui fatti con uno stile spesso frenetico.
Garrone dopo alcuni lungometraggi e vari documentari conosce il successo critico con il film L'imbalsamatore (2002) che combina, in maniera rigorosa, gli elementi tipici del noir dentro una narrazione in bilico tra realismo e astrazione pittorica. Nel 2008 il regista romano arriva sulla croisette con il film Gomorra, tratto dal omonimo libro denuncia di Roberto Saviano e conquista il Grand Prix Speciale della Giuria. La pellicola lascia volutamente da parte le componenti più cronachistiche riguardanti la malavita organizzata per incentrarsi su cinque storie personali che hanno tutte il compito di svelare il sottile rapporto esistente tra mondo legale e illegale. Pur stilisticamente differenti, sia Il divo che Gomorra si accomunano nel tentativo di tornare a raccontare, attraverso il cinema, aspetti critici della società italiana. L'ottimo riscontro al botteghino delle due pellicole segna un deciso rilancio del cinema italiano d'autore, capace nello stesso tempo di raggiungere un ampio richiamo di pubblico.

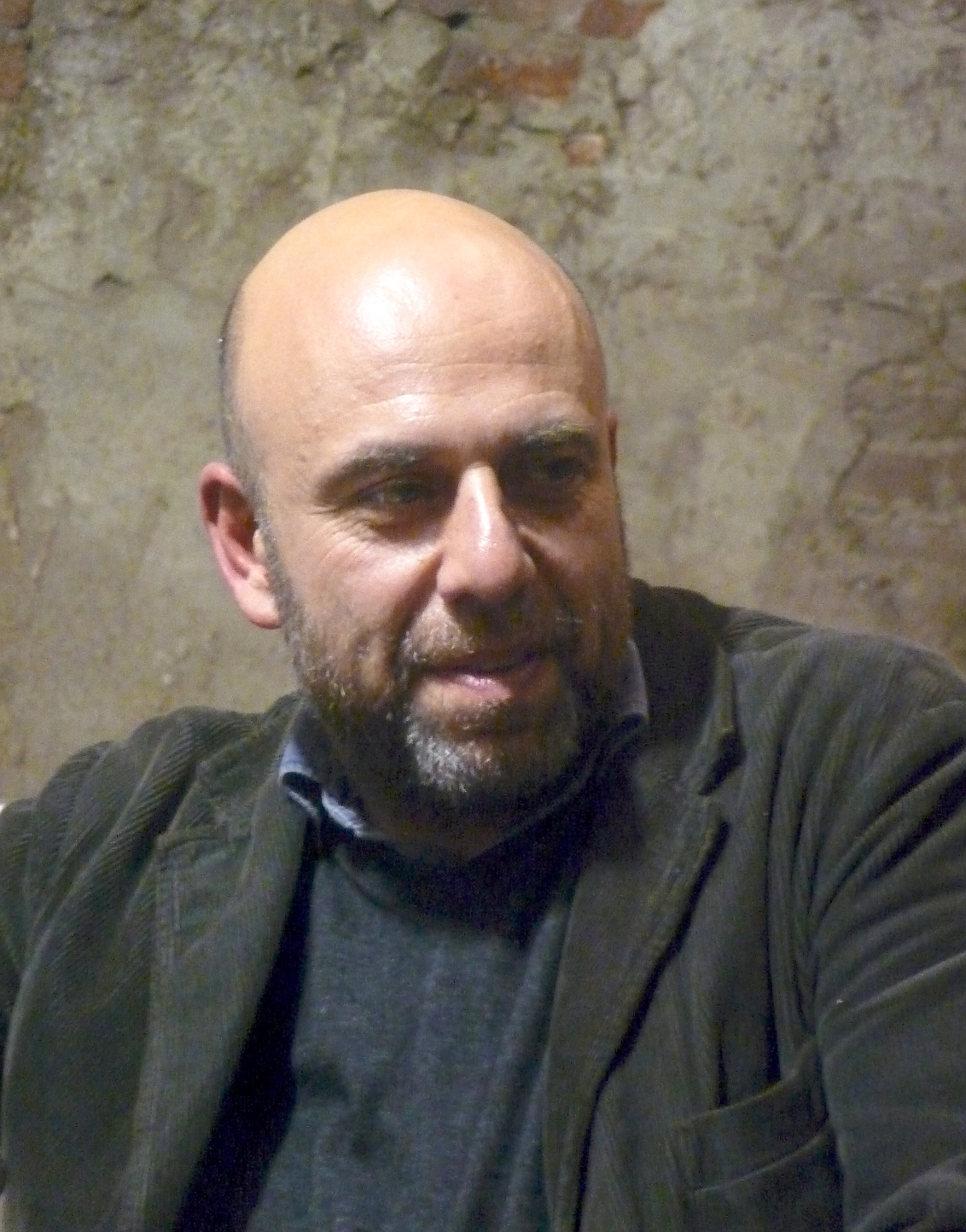
Paolo Virzì

In egual misura raggiungono il crisma dell'autorialità i lungometraggi di Paolo Virzì che fotografano con lucidità e pungente ironia le varie facce dell'Italia attuale. Film come Caterina va in città (2003), Tutta la vita davanti (2008) e La prima cosa bella (2010), lo impongono come uno degli eredi naturali della commedia all'italiana.
Da ricordare il regista italo-turco Ferzan Özpetek che ottiene seguito dirigendo film imperniati sulle difficoltà di coppia, l'elaborazione del lutto e la condizione omosessuale, tutte tematiche rintracciabili in lavori come Il bagno turco (1997), Le fate ignoranti (2000), La finestra di fronte (2003), Cuore sacro (2005) e Saturno contro (2007).
Negli anni duemila si afferma una nuova generazione di interpreti, tra i quali Claudio Santamaria, Stefano Accorsi, Kim Rossi Stuart, Pierfrancesco Favino, Elio Germano e Riccardo Scamarcio. Tutti gli attori sopracitati recitano insieme nel film di successo Romanzo criminale (2005), diretto da Michele Placido, basato sull'omonimo romanzo di Giancarlo De Cataldo e incentrato sulle sanguinarie vicende della Banda della Magliana (da cui è stata tratta una serie televisiva). In questi anni, oltre a Michele Placido, passano alla regia attori di fama come Sergio Rubini e Sergio Castellitto che conosce un buon riscontro di pubblico e critica con il film Non ti muovere (2004).
Il film La bestia nel cuore di Cristina Comencini ottiene un grande successo anche internazionale conquistando una nomination all'Oscar come Miglior Film Straniero.
Nella sfera del cinema comico, insieme alle commedie del regista Carlo Verdone, ottengono grande affermazione quelle del trio Aldo, Giovanni e Giacomo, autori e interpreti di film come Tre uomini e una gamba (1997), Così è la vita (1998), Chiedimi se sono felice (2000) e Tu la conosci Claudia? (2004), tutti diretti dal regista Massimo Venier. Lo stesso Roberto Benigni torna al cinema con il controverso Pinocchio (2002), seguito da La tigre e la neve (2005).
Sempre sul fronte del cinema comico si confermano campioni di incassi i cosiddetti cinepanettoni, film comici con trame ambientate nel periodo natalizio e distribuiti durante le festività invernali. Tale filone è costantemente interpretato dal popolare duo comico formato da Massimo Boldi e Christian De Sica (poi separatisi) e diretti da registi come Enrico Oldoini, Neri Parenti e Carlo Vanzina. I cinepanettoni si presentano come film dal carattere nazionalpopolare che descrivono senza alcuna pretesa narrativa le disavventure di vari personaggi all'interno di spazi esotici, sempre adibiti a luoghi di vacanza.

### Altre leve del cinema italiano
Il nuovo millennio porta con sé una nuova ondata di registi, che aggiorna e rilegge il cinema d'autore italiano, ponendosi spesso e volentieri in una sorta di zona franca, tra tradizione e modernità. Emanuele Crialese suscita interesse con l'opera seconda Respiro (2003) e in misura maggiore con l'affresco Nuovomondo (2006), in cui descrive la tragica realtà dell'emigrazione italiana del primo novecento. Allo stesso modo attira attenzione l'opera d'esordio di Saverio Costanzo dal titolo Private (2004), storia della convivenza forzata tra una famiglia palestinese e un gruppo di militari israeliani. Di rilievo è il premiato L'uomo che verrà (2009), del regista Giorgio Diritti, incentrato sugli eventi storici inerenti alla strage di Marzabotto.

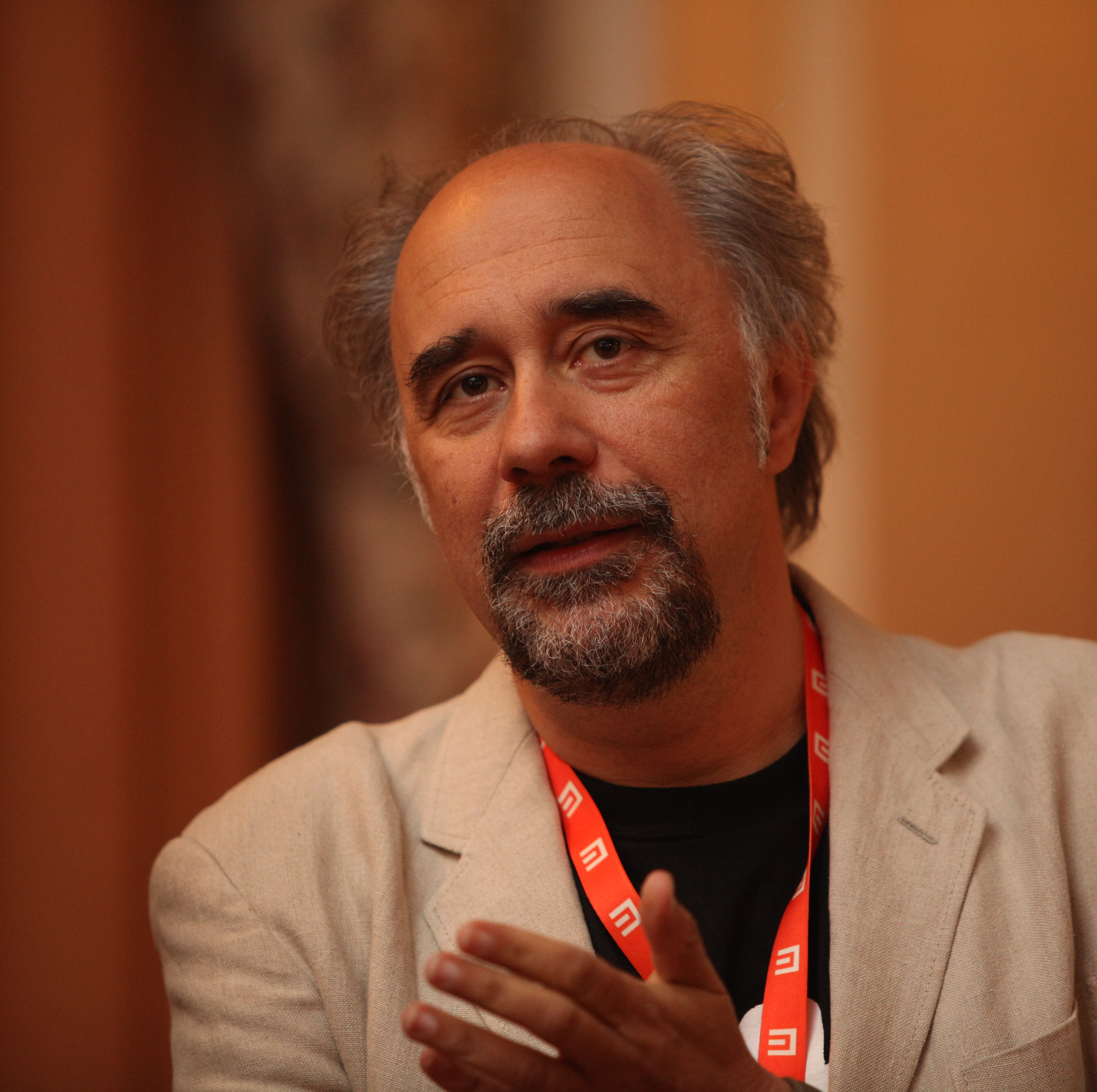
Il regista Giorgio Diritti

Un caso peculiare di cinema alternativo rappresenta l'esperienza dell'artista milanese Michelangelo Frammartino che a partire dal film Il dono (2003) ricostruisce percorsi narrativi pregni di realismo poetico, dando grande rilevanza all'ambiente scenico; ciò diviene ancora più evidente nel successivo Le quattro volte (2010). Contemporaneamente conosce i favori della critica il primo lungometraggio del cineasta romano Francesco Munzi, dal titolo Saimir (2004). Raccoglie nuovi consensi con Il resto della notte (2008), presentato nella Quinzaine des Réalisateurs del Festival di Cannes. Un altro esempio di cinema alternativo è da intravedersi nel singolare La paura (2009), filmato con il solo utilizzo di un telefono cellulare dal regista Pippo Delbono. In questo modo, l'autore documenta in presa diretta una galleria di immagini quotidiane per far risaltare le varie incongruenze dell'Italia attuale, ottenendo esiti di grande efficacia espressiva. Solleva, inoltre, curiosità il film-documentario Viva Zapatero! (2005), diretto da Sabina Guzzanti, che pone l'accento sui limiti del diritto di satira presenti in Italia.
Si fa conoscere anche il giovane regista Pietro Marcello. Nel 2007 gira Il passaggio della linea, un progetto che racconta la realistica storia di un anziano che decide di passare il resto della propria vita a bordo di un treno. Il film offre un magma di situazioni notturne che annullano la forma tradizionale del documentario, lasciando libero lo spettatore di farsi guidare dalla pura forza delle immagini.. Nel 2009, grazie alla fondazione gesuita San Marcellino di Genova, realizza il documentario drammatico La bocca del lupo, che si aggiudica (primo italiano) il Torino Film Festival.

### Gli anni 2010
Nei primi anni dieci una profonda crisi economica colpisce molti settori industriali tra cui quello cinematografico. Secondo i dati presentati dalla Direzione generale per il Cinema del Ministero e dai produttori dell'ANICA (per l'anno solare 2012), gli spettatori presenti in sala, rispetto al 2011, calano inesorabilmente del 10%, con ulteriore decremento del 5% nel primo trimestre del 2013. Sul versante produttivo i vari investimenti pubblici a sostegno del cinema divengono sempre più precari, passando dai 71 milioni del 2008 agli appena 24,4 milioni del 2012. In questo clima di ampia recessione economica, nello stesso 2012, vengono comunque prodotti 166 film di nazionalità italiana, facendo registrare, nonostante tutto, un incremento produttivo dell'1,07%. Nel 2016 viene approvata la legge che riorganizza in modo organico l'industria cinematografica, ampliando il credito d'imposta automatico, abolendo la censura e sopprimendo la valutazione ministeriale del criterio dell'interesse culturale.

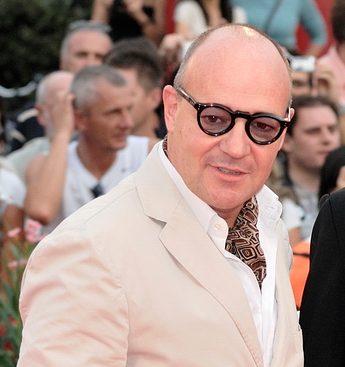
Gianfranco Rosi

Il cinema italiano torna comunque alla ribalta internazionale. Il 2012 si apre con la vittoria dei Fratelli Taviani al Festival di Berlino che conquistano l'Orso d'oro con il film Cesare deve morire. L'opera (girata con la tecnica della docu-fiction) è ambientata all'interno del carcere di Rebibbia e interpretata dagli stessi detenuti che mettono in scena il Giulio Cesare di William Shakespeare. A maggio dello stesso anno, al Festival di Cannes, Matteo Garrone vince per la seconda volta il Grand Prix della giuria con la pellicola Reality. Gli anni dieci mantengono il cinema italiano sotto i riflettori internazionali. Un'altra riprova arriva nel settembre del 2013, con il film documentario Sacro GRA, diretto dal regista Gianfranco Rosi, che consegue il Leone d'oro al festival di Venezia.
Sulla scia di questo favorevole momento, grande clamore internazionale suscita il film di Paolo Sorrentino, La grande bellezza (2013), interpretato principalmente ancora da Toni Servillo. L'opera è una versione moderna de La dolce vita di Fellini, dove il regista filma con opulenza artistica una Roma assolata e quasi metafisica. La pellicola ottiene numerosi riconoscimenti tanto da ricevere nel gennaio 2014 il Golden Globe come Miglior film straniero, seguito, Il 16 febbraio 2014, dal premio BAFTA. Infine, il 2 marzo 2014, la pellicola si aggiudica l'Oscar al miglior film straniero.
Un anno più tardi la regista toscana Alice Rohrwacher diviene la vera rivelazione del Festival di Cannes con l'opera seconda Le meraviglie, che le vale, nel maggio 2014, il gran premio della giuria. Con tale attestazione la Rohrwacher risulta essere la prima cineasta italiana ad aggiudicarsi l'ambito riconoscimento. Ottengono favori dalla critica il regista e produttore Uberto Pasolini con Still Life (2013), Roberto Andò con il film Viva la libertà (2013), la regista teatrale Emma Dante per Via Castellana Bandiera (2013) e il cineasta Francesco Munzi con Anime nere (2014), basato sulle vicende di una famiglia della 'Ndrangheta calabrese.
Sempre nel 2015 partecipano al Festival di Cannes Nanni Moretti, Matteo Garrone e Paolo Sorrentino con i rispettivi Mia madre (2015), Il racconto dei racconti - Tale of Tales (2015) e Youth - La giovinezza (2015), vincitore di tre European Film Awards come miglior film, regia e migliore attore protagonista.
Nel febbraio del 2016 trova una nuova affermazione oltre confine il regista Gianfranco Rosi che conquista l'Orso d'oro al Festival di Berlino grazie al documentario Fuocoammare, incentrato sul dramma dei migranti. Da sottolineare è la pellicola Chiamami col tuo nome (2017), di Luca Guadagnino, proiettata in numerosi festival cinematografici e candidata a quattro Premi Oscar, tra cui quello per il miglior film.

### Il parziale ritorno del cinema di genere e le nuove commedie
Il nuovo decennio vede un parziale rilancio del cinema di genere italiano, da lungo tempo sottostimato dalle stesse case di produzione che hanno preferito finanziare altre tipologie di cinema, scoprendo, nel tempo, diversi autori emergenti. Ad oggi però per queste pellicole, rispetto al passato, restano, nella maggior parte dei casi, evidenti difficoltà a raggiungere un vasto consenso di pubblico.

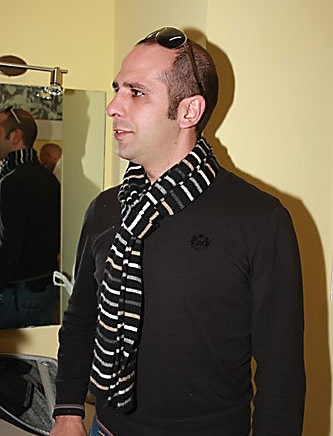
Checco Zalone, la maggior parte dei film che lo hanno visto coinvolto sono tra i maggiori incassi italiani, con un totale di 220 milioni.

Riscuotono popolarità le commedie del regista Luca Miniero (Benvenuti al Sud del 2010 e il sequel Benvenuti al Nord del 2012), con Claudio Bisio e Alessandro Siani, e, in maniera maggiore, quelle interpretate dal comico pugliese Checco Zalone, il quale, dopo aver esordito in televisione, debutta sul grande schermo con due film diretti da Gennaro Nunziante: Cado dalle nubi (2009) e Che bella giornata (2011). Quest'ultimo film, con oltre 40 milioni di euro d'incassi, diventa il lungometraggio italiano di maggior successo commerciale di sempre. Il fortunato periodo del comico è confermato dalla pellicola successiva, Sole a catinelle (2013), sempre diretta da Gennaro Nunziante, che in diciotto giorni di programmazione riesce a superare gli incassi del film precedente; i quali vengono nuovamente oltrepassati (in soli dieci giorni di proiezione) dal seguente Quo vado? (2016), diretto sempre da Nunziante. Nel 2019 iniziano le riprese del quinto film con Zalone, dal titolo Tolo Tolo, in cui il comico, oltre a ricoprire il ruolo protagonista, debutta anche alla regia, uscito nelle sale il 1º gennaio 2020, riscuote anch'esso un buon successo incassando 46 milioni di euro sebbene non riesca a superare i record dei precedenti film.
Da citare anche la pellicola Perfetti sconosciuti (2016), di Paolo Genovese, un riuscito connubio tra commedia e dramma, che ottiene molti consensi sia di critica che di pubblico, aggiudicandosi, tra le altre cose, il premio della sceneggiatura al Tribeca Film Festival di New York e oggetto in seguito di svariati remake internazionali, arrivati a 25, che hanno comportato l'entrata della pellicola, il 15 luglio 2019, nel Guinness dei primati come film dal maggior numero di rifacimenti della storia del cinema a livello mondiale.
Le stagioni 2016-2017, 2017-2018 e 2018-2019 hanno registrato un nuovo calo di pubblico e nessuna produzione italiana è riuscita ad entrare tra i dieci film più visti dell'annata.